# 日産・スカイライン
スカイライン（SKYLINE）は、日産自動車 （合併以前はプリンス自動車工業）が1957年（昭和32年）から製造・販売している中型乗用車（Dセグメント）である。
本記事ではスカイラインの基幹モデルについて記述する。以下の派生車種は個別記事を参照。
- プリンス・スカイウェイ
- 日産・スカイラインGT-R
- 日産・スカイラインクーペ
- 日産・スカイラインクロスオーバー

## 概要
1957年（昭和32年）に富士精密工業（後のプリンス自動車工業）が主力車種として生産を開始し、1966年（昭和41年）にプリンスが日産自動車と合併した後も車名が引き継がれ、2021年（令和3年）現在、日産のラインナップでは唯一プリンス時代から継続して生産されている車種である。日本を代表する名車のひとつであり、国内外を問わず根強い愛好家がいる。
ボディラインナップは2021年現在4ドアセダンのみである。過去には2ドアクーペ、5ドアハッチバック、ステーションワゴン、ライトバンなどが存在した時期もあったが、日産自動車の類似車種統一化政策などにより、これらの派生車種は他の同クラス車と統合され、スカイラインとしての製造は廃止となっている。
3代目（C10型）から8代目（R32型）までは、型式毎にCMキャッチコピーや形状などに基づく愛称（通称）を持つ。
主管設計は2代目（S5型）から7代目（R31型）の途中まで一貫して桜井眞一郎が担当しており、桜井はカタログや広告にも登場した。車名の由来は桜井が登山した際、山と空が織りなす稜線「スカイライン」に感動したためだという。
長野県岡谷市の鳥居平やまびこ公園内には、自動車博物館としては異例の単一車種の博物館「プリンス&スカイラインミュウジアム」がある。

## 初代 L型/20系（1957年-1963年）
富士精密工業（当時）より発売されたALSI-1型がスカイラインの初代となる。1950年代当時の日本における小型乗用車規格に合わせ、当初は1,484ccでの発売となった。グレードはスタンダード（ALSIS-1型）とデラックス（ALSID-1型）の2種類。ボディスタイルはプリンスの自社オリジナルで、アメリカ資本の欧州車を思わせるボリューム感のあるデザインだったが、ヨーロッパのモーターショーでは同時期発表の中型セダンであるシムカ・アリアーヌからのデザイン盗用を疑われたこともある。
構造面は、やや旧弊化した在来プリンス車から完全に一新され、低床バックボーン・トレー式シャーシを持つセミ・モノコック構造となった。前輪は前年のプリンスで既に採用されていたダブルウィッシュボーン独立懸架、後輪は日本最初の半独立式であるド・ディオンアクスルと2段階のスピード調整が可能なワイパーを採用し、先進性をアピールした。搭載するエンジンは直列4気筒OHV・1,484ccのGA30型で、プジョー系の設計の発展形であるプリンス在来型エンジンの改良であるが、60PSの出力は、競合するトヨタや日産の同クラス車を上回るものであった。カタログスペックでは当時の日本製1,500cc車最速の最高速度125km/hを記した。
1962年4月には「スカイライン・スポーツ」（BLRA-3型、後にR21A/B型と改称）が発売された。これは事前に1960年11月の第42回トリノショーにて発表された。デザインはイタリアのカロッツェリア「ジョヴァンニ・ミケロッティ」によるもので、日本初のスペシャルティカーといわれる。つり目4灯ヘッドライトの特徴的なスタイル、クーペとコンバーチブルの2タイプの設定等、注目を集めたが、ボディのほとんどがイタリアの職人の指導によるハンドメイド（ジョバンニ・ミケロッティとアレマーノ社の手により製作）で高コスト・高価であり、また市場も十分に育っていなかったため、製造台数は60台ほどであった。内訳としてはクーペ33台または35台、コンバーチブル25台とされている。コンバーチブルは現在3千万円を超える価格が付いている。特徴であるつり目ヘッドライトは、板金型がハンドメイドゆえに誤差があり、左右で角度が若干違っている。搭載するエンジンはGB4型。同年の第4回日本アルペンラリーに出場し、7位完走を果たす。コンバーチブルはテレビドラマ「ウルトラQ」の劇中で使用されていた。
1957年（昭和32年）4月
富士精密工業から発売。
1958年
マイナーチェンジ。
1958年10月
第5回全日本自動車ショウ（後の東京モーターショー）に、排気量拡大型の試作車「スカイライン1900」（BLSI-1型）を出品。この試作車は当時の皇太子明仁親王の愛車となり、明仁親王が自ら運転したことでも知られる。
1959年2月
前年の全日本自動車ショウに出品した1,900ccモデルを「グロリア」（BLSIP-1型）として発売。直列4気筒OHV1862cc GB30型エンジンを搭載する。
1959年7月
第1回日本アルペンラリーに出場し、優勝および総合3位を飾る。優勝ドライバーは自動車ジャーナリストの古我信生。
1959年10月
エンジン出力を70PSへ向上し、スタンダード（ALSIS-2型）、デラックス（ALSID-2型）となる。
1960年2月
マイナーチェンジ。スタンダード（ALSIS-2改1型）、デラックス（ALSID-2改型）ともにテールランプを丸型2灯に変更、併せてデラックスのみ日本初の4灯式ヘッドランプ採用車となる。
1960年9月
スタンダード（ALSIS-2改2型）がマイナーチェンジにより4灯式ヘッドランプに変更。デラックスのフロントグリルがグロリア同様の格子型に変更。
1960年11月
第42回トリノショーに「スカイライン・スポーツ」を出展。
1961年5月
「1900デラックス」（BLSID-3型）追加。直列4気筒OHV 1,862cc GB4型を搭載する。
1961年10月
「1900スタンダード」（BLSIS-3型）追加。
1962年4月
「スカイライン・スポーツ」（BLRA-3型/R21B型）を追加。同年の第4回日本アルペンラリーに出場し、7位完走を果たす。
当時の価格はコンバーチブルが195万円、クーペが185万円。なおベースとなったグロリアは115万円だった。
1962年9月
マイナーチェンジ。「スカイラインスーパー」（S21D型）、「スカイライン」（S21S型）発表。4灯式ヘッドランプをもつフラットデッキスタイルとなる。搭載するエンジンは直列4気筒OHV 1,862cc G2型（91PS/4,800rpm、15.0kgm/3,600rpm）。
スカイウェイ
プリンスにおける乗用車派生型の商用モデルは、1957年（昭和32年）にプリンス・セダンの設計をベースに開発された「プリンス・コマーシャル・バン／コマーシャル・ピックアップ」が最初であり、プリンス・セダンがスカイラインにモデルチェンジした後も暫く継続生産されていたが、1959年にはスカイラインの派生モデルである「スカイウェイ」にモデルチェンジした。ライトバンとピックアップが設定されたが、ライトバンには前席のみ2ドア仕様の他、1960年に車体左側のみに後席ドアを追加した3ドア型が追加された。1961年にはスカイライン同様に1,900ccモデルも追加されている。

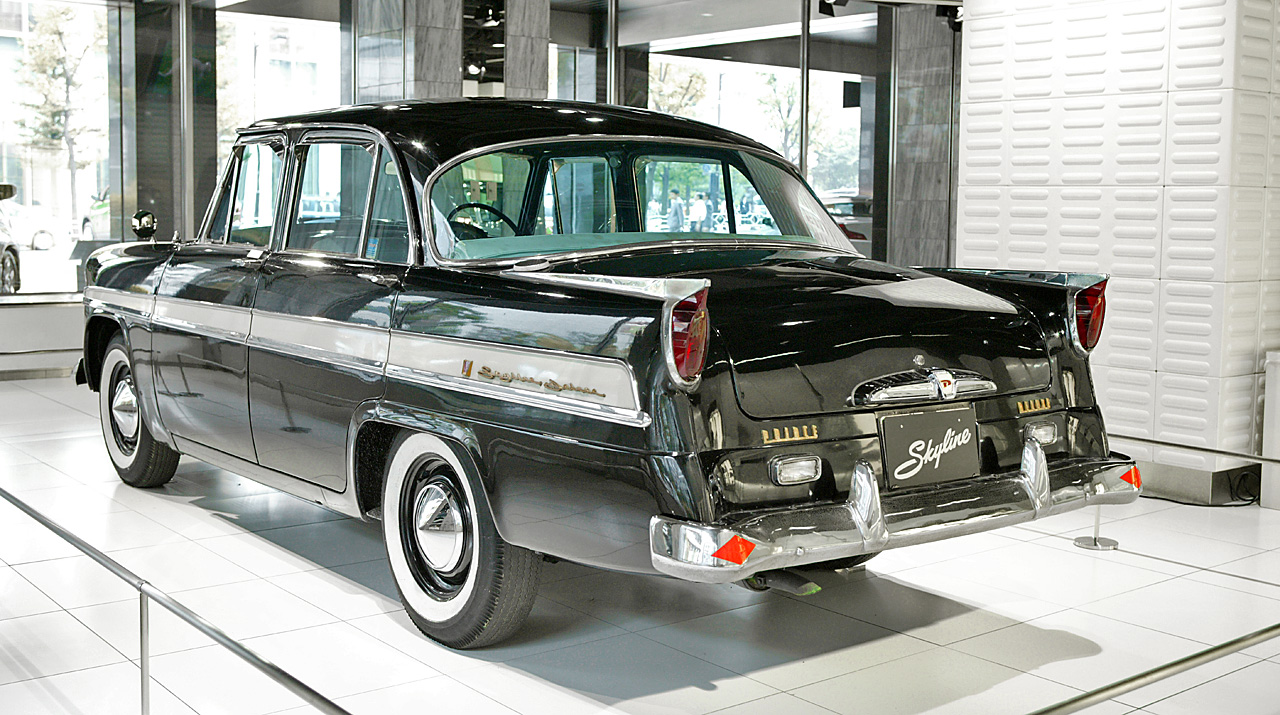
スカイライン・デラックス (ALDIS-1型、リア)
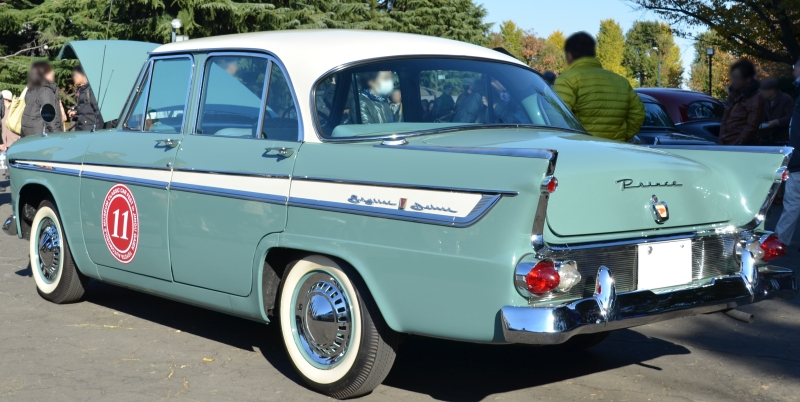
ALSI-2 (リア)
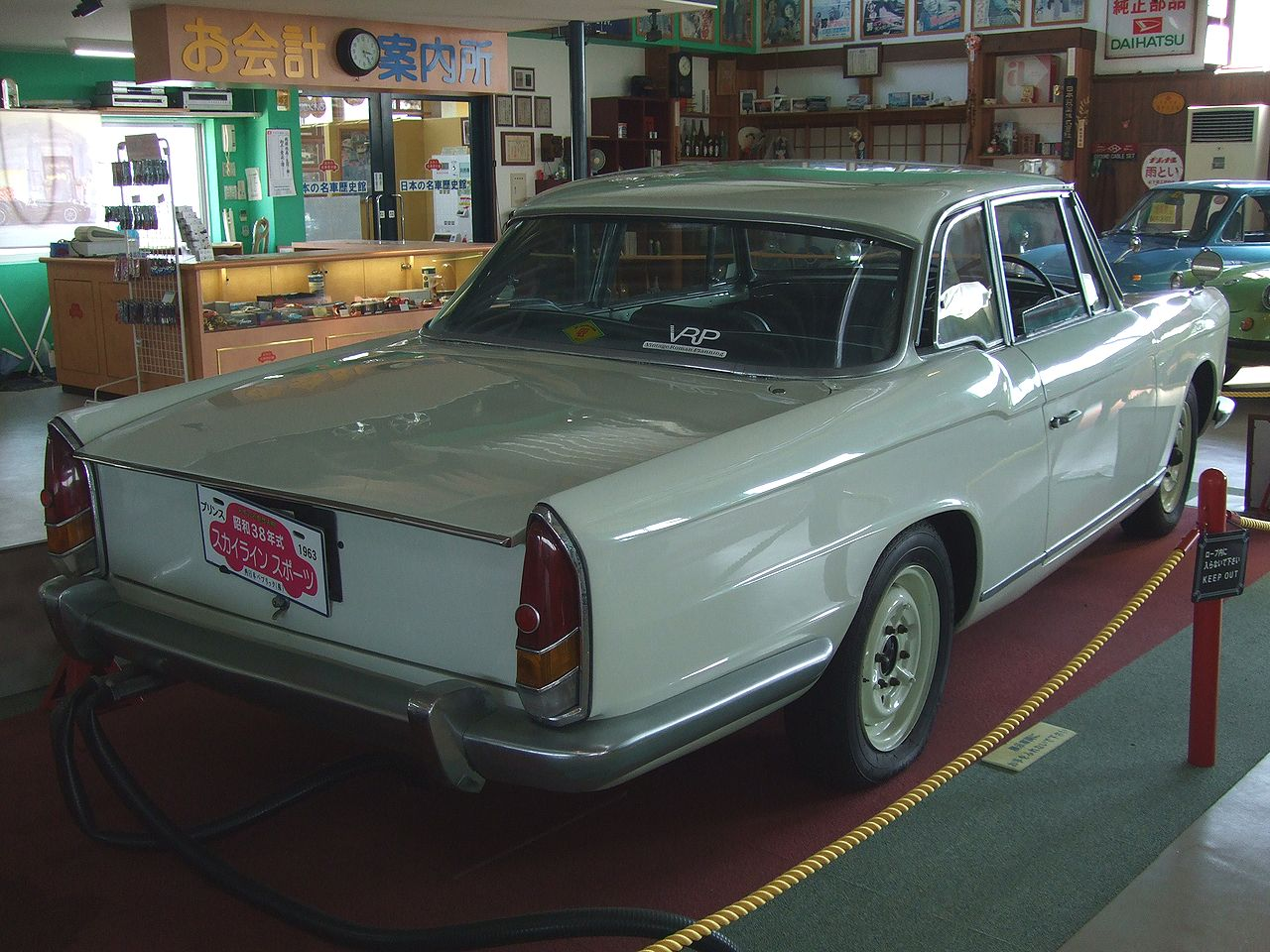
スカイラインスポーツ・クーペ (リア)
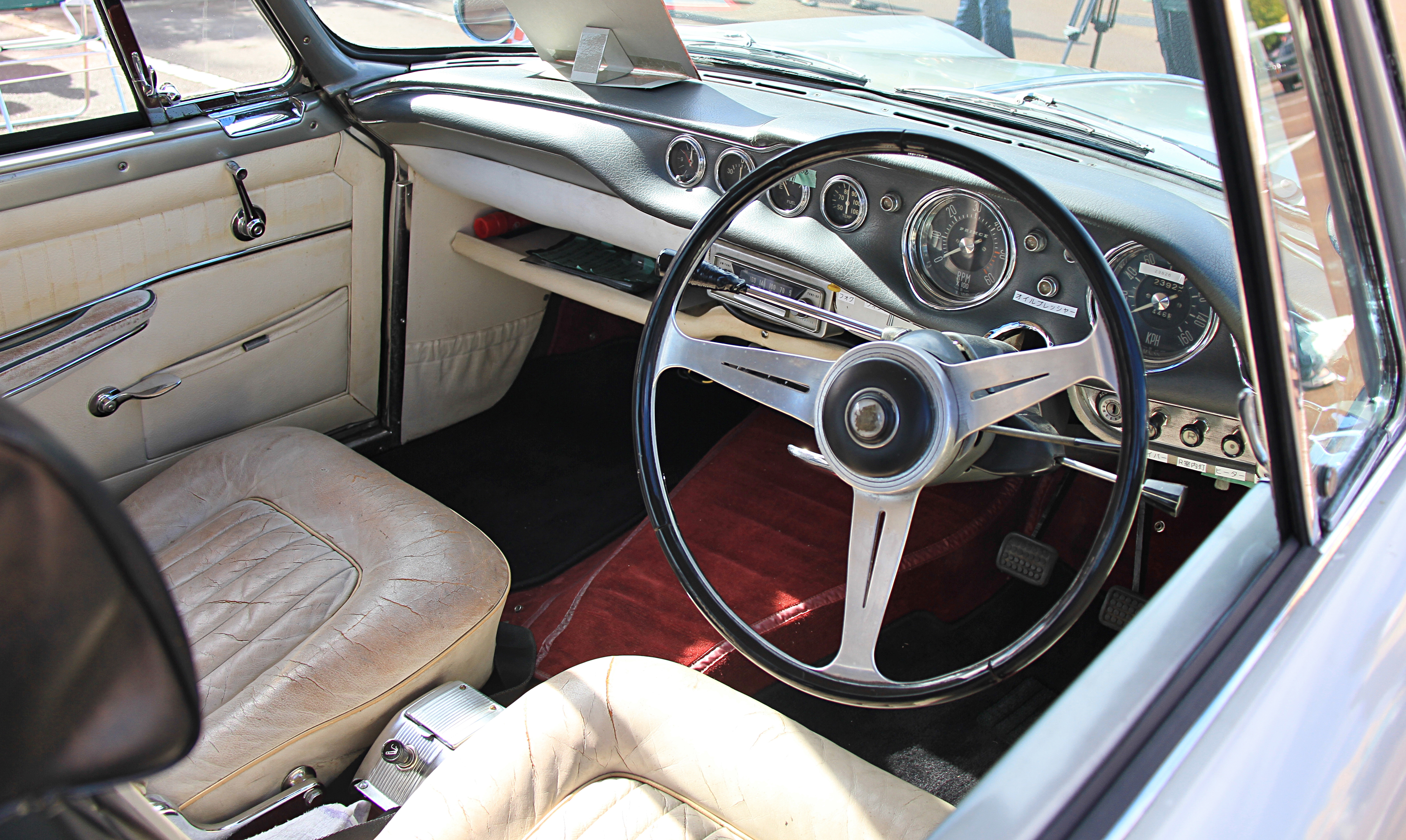
スカイラインスポーツ・クーペ (インテリア)
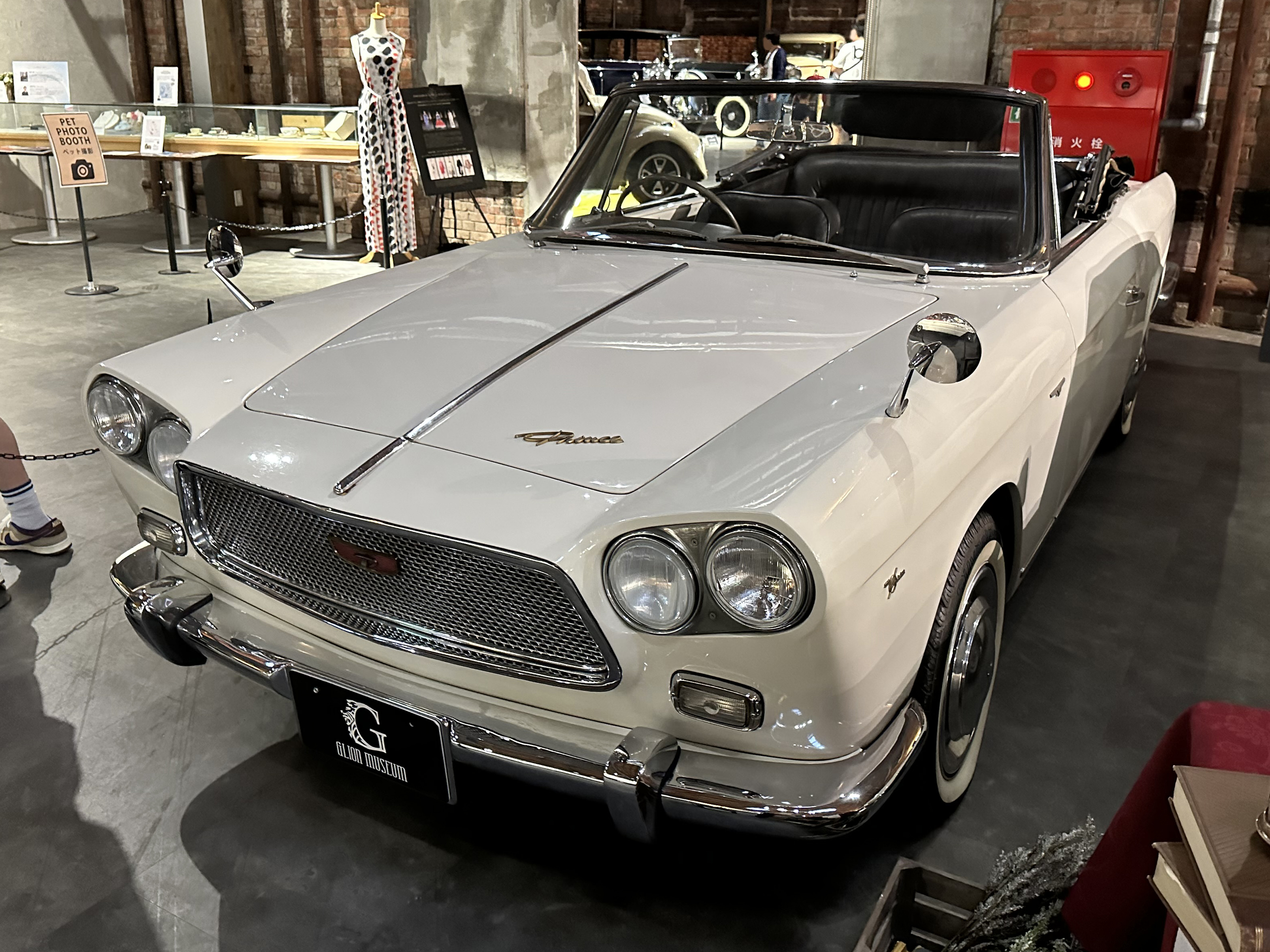
スカイラインスポーツ・コンバーチブル (フロント)
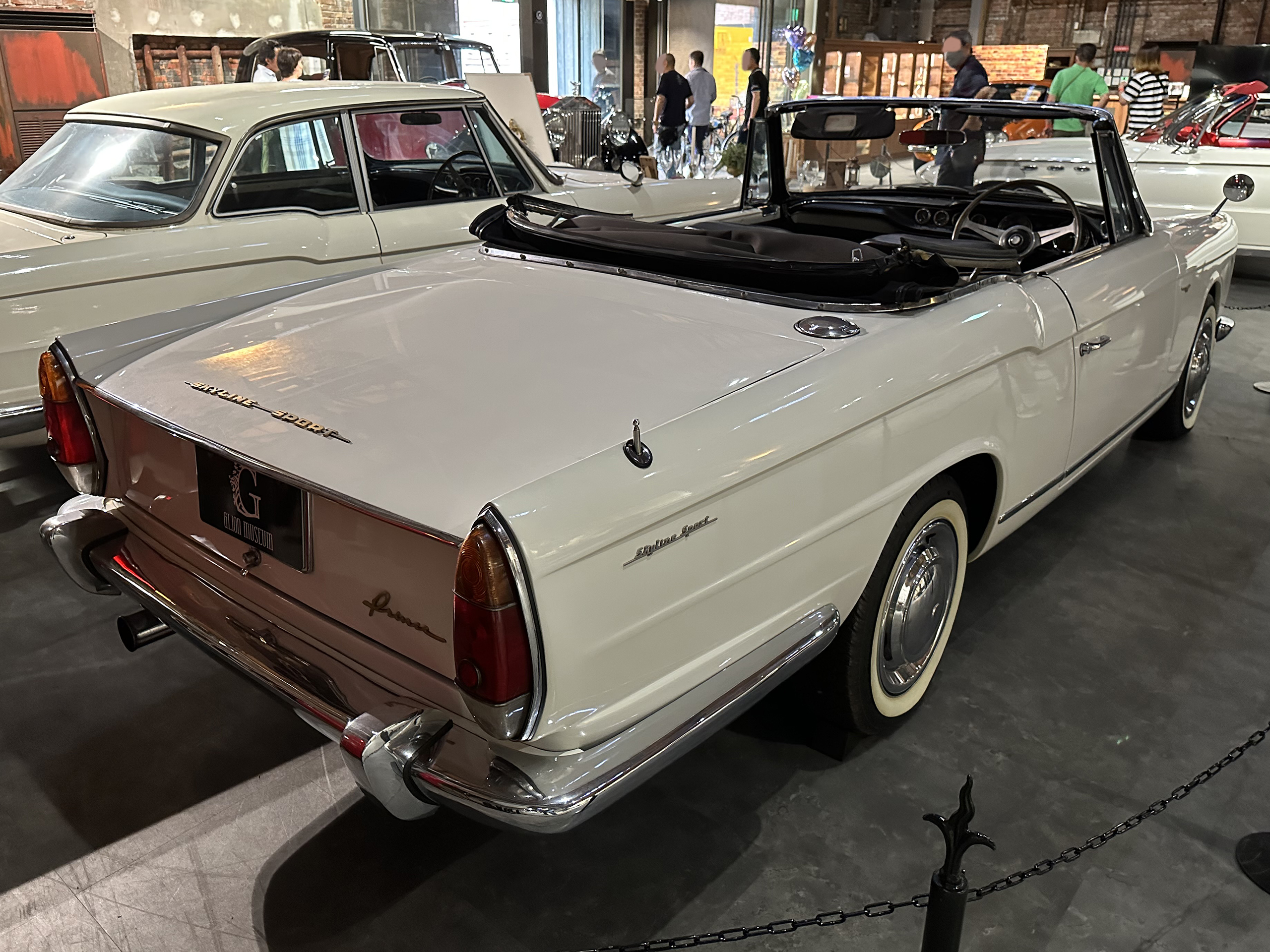
スカイラインスポーツ・コンバーチブル (リア)
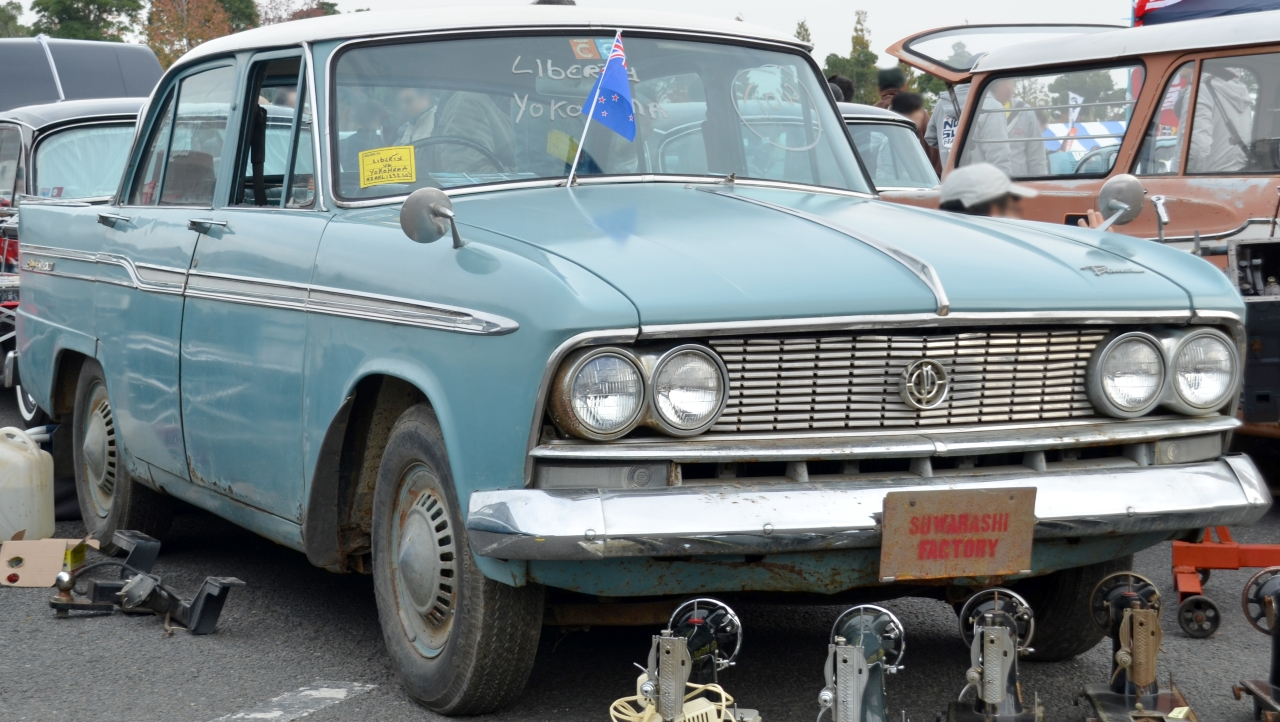
S21型

## 2代目 S5型（1963年-1968年）
先代の高級車路線はグロリアに譲り、1,500ccクラスの量販車市場を拡充するために、G1型直列4気筒OHV1,484ccエンジンを搭載する、小型ファミリーセダンとして開発・投入された。モノコック構造を採用したボディのバリエーションは4ドアセダンとステーションワゴン（W50A-1型）の2種類。バン（V51A-1型）は旧来のスカイウェイの名を継承した。当時の欧米自動車業界で本格化しつつあったメンテナンスフリー化を積極的に進め、4万kmまたは2年間保障の封印エンジンや、1年間3万km無給油シャシーなどが話題を呼んだ。
1964年にはスカイラインGTが登場し、スカGの愛称で親しまれた。第2回日本グランプリGTクラス出場に向けて、グロリアスーパー6用のG7エンジン（直列6気筒1,988cc）を搭載したもので、ホモロゲーション用に100台を生産（試験車3台、レース出場車5台、一般販売92台）した。4気筒のスカイラインに長大な6気筒をそのまま載せることは不可能であるため、フロント部を約200mm延長して搭載した。急ごしらえのためメーターがS50のままの横長だったり（スケールは200㎞/hに書き換えられていた）、そのためタコメーターが収まらず、ダッシュボードの上に独立して装備されていた。シフトレバーは長く、ダッシュボード奥下の床から出ていた。またバンパーのオーバーライダーもS50同様に付いていた。標準はシングルキャブレターだがレース用オプションに3連ウェーバーキャブレターが選べた。フェンダーサイドの「GT」のエンブレムは青色。
その翌年である1965年にはスカイライン2000GTが追加された。プリンスではホモロゲーションモデルであったスカイラインGTの量産計画はなかったが、要望を受けて量産化が決定したもので、それまで手作業による鈑金で延ばしていたエンジンルームをプレス製造とした。最初から日本グランプリ出場車と同じ3連ウェーバーキャブレター、フロントディスクブレーキを装着。タコメーターは丸くなったスピードメーターと並んでインパネに装着され、リモートコントールでシフトレバーも手前にされていた。フロントフェンダーの「GT」エンブレムは赤く塗られた。グリルは当初は亜鉛合金（太い桟の間に細い桟が11本）から「レースで勝つための軽量化」のため10本のアルミ製となる。燃料タンク容量は99ℓ。ちなみにスカイライン2000GTについて、開発に携わった伊藤修令は後年に『無茶だもの、日産自動車ならあんな車は作らない。試験もしないで売ったのだから』といい、渡邉衡三も『当時ラリーでS54Bが参戦していると、フロントが肉眼で見えるほど捻れていた』と証言している。
1963年9月
デラックス（S50D-1型）発売。
1963年10月
第10回全日本自動車ショーに、S50型をベースとした2ドアクーペ「スカイライン1900スプリント」を参考出品。フランコ・スカリオーネのデザインを元にプリンス自動車のデザイナー・井上猛がまとめたもので、ファストバック形状のボディなど、セダンとは大きく異なる意匠を持っていた。
1964年4月
スタンダード（S50S-1型）追加。
1964年5月
スカイラインGT（S54A-1型）発売。
1965年2月
スカイライン2000GT（S54B-2）追加。
1965年9月
スカイライン2000GT-A（S54A-2型）追加。ウェーバーキャブの不足や「もっとマイルドなGTが欲しい」という要望に応えて登場したモデルで、シングルキャブ（105PS）、燃料タンク容量50ℓ。GTエンブレムは青。
2000GT-Aの追加により、従来の2000GTは「2000GT-B」となった。
1966年8月9日
プリンス自動車が日産自動車と合併したため、車名をニッサン・プリンス・スカイラインに変更。この合併によって、クラス内における車種が増加したため、価格を改訂した。
1966年10月
マイナーチェンジ。ラインナップは2000GT-B（S54B-3型）、2000GT-A（S54A-3型）、1500デラックス（S50D-2型）、1500スタンダード（S50S-2型）の4種類。外観上の変更は全車グリルが横桟のデザイン化、Cピラーにエアアウトレット設置となる。2000GT-Bはリアブリスターフェンダー化。スタンダード、デラックスはテールライトの形状が丸型から大型コンビネーションタイプへ変更され、リアフィニッシャーが新設。スカイウェイ（V51A-1型）はスカイラインバンに名称変更。
1967年8月
G1型に代わり、G15型直列4気筒OHC1,483ccエンジン（88PS）を搭載する1500デラックス（S57D-1型）が登場。安全性を向上させ、グリルの変更、サイドエンブレムの着色、車体色の変更などもおこなわれた。6万km無給油シャシーとなった（ただし、スタンダードS50S型やバンV51A/B型、エステートW50A型は引き続きG1型エンジンを使用）。

## 3代目 C10型（1968年-1972年）

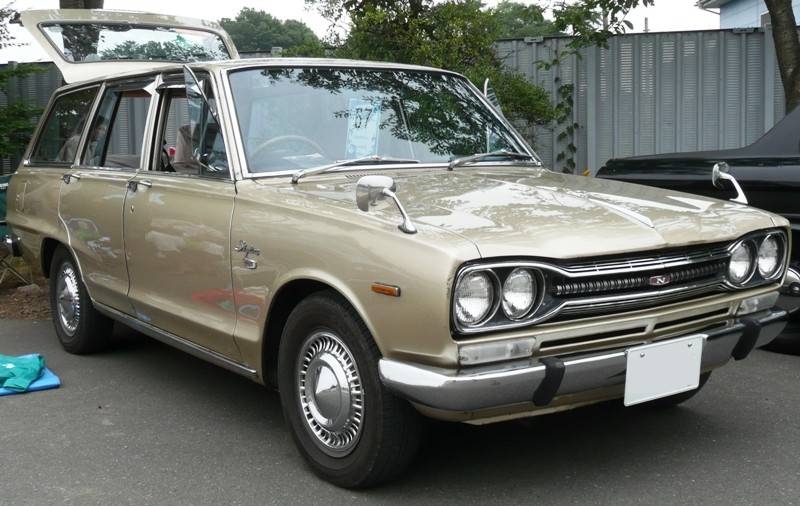
エステート

ハコスカの通称でも知られるモデルで、日産自動車との合併後、初めて新規発売されたモデルでもある。4ドアセダン（C10型）、エステート（WC10型）、バン（VC10型）が発表された。
エンジンはプリンス製の直列4気筒 OHC 1,483 cc G15型を搭載する。足回りはフロントがマクファーソンストラットとコイルスプリングの組み合わせに変更された。リアはリーフリジッドである。
グレード展開は当初、スタンダードとデラックスのみであったが、デラックスにはシート形状とトランスミッションにより、ファミリーデラックス（3速コラムシフト、フロントベンチシート）、ツーリングデラックス（3速コラムシフト、フロントセパレートシート）、スポーティデラックス（4速フロアシフト、フロントセパレートシート）の3種のほか、女性仕様の「Lパック」がメーカーオプションとして用意され、バリエーションを確保した。通称「44（ヨンヨン）」。
発売から2か月経って、直列6気筒エンジン搭載のGT（GC10型）が追加された。S5型同様、ホイールベースとフロントノーズを延長しているが、肉眼で見えるほどフロントが捻れていたというS54型と異なり、開発当初から直6エンジンの搭載を考慮した設計構造となった。
このGTにはS54型に搭載されていたプリンス製G7型エンジンに代わり、日産製直列6気筒 OHC 1,998 ccのL20型（シングルキャブレター）を搭載する。発売当初はかまぼこ型ヘッドカバーと呼ばれる（カムカバーはヘッド側から伸びたスタッドボルトにナットで締める）、後年主流となるL系エンジンとは形状が異なる物が搭載された。最高出力は105馬力。1969年10月以降L20型エンジンを搭載するセドリック/グロリアとスカイラインで新設計のエンジンに順次切り替わり、120馬力（ハイオクガソリン仕様。レギュラーガソリン仕様は115馬力）となった。新旧を区別するため、新型をL20Aと呼称（車検証上の原動機の型式に変更はない）したが、旧エンジンの淘汰にともない、後年は新型もL20と呼称するようになった。サスペンションは、フロントは4気筒同様のマクファーソンストラットであるが、リアはセミトレーリングアーム式サスペンションとコイルスプリングへ変更され、4輪独立懸架となる。
高性能スポーツモデルである「GT-R」が登場したのもこの世代であり、スカイラインのスポーツカーとしてのイメージが確立されるようになってきた。尚、海外にはL24（2,393 cc）を搭載して「ニッサン2400GT」として輸出された。他にL20を搭載したニッサン2000GTもある。3代目の生産台数は30万8502台。
1968年8月
フルモデルチェンジ。
1968年10月
第15回東京モーターショーに、「スカイラインGTレーシング仕様」が出品される。翌年発売されるGT-Rのコンセプトカーである。これはリアのホイールアーチがサーフィンラインを無視して拡大され、フロント及びリアの「2000GT」のエンブレムの地が赤く塗られていた。搭載されたS20エンジンのヘッドカバーは市販車のそれとは異なるデザインであった。通称「45（ヨンゴー）」。
1969年2月
プリンス系列の技術陣によって開発された直列6気筒4バルブ DOHC 1,989 ccのS20型エンジンを搭載した2000GT-R追加。
1969年8月
1800シリーズとしてローレルに先行搭載されていたプリンス系の直列4気筒 OHC 1,815 cc G18型を搭載した1800スポーティデラックスとスポーティS（PC10型）を追加。
1969年10月
GTをマイナーチェンジ。従来の3分割式のフロントグリルをワンピースグリルに変更、テールランプの意匠変更、細部ではラジオアンテナが左フェンダーから右のピラーに位置変更されるなど、主に外観の変更が施された。
1970年10月
マイナーチェンジ、および、ホイールベースを短縮した2ドアハードトップモデルの追加発売。
新意匠のダッシュパネルなど室内の大幅変更が施されたほか、フロントグリル、テールランプや前後のバンパーなど外観の変更。実質的な後期型。
各排気量車に2ドアハードトップモデルを追加、1500（KC10型）1800（KPC10型）の4気筒シリーズと2000GTシリーズ（KGC10型）。ハードトップ1800はスポーティGLの単一グレードだった。
1971年9月
マイナーチェンジ。
フロントグリル、リアガーニッシュがハニカム調のデザインに変更されたほか、シート縫製基調など細部の変更が施された。
2ドアHTにGT-Xを追加発売。エンジンはセドリック/グロリア2000GXやフェアレディZなどに採用されていたSUツインキャブレター仕様のL20が搭載された。最高出力は125馬力（ハイオクガソリン仕様は130馬力）、その他のGTとの相違点は部分ファブリックのシートやパワーウィンドウ、間欠ワイパーなど。エンブレムはGTが青色なのに対し「金色」。
1972年3月
セダンGT-Xを追加発売。セダンGT-Xにはパワーウィンドウが装備されない。キャッチコピーは「精悍4ドア」。
モデル末期頃に日産車統一仕様の一環として5MT車の左テールランプ下部に「5speed」のエンブレムが追加されたが、次代C110型へのフルモデルチェンジ間際であったため、取り付けられた車輌は極めて少ない。
| K                                                        | P                    | C10      |
| ボディ形状                                               | 搭載エンジン         | 基本型式 |
| - 無記号 4ドアセダン - K 2ドアHT - V バン - W エステート | - 無記号 G15 - P G18 | C10      |
| -------------------------------------------------------- | -------------------- | -------- |

| K                                | H                            | G              | L                  | C10      |
| ボディ形状                       | 搭載エンジン                 | ホイールベース | ハンドル位置       | 基本型式 |
| - 無記号 4ドアセダン - K 2ドアHT | - 無記号 L20 - H L24 - P S20 | G ロング       | - 無記号 右 - L 左 | C10      |
| -------------------------------- | ---------------------------- | -------------- | ------------------ | -------- |

- エステート

## 4代目 C110型（1972年-1977年）
ボディバリエーションは4ドアセダン、2ドアハードトップ、およびワゴン/バンを有する。ハードトップは先代と打って変わってファストバックスタイルへと改められた。プラットフォームは日産・ローレル（C130型）と基本的に共通。
サーフィンラインのプレスラインは、ごく浅く、プレーンな面構成となった。2ドアハードトップは太いCピラーを特徴とし、ワゴン/バンはクオーターウインドウを廃し、スポーティーさを演出した。プレスラインが見えにくい、白いボディカラーの2ドアハードトップにのみ、リアフェンダーにデカール式のピンストライプが設定されている。これは当時の日産自動車の社長命令によるものといわれる。灯火類については、4ドアセダンのGT系、および2ドアハードトップの全グレードのテールライトが丸型4灯式となった。これは、以後スカイラインのアイデンティティの一つとして、10代目のR34まで受け継がれていくことになる。
搭載するエンジンはG15型をボアアップした直列4気筒OHC1,600ccのG16型、タクシーや教習車用のG16LPG仕様（販売は1975年頃まで）、先代より継続されたOHC1,800ccのG18型、およびL20型の4機種。L20型エンジンにはシングル、ツインキャブレター仕様が用意された。搭載されるエンジンには従来の大気汚染防止対策に加えて、燃料蒸発防止装置を採用している。足回りはフロントがマクファーソンストラット、リアは4気筒モデルがリーフリジッド、6気筒モデルがセミトレーリングアームとコイルスプリングの組合せである。
グレードは下からスタンダード、デラックス、スポーティデラックス、スポーティGL、GT、GT-Xとなっており、ハードトップはスポーティデラックス以上、ワゴンはスポーティGLのみ、バンはスタンダード、デラックスのみであった。先代同様、セダン/ハードトップにはホイールベースを延長し6気筒エンジンを搭載したGT系の設定がある。グレード別装備として、GL、GT、GT-Xはタコメーター、自動巻き取り機構付シートベルト、トランクオープナーなどが装備される。GT-Xはこの他、木製インテリアパーツ、大型のオーバーヘッドコンソール、ブレーキ油糧警告灯に加えて、セダンにもパワーウインドウが装備される。
この代から警察庁へパトロールカー（無線警ら自動車）として導入された。当時の警察の規定により、エンジンは6気筒（L20S型）、内装は嘔吐物や血液汚れなどの手入れの楽なビニールトリムとなった専用モデルとなっている。警らパトカー仕様はR32型まで設定されている。
C110型から右ハンドル圏の日本国外へも輸出されるようになった。車名は4気筒車は「ダットサン・160K　180K」6気筒車は「ダットサン・240K」。4気筒車は国内と同じエンジンだが、6気筒車はその名の通りエンジンが2,400ccに拡大されている。
通称であるケンメリは、広告キャンペーン「ケンとメリーのスカイライン」から。これは、先代のC10型の時代に展開された「愛のスカイライン」キャンペーンを継承、発展させたもので、「愛のスカイライン」のキャッチコピーも引き続き使用された。内容としては、若い男女のカップルがスカイラインに乗り、日本各地を旅するというシリーズもののCMで、この二人の名がケンとメリーである。性能の高さや、レースでの栄光といった旧来のスカイラインの硬派なイメージとは異なるソフトなイメージのCMシリーズであったが、当時の世相ともマッチし、一般的には、このCM自体が人気を博し、やがては社会現象と呼べるまでになった。また、車そのものの販売成績はもとより、それにちなんで多数作られたグッズもヒットし、例えばTシャツの販売枚数は30万枚を超えたという。なお、1976年9月には、CM第15作「地図のない旅」編に北海道美瑛町大久保協生の一本立ちのポプラの木が登場し、現在でも『ケンとメリーの木』として、観光名所になっている。ちなみに4ドアセダンはヨンメリと呼ばれることもあるが、これは、「4（ヨン）枚（ドア）のケンメリ」の略である。
1980年代、手頃な価格とあいまって若者を中心に人気があったこのモデルは、姉妹車のローレルとともに暴走族の改造車（族車）の定番になり、テールライトの中心寄り2つをパテ埋めする「ワンテール仕様」や、ウインカーやグリルをローレルのものに交換する、テールライトをチェリーのものに交換するなどといった、当時の日産車同士のパーツの互換性を活かした多彩な改造が流行した。また、ハードトップのGT系を中心に、希少車だったGT-Rのエンブレム・フロントグリル・リアスポイラー・オーバーフェンダーなどを装着する改造も見られた。
1972年9月
C110型にモデルチェンジ。
1973年1月
「ハードトップ2000GT-R」発売。
1975年9月
昭和50年排出ガス規制（A-）対応の、電子制御燃料噴射装置（ニッサンEGI）を採用するL20E型を搭載する「セダン/ハードトップ2000GTX-E」を追加。この車種は10月のマイナーチェンジに先行して外装のデザインを変更したものであった。また本グレードは、GT-R譲りの4輪ディスクブレーキやアルミ地のインパネを装備した「Sタイプ」も選択可能だった。GTエンブレムの色はグリーン。
オプションでパワーステアリングを設定。
1975年10月
セダン/ハードトップの1600・1800・2000（L20S型搭載車）系およびバンをNAPSにより昭和50年排出ガス規制（A-またはH-）に適合。同時にマイナーチェンジ、フロント/リアのデザインが変更される。4気筒モデルのエンジンはプリンスが開発したG16型、G18型から、日産が開発したL16型、L18型に変更、最下位グレードがセダン1600DXとなりLPG営業車とワゴンが廃止される。
1976年2月
GT系のL20E搭載車が、昭和51年排出ガス規制（C-）に適合。排気ガス再循環装置にソニック方式を採用し、NOxを低減させた。
1976年3月
1600系が昭和51年排出ガス規制(B-)に適合。NAPSの排出ガス清浄化性能と酸化触媒方式によりNOxの低減を実現した。
1976年5月
1800系が昭和51年排出ガス規制に適合。
1976年6月
GT系のキャブレター車が昭和51年排出ガス規制に適合。
| ボディ、グレード               | 全長  | 全幅  | 全高  | ホイールベース |
| ------------------------------ | ----- | ----- | ----- | -------------- |
| セダン1600、1800シリーズ       | 4,250 | 1,625 | 1,405 | 2,515          |
| ハードトップ1600、1800シリーズ | 4,250 | 1,625 | 1,395 | 2,515          |
| セダン2000シリーズ             | 4,460 | 1,625 | 1,395 | 2,610          |
| ハードトップ2000シリーズ       | 4,460 | 1,625 | 1,385 | 2,610          |
| ワゴン                         | 4,315 | 1,625 | 1,405 | 2,515          |
| バン                           | 4,315 | 1,625 | 1,425 | 2,515          |

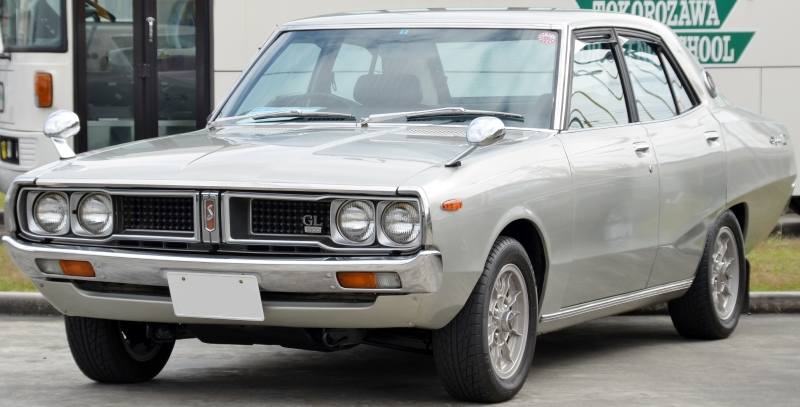
4ドア1800GL（後期型フロント）
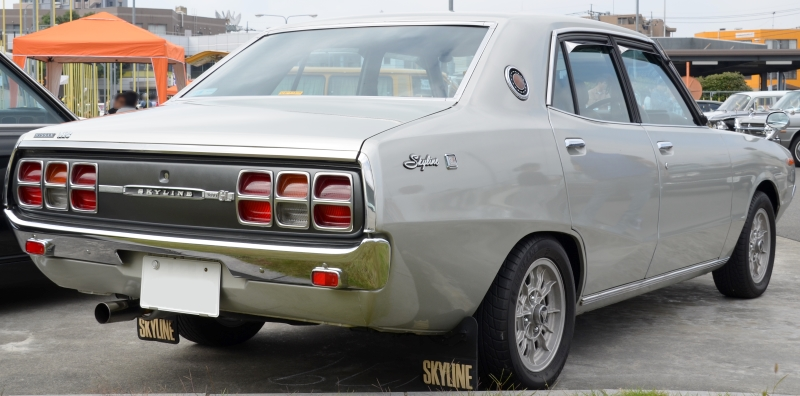
4ドア1800GL（後期型リア）

## 5代目 C210型（1977年-1981年）
通称であるジャパンは、自ら「日本の風土が生んだ名車」であると名乗った広告キャンペーンのキャッチコピー「SKYLINE JAPAN」から。プラットフォームは日産・ローレル（C230型）と基本的に共通。ボディバリエーションはC110型と同様、4ドアセダン、2ドアハードトップおよびバンの3系列を設定し、セダンおよびハードトップには直列6気筒エンジン搭載車と直列4気筒エンジン搭載車が用意され、ホイールベースはそれぞれ2,615 mm, 2,515 mmとされた。バンは直列4気筒エンジンのみの設定であった。
搭載するエンジンは直列4気筒OHCがL16S型（1,595 cc）、L18S型（1,770 cc）、L18E型の3機種。直列6気筒OHCがL20S型（1,998 cc 115 PS/5,600 rpm、16.5 kgm/3,600 rpm）、およびL20E型（130 PS/6,000 rpm、17.0 kgm/4,400 rpm）の2機種。後にターボ付のL20ET型（1,998 cc 145 PS/5,600 rpm、21.0 kgm/3,200 rpm）も追加されるが、発売当初は自動車排出ガス規制の影響を受け、ターボはおろかDOHCも設定されなかった。
グレード体系は直列6気筒エンジンを搭載する「GTシリーズ」と直列4気筒エンジンを搭載する「TI（ツーリング・インターナショナル）シリーズ」の2系列となった。GTとTIとでは従来同様、搭載する気筒数の関係でノーズの長さが違い、ラジエーターグリルおよびテールランプの意匠が異なる。ヘッドランプは、初期型はGT系、TI系とも丸形4灯式で、後期型ではGT系のみ異型角形2灯式となった。テールランプは、GT系が丸形4灯式なのに対し、TI系は2段重ねの角形4灯式になる。サーフィンラインはエッジのあるブリスター形状となり、リアトレッド拡大に寄与している。足回りはフロント側がストラット式、リア側は4気筒モデルが4リンク式、6気筒モデルがセミトレーリングアーム式の組合せ。GTバッジは3種類となり、GTおよびGT-E・Lが青バッジ、GT-E・Xが金バッジ、GT-E・Sが赤バッジとされた。GT・LおよびGT-E・Xはデジタル時計が装備され、それ以外のグレードはアナログ時計が装備された。GT-E・Sにはリアワイパーおよびヘッドランプクリーナーが標準装備された。また、GT-E・SおよびTI-E・Sには4輪ディスクブレーキおよびリアスタビライザーが装備された。
スカイラインの特徴であったサーフィンラインは廃止された。これはサーフィンラインに縛られていたデザイナーを見かねた櫻井氏が「自分に気など使わなくていい。もうこんな線は要らない」と一喝したからだと言われている。
1980年代、先代モデルのケンメリと同じく暴走族の改造車としても人気を得ていた。ケンメリ同様、ワンテール化やライト、グリルの移植が流行していた。
宮城県登米市にある警察資料館には実際に宮城県警察が使用していたC210型のパトカーが展示されており、現存する警らパトカーとしては最も古い。
1977年8月8日
C210型発売。
1978年3月
2ドアハードトップ2000GT-E・Lおよび1800TI-E・Lに特別仕様車「ブラッキー」を設定。アルミホイール、70 %偏平率ラジアルタイヤ、オーバーヘッドコンソール、およびヘッドランプクリーナーを装備した。
1978年8月
L16/L18型エンジンを、急速燃焼方式（ツインスパークプラグ）を採用する直列4気筒OHC Z16/18型エンジンに変更。L20型エンジンについても一部変更が施され、昭和53年排出ガス規制に適合し、車両型式がC211型となる。同時に「1800TI-E・X」を追加。
1979年7月
マイナーチェンジにより前後の意匠変更がなされる。GTシリーズは異型角形2灯ヘッドランプとされ、TIシリーズは丸型4灯ヘッドランプを継承したが、ラジエーターグリルが変更された。GT-E・Xにはパワーステアリングを標準装備化した。翌8月、厳しくなる排出ガス規制の中でDOHCエンジン搭載車をラインナップし続けていたトヨタ・セリカ（A40/50型）がマイナーチェンジし、「名ばかりのGT達は、道を開ける。」のキャッチコピーで挑発を受けることとなる。
1979年8月
ワゴン（WPC211型）追加。Z18型エンジンを搭載する。また、バンが昭和54年排出ガス規制対応および一部車種にサンルーフ、本皮シート、テクニクスカーコンポがオプション設定される。
1979年11月
2000GT-Eに特別仕様車「スーパーGT」を設定。セダンはミケロッティマグネシウムホイール（クロモドラ製）、ハードトップはカンパニョーロホイールを装備した。
1980年3月
2000GT-E・Sおよび2000GT-E・Xに特別仕様車「ゴールデンカー」を設定。専用のゴールド塗装のほか、E・Sはパワーサンルーフ、カンパニョーロマグネシウムホイールを装備し、E・Xはミケロッティマグネシウムホイール、ミシュランタイヤを装備した。
1980年4月
L20ET型ターボエンジンを搭載したモデルを追加。パワー&トルクは145 PS/5,600 rpm、21.0 kgm/3,200 rpmを搾り出した。発売当時の価格は165.8万円。日産としてはセドリック/グロリア、ブルーバードに次ぐ3車種目のターボ車であり、日産初のターボとATを組み合わせた車種となった。同時にノンターボの「2000GT-E」、「2000GT-E・S」が廃止となる。キャッチコピーに「今、スカイラインを追うものは誰か」を掲げ、当時ターボモデルが存在しなかったトヨタ・セリカを逆に挑発し返す形となった。
1980年6月
直列6気筒OHC LD28型ディーゼルエンジンを搭載する「セダン/ハードトップ280D GTシリーズ」（EGC211型）、直列4気筒OHC Z20E型エンジンを搭載する「2000TIシリーズ」（UC211型）、100万円を下回る最廉価版「1600TI-A」（BC211S型）、およびバンに直列4気筒OHC LD20型ディーゼルエンジン搭載車を追加。280D GTはこの当時の国産ディーゼル乗用車としては最速を誇っていた。また、2000TIのスポーティグレード「ES」はリアサスペンションがセミトレーリングアーム式独立懸架となり、4輪ディスクブレーキを装備するなど4気筒エンジンながらGT系に匹敵する高度なメカニズムを持つ。動力性能は6気筒NAとほとんど変わらず、重量（特に前輪荷重）が軽いこのモデルはC210型中の「ベストハンドリングカー」との声もある。

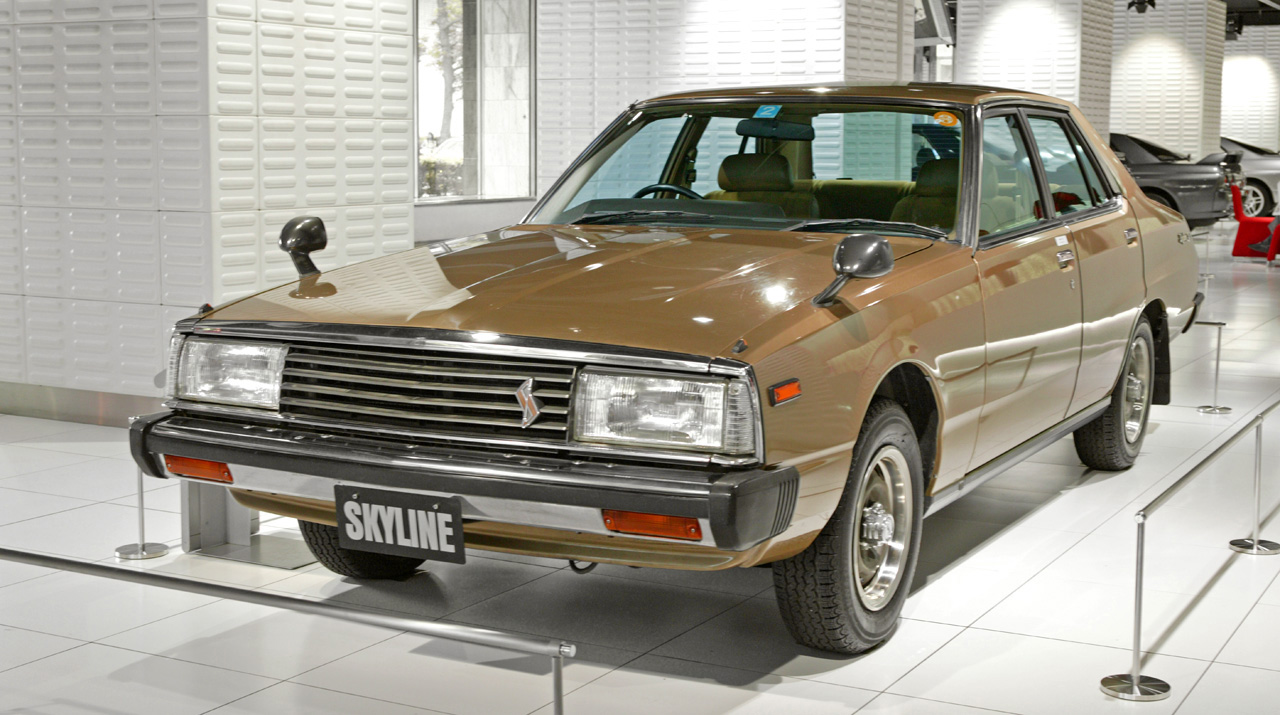
2000GT-EL（後期型フロント）
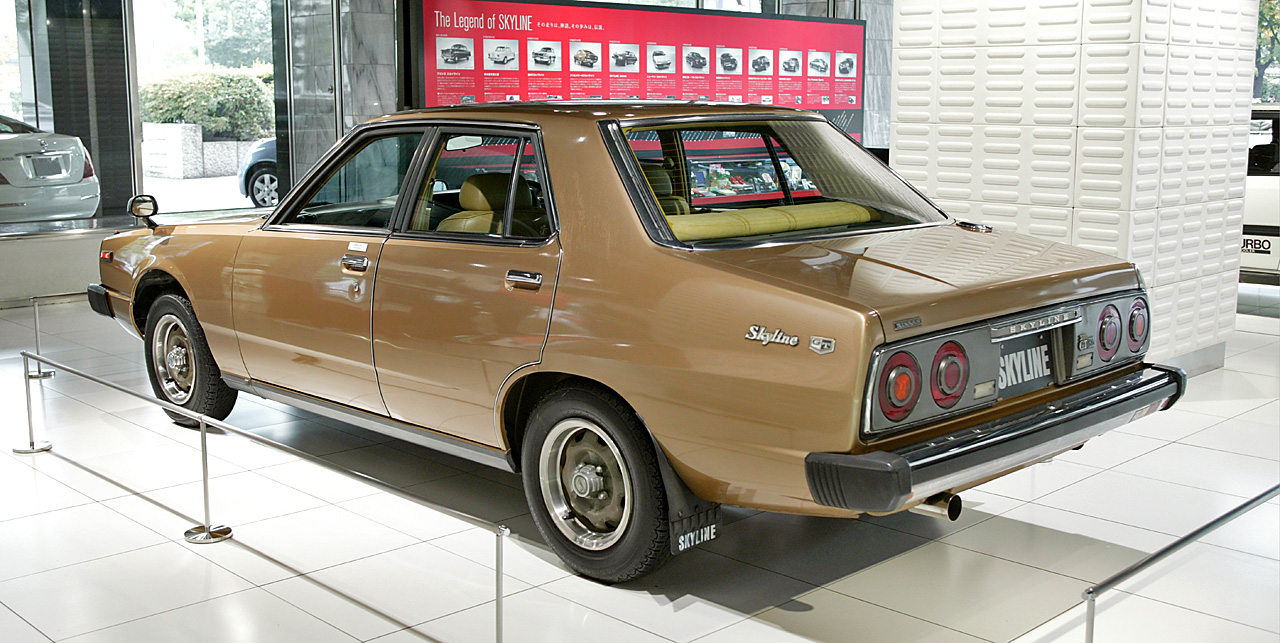
2000GT-EL（後期型リア）
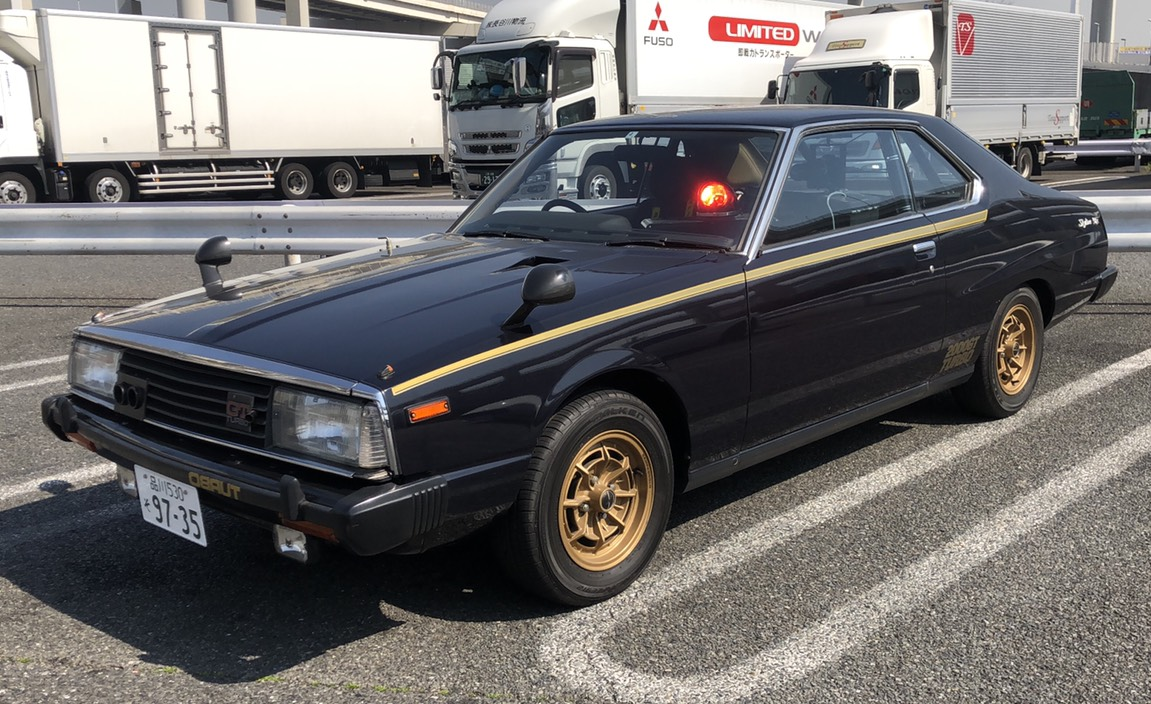
テレビドラマ「西部警察」に登場したマシンX。2ドア2000GT-Eがベースになっている。

## 6代目 R30型（1981年-1990年）

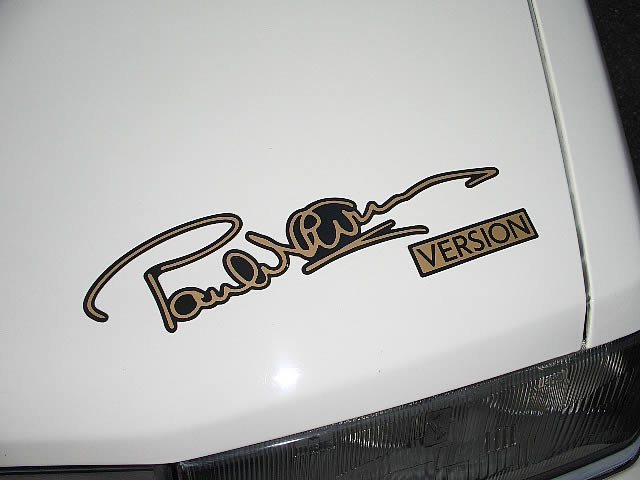
ポール・ニューマンバージョンのサインデカール

4ドアセダン・2ドアハードトップ・5ドアハッチバック：1981年 -1985年
エステート、ライトバン：1981年 - 1990年
アメリカの俳優ポール・ニューマンが広告キャラクターであったため、「ニューマン・スカイライン」と呼ばれた。また広告のキャッチコピーから、初期モデルには「New愛のスカイライン」の通称がある。グレード体系はC210型同様のL20型直列6気筒エンジンを搭載する「GTシリーズ」と直列4気筒エンジンを搭載する「TIシリーズ」の2系列だが、ホイールベースは1種類となった。サイズを抑えることによりさわやかなイメージを出した。
ボディバリエーションは、4ドアセダン・2ドアハードトップ・5ドアハッチバック・後に追加されるライトバン（エステート）の4種。中でもハッチバックはスカイライン史上初である。現在は常識となっているテンパータイヤは、このR30型ハッチバックが日本初採用であり、スペアタイヤに空気圧減圧警告灯なども装備されていた。搭載エンジンは、Z18S型（エステート・TI）、Z18E型/Z20S型/Z20E型（TI）、L20E型/L20ET型/LD28型（GT）の7機種。
DR30型スカイラインで短期間で立て続けにパワーアップさせたことに対して、伊藤修令と渡邉衡三は後年『販売会社やユーザーからの評判は最悪だった。主管時代、スカイラインではR30の反省もあって短期間でのエンジンのパワーアップはしなかった。』と明かしている。
1981年8月18日
R30型発売。
1981年10月
直列4気筒4バルブDOHC FJ20E型エンジン（150PS/6,000rpm、18.5kgm/4,800rpm）を搭載する「2000RS」（DR30型）を追加。GT-Rの再来と期待されたが、FJ20E型が直列4気筒であるがためにGT-Rを名乗らなかったともいわれている。「4バルブなくしてDOHCは語れない」というキャッチコピーが用いられる。同時にZ18S型を搭載する「エステート」が追加。
1982年10月
一部変更。「TIシリーズ」の1,800cc Z18型エンジンを直列4気筒OHC CA18型/CA18E型エンジンへ変更（FJR30型）。「TI Lエクストラ」および「GT Xエクストラ」を追加し、「2000RS」に60%偏平率タイヤを装着。
1983年2月
FJ20E型にターボチャージャーを追加した、FJ20ET型（190PS/6,400rpm）を搭載した「2000ターボRS」（DR30JFT型）を追加。歴代スカイラインのどれよりも高出力であったことから「史上最強のスカイライン」というキャッチコピーが用いられる。また、日産は、このモデルにてハコスカ以来となるワークスとしてレースに復帰。
1983年8月
マイナーチェンジにより後期型へ。前後の意匠変更、大型バンパーの採用等を行う。RSの後期型は薄型ヘッドランプ、ラジエーターグリルレスのデザインにより「鉄仮面」と呼ばれた。パワーランバーサポート・パワーステアリング・パワーウインド・カセットコンポを装備した豪華仕様「2000ターボRS-X」（DR30XFT型）を追加。
1983年10月
日本初のAT専用グレードであるNAの豪華仕様「2000RS-X（DR30XFE型）」、および15インチアルミホイール、ブロンズガラス、専用ステッカーを装備する「2000ターボGT-E・S ポール・ニューマン・バージョン」（HR30JFT型）を追加。
1983年11月
日産50周年記念限定車「50アニバーサリー バージョン」を発売。これは2ドアハードトップ2000ターボRS-Xをベースに、メッキドアミラー、専用エンブレム、「ハイタッチモケット」と呼ばれる専用の内装（後にオプション設定）を備え、白のほかにガンメタ/赤茶ツートンの専用ボディカラーも用意された。同時に特別仕様車「TI ハイ サルーン」も発売。
1984年1月
「2000GT-E・Xパサージュ」（HR30GAE型）を追加。特別仕様車「TI ハイ サルーンII」発売。
1984年2月
一部改良。2000ターボRS/RS-Xをインタークーラー付きに変更。このモデルは「ターボC」と呼ばれる。外観上の違いはフロント左下のエプロンにインタークーラーの冷却用開口部が設けられた。なお、ターボRS-Xでは、前述のハイタッチモケット仕様の内装が選択可能となった。インタークーラー付きFJ20ET型エンジンはグロス表示ながら最高出力205PS/6,400rpm、最高トルク25.0kgm/4,400rpmを発生させ、いまだに根強いファンを持つ。キャッチコピーは「クールに乗れ」。
1984年5月
GT生誕20年記念特別仕様車「2000ターボGT-Ｅサラブレッド」を発売。
1984年8月
エンジンの点火系を変更した「プラズマスパークシリーズ」を発売。高パフォーマンスのエンジンでのイージードライブを可能とした「2000ターボ RS-X」（DR30XAS型）、および「2000ターボGT-E・IIサラブレッドX」（HR30HFT型）を追加。
RS-XのATは4「パワー・エコノミー自動切換式電子制御OD付きフルロックアップ・オートマチック・トランスミッション」であった。またASCD（オートスピードコントロール）を装備し、60km/h - 100km/hの範囲でセットできた。
前述のターボGT-Eサラブレッドとの違いは、GT-Eサラブレッドは5速マニュアルのみの設定のに対して、GT-E・IIサラブレッドXはパワーウインドー、RS-X用バケットシート、ブロンズガラスが追加されて、4速オートマチックが設定された。
1984年10月
新塗色「ダークブルー」（111）・「シルバー」（210）・「レッドメタリック」（329）・「ブルー/グレー ツートン」（434）追加。同時に特別仕様車セダン2000GT-E・Lスーパーサルーンを発売。
1985年8月
R31型への移行により、エステートを除いて販売終了。
1990年2月
エステートが販売終了。スカイラインのバンタイプはこのモデルを最後に廃止となった。後継はブルーバードバンとの統合でアベニールカーゴになる。

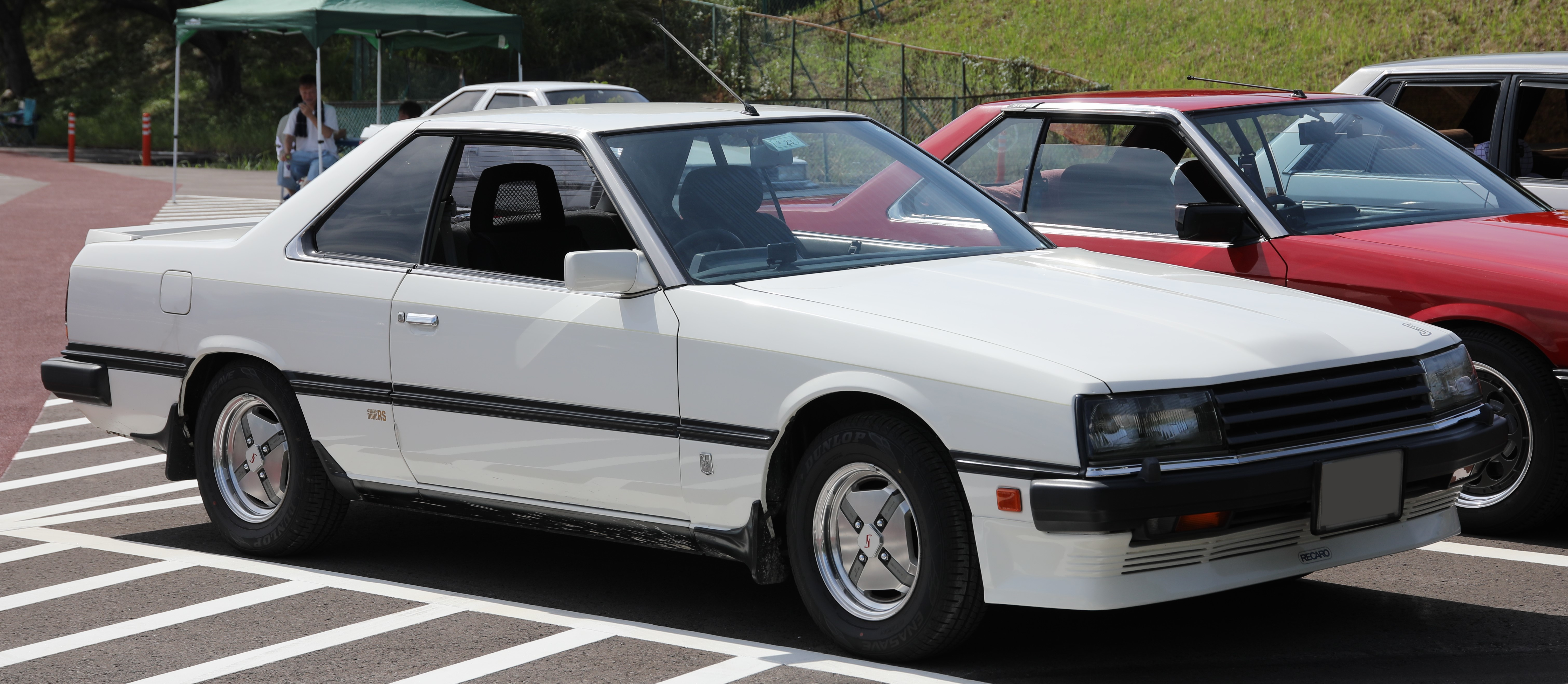
前期型ハードトップ 2000 RS（フロント）
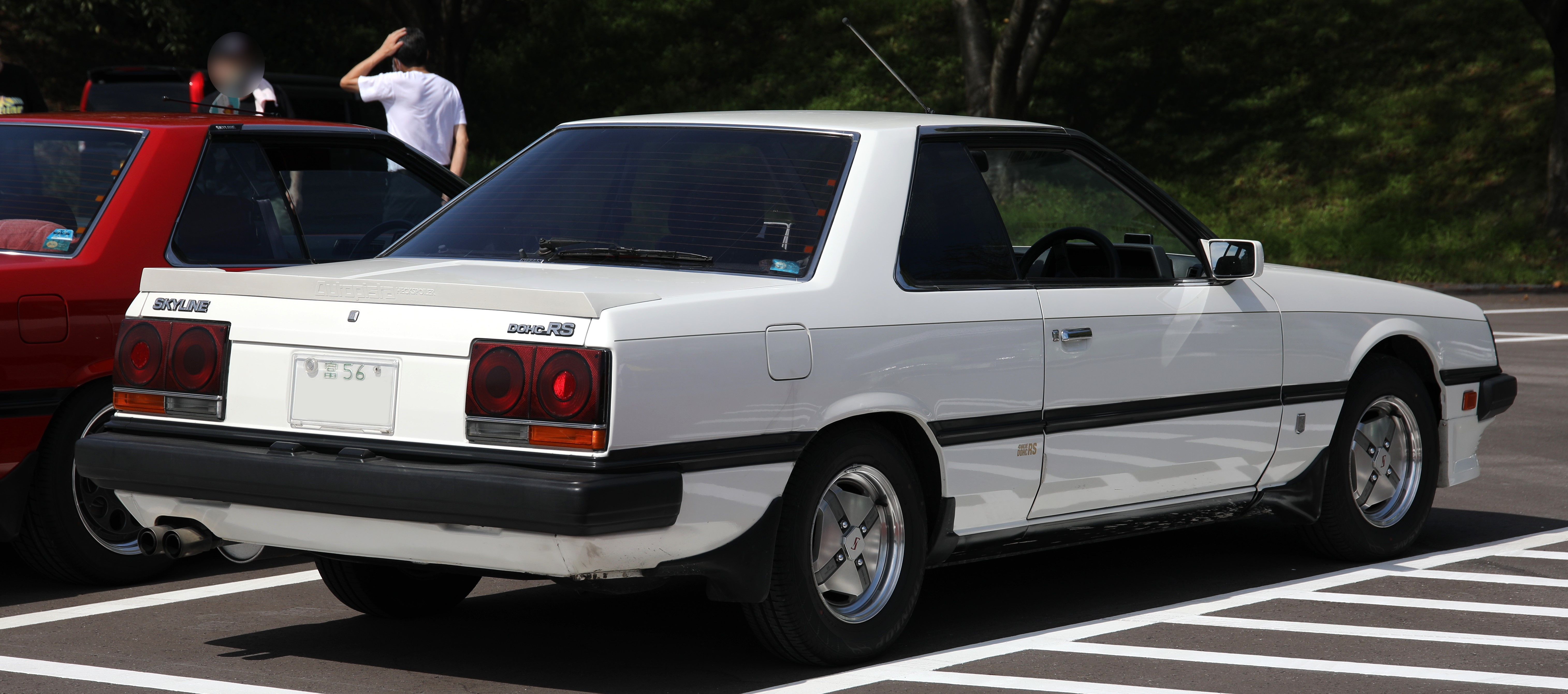
前期型ハードトップ 2000 RS（リア）
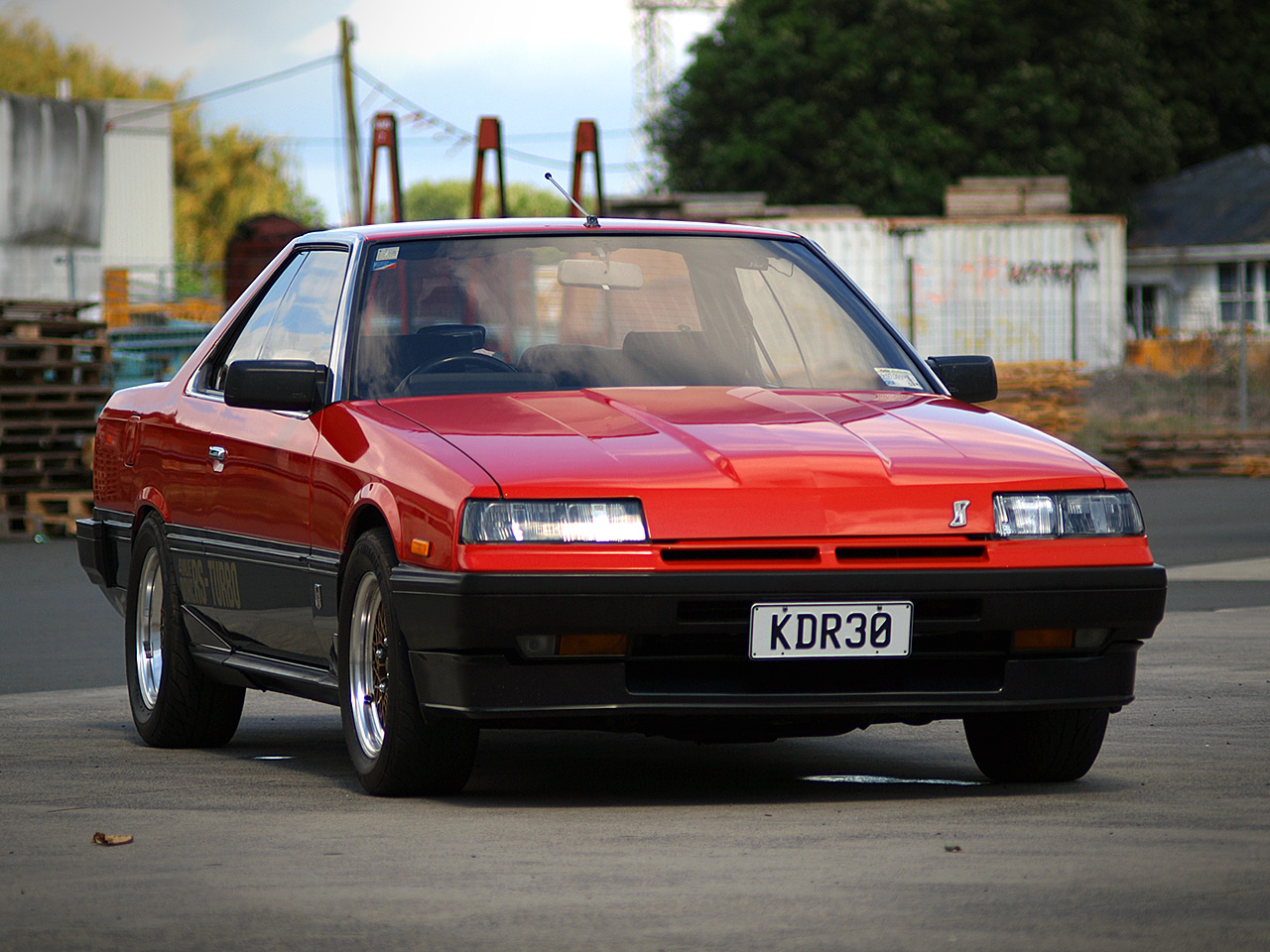
後期型ハードトップ 2000 ターボRS（フロント）
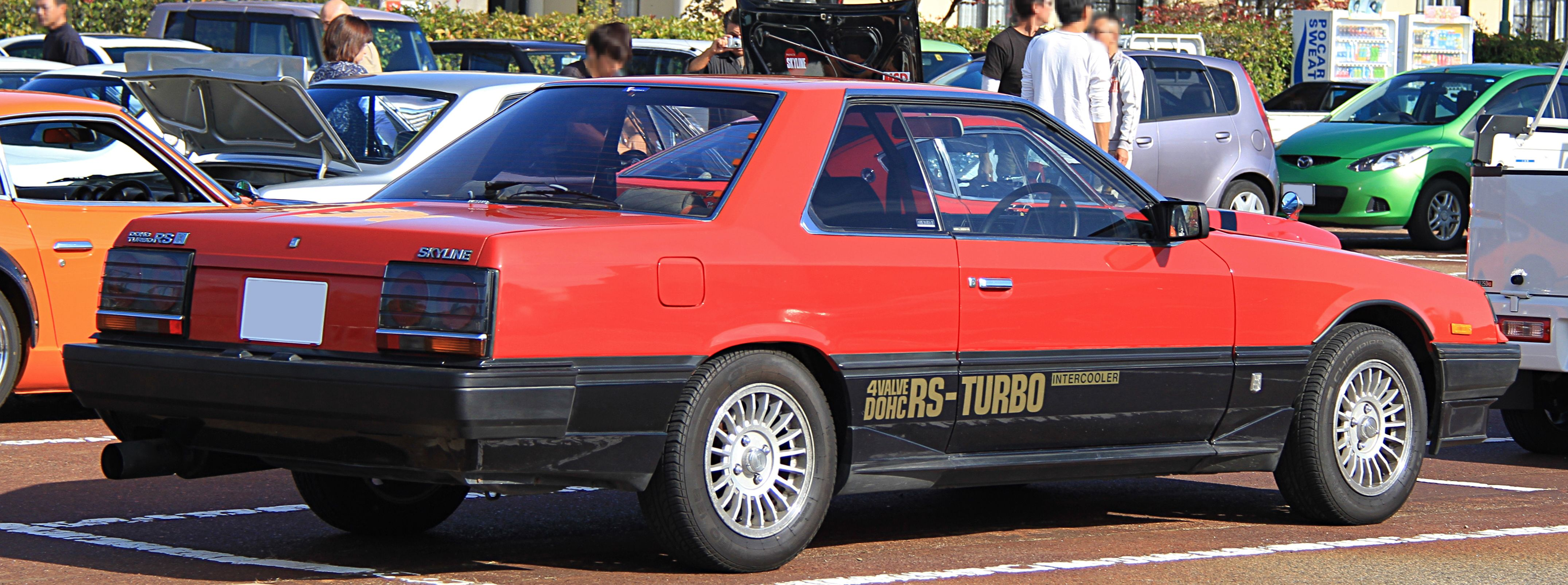
後期型ハードトップ 2000 ターボRS-X（リア）
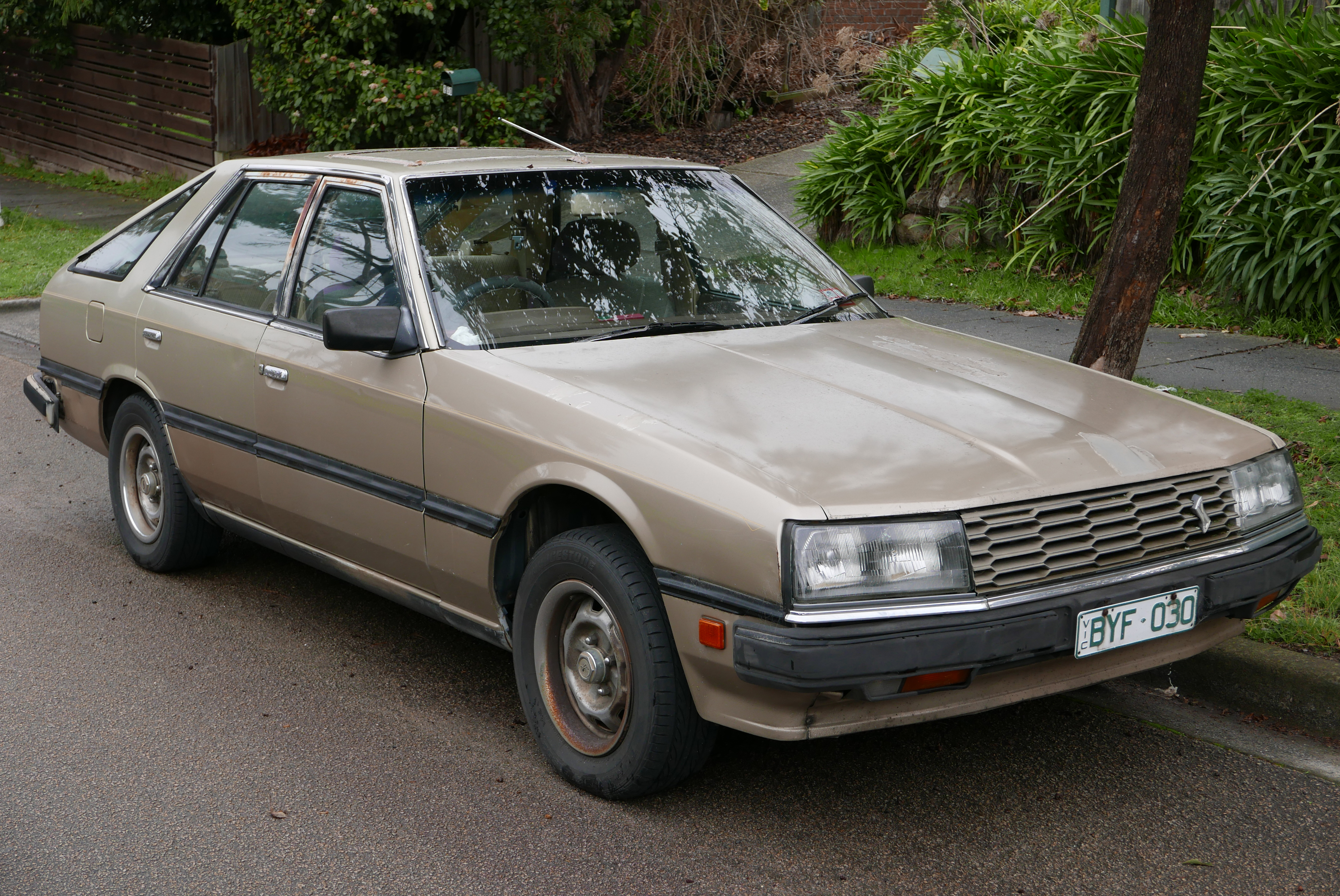
ハッチバック（フロント）
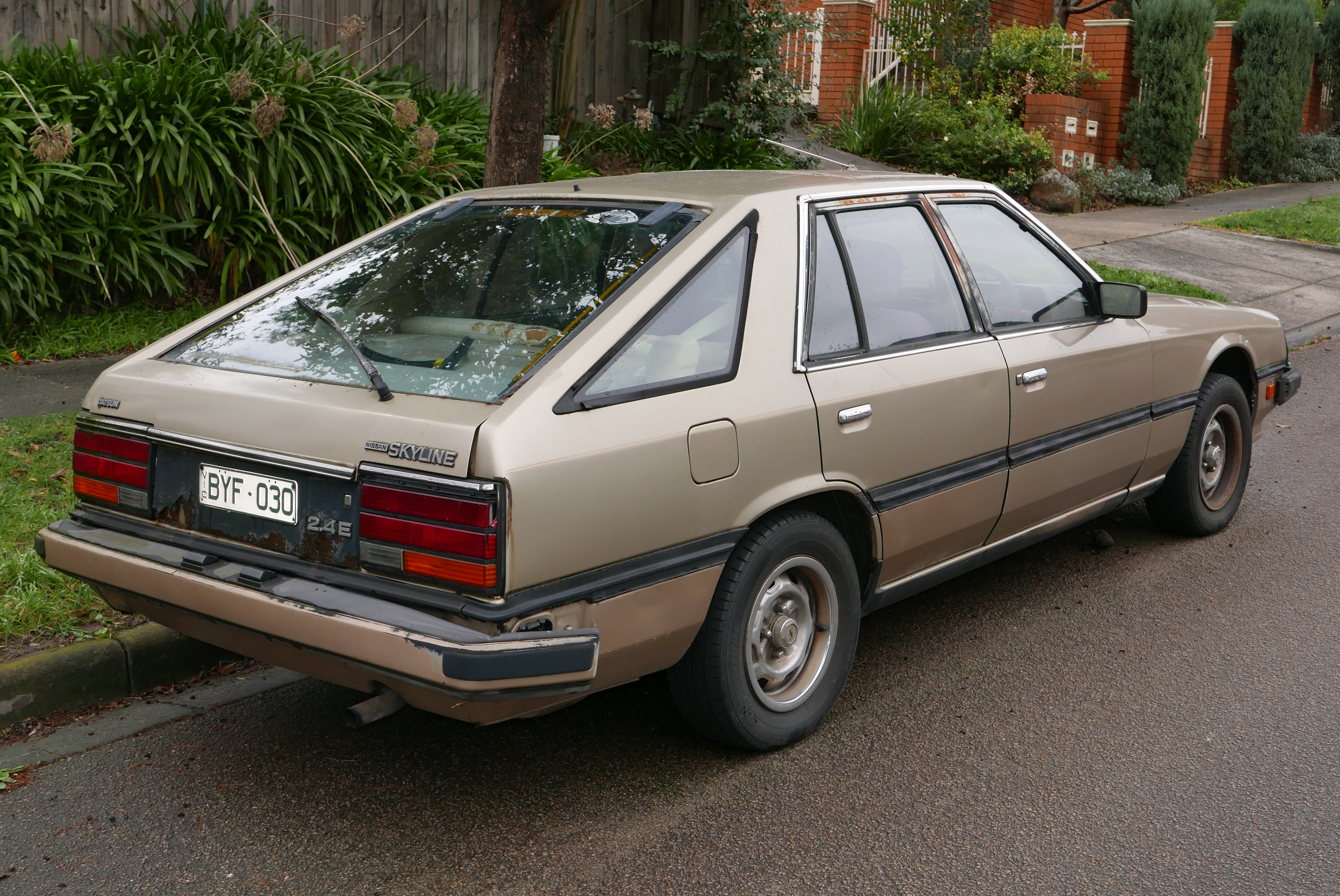
ハッチバック（リア）
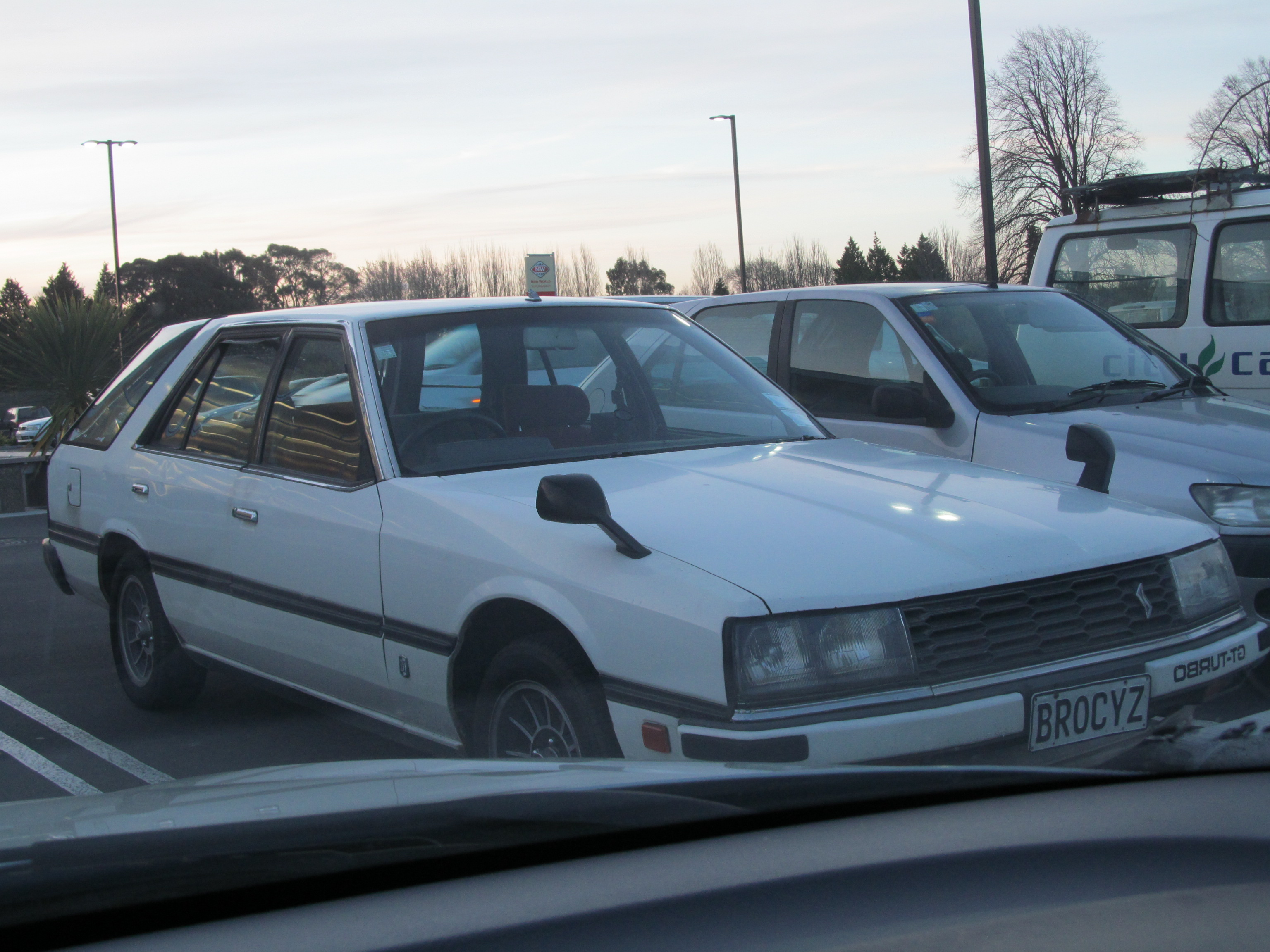
エステート
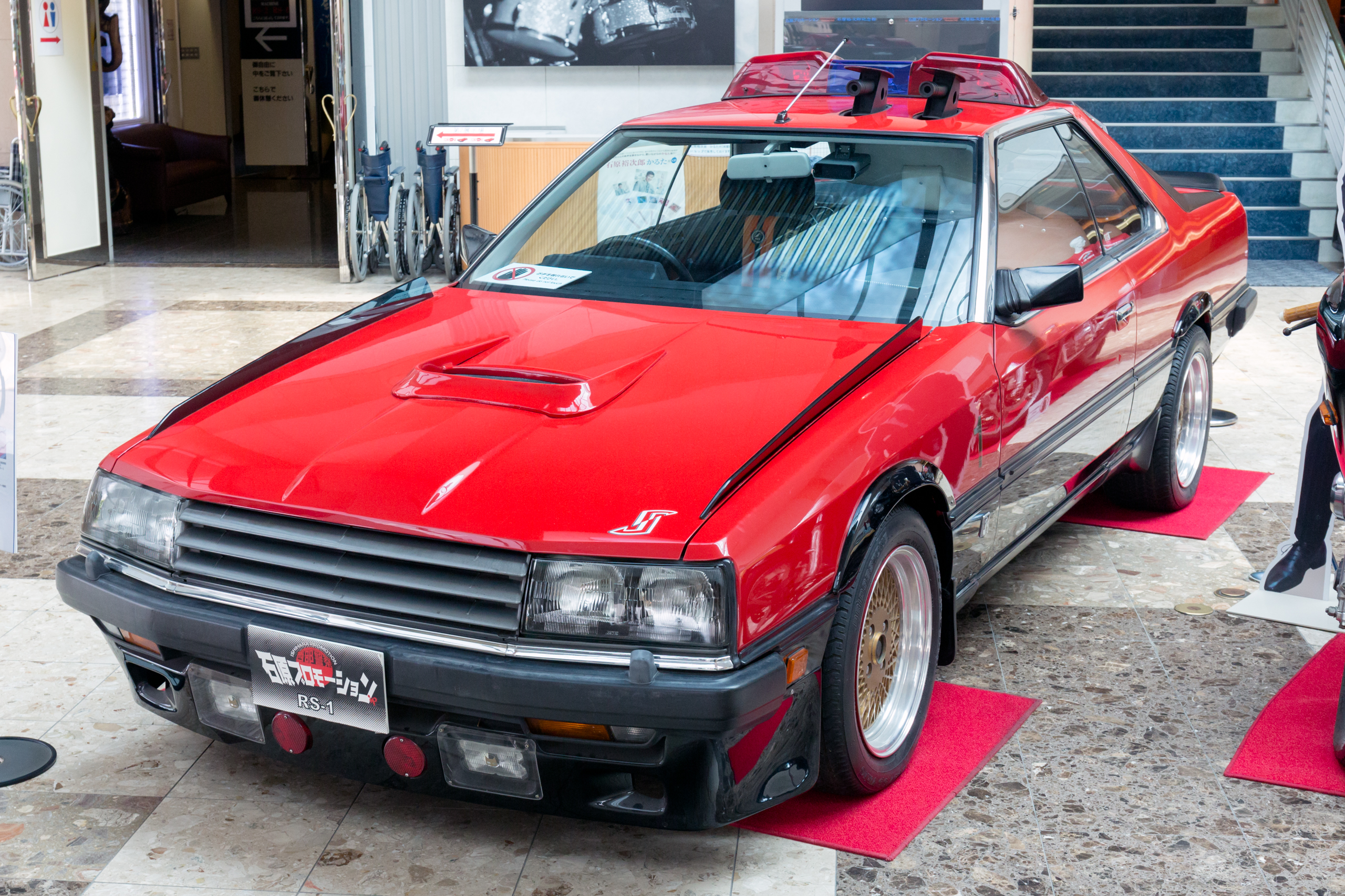
テレビドラマ「西部警察」に登場したマシンRS-1。2000ターボRS前期型をベースとしており、赤色灯などを除いたエアロパーツ類は当時一部ディーラーオプションとして設定されていた。
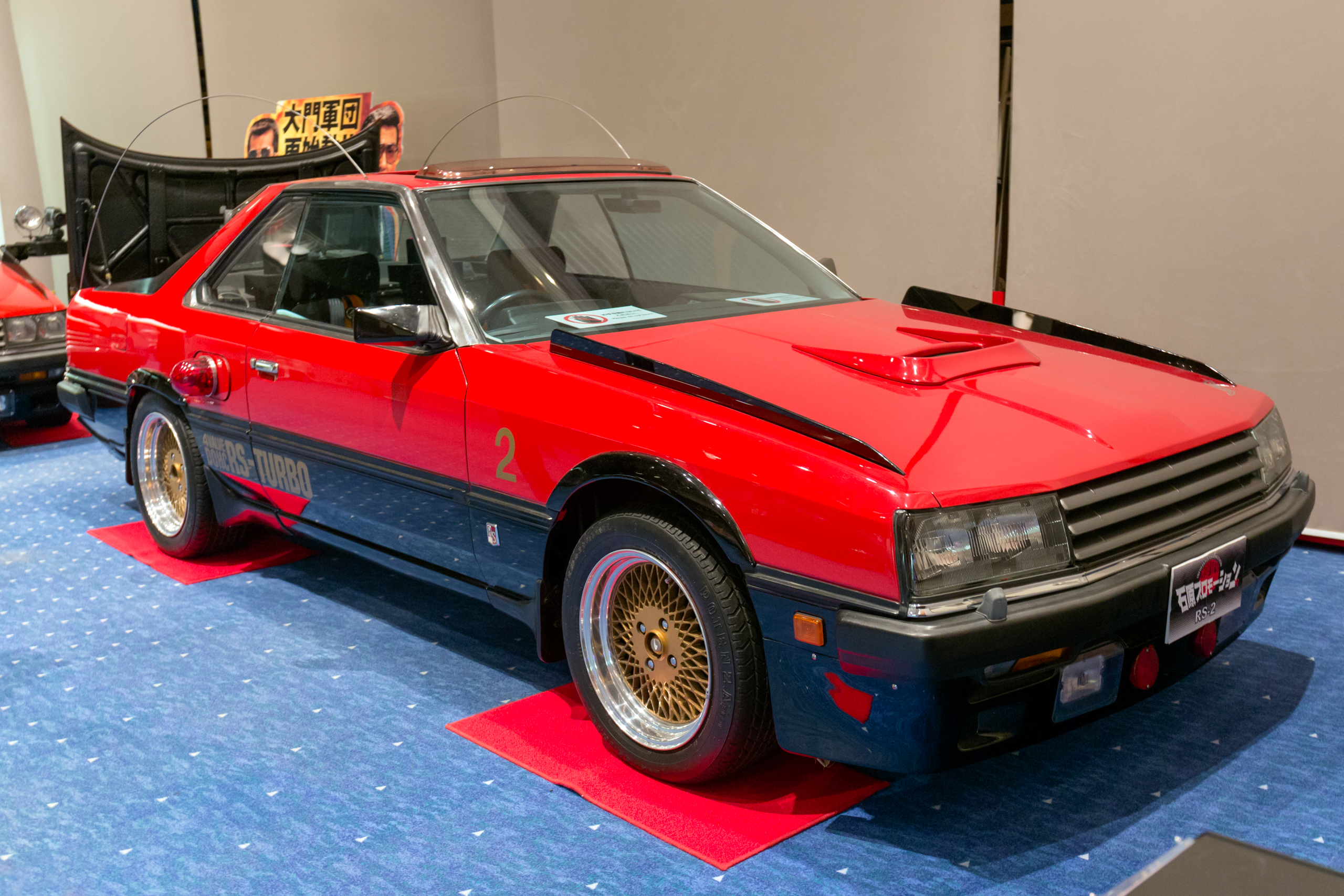
マシンRS-2
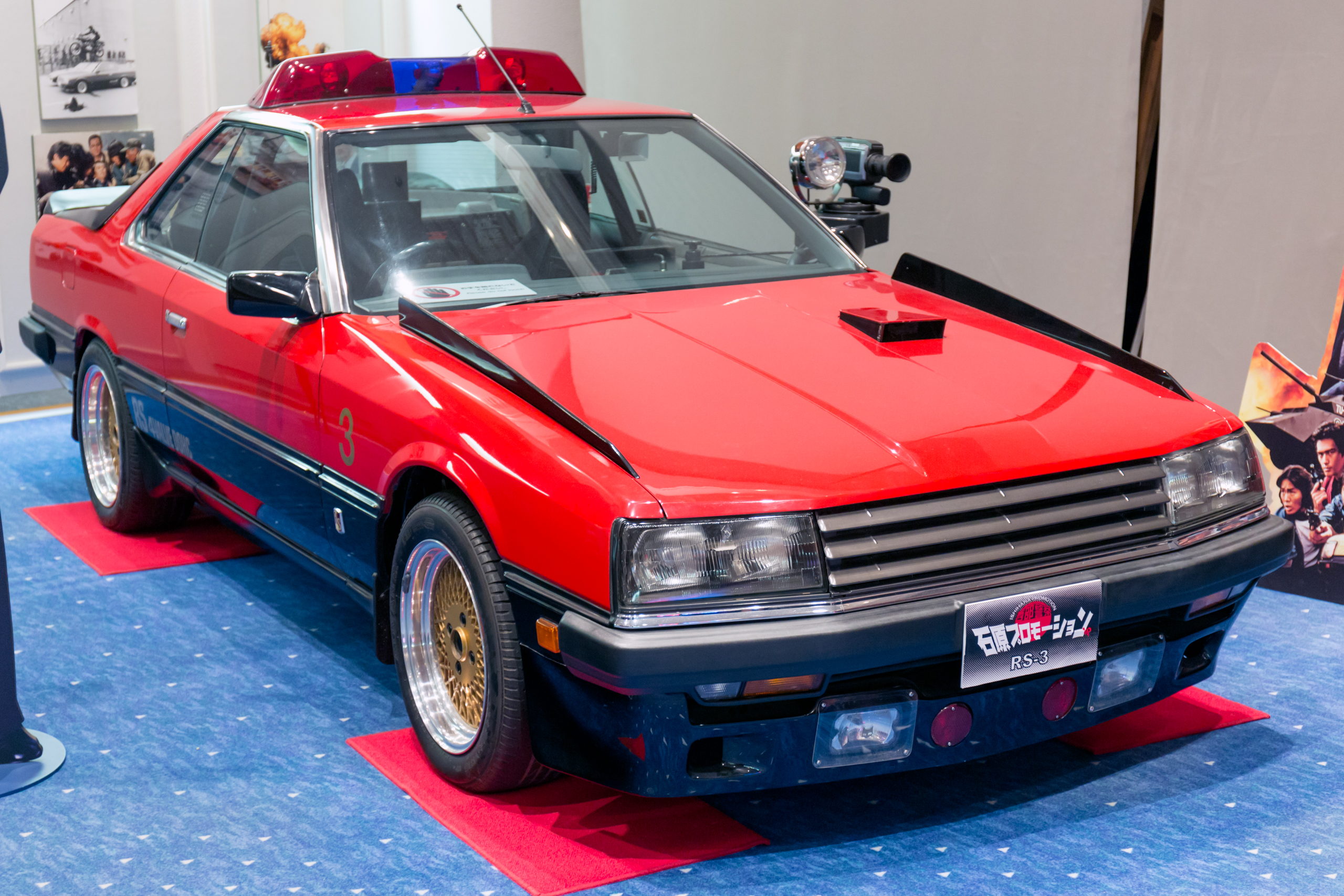
マシンRS-3
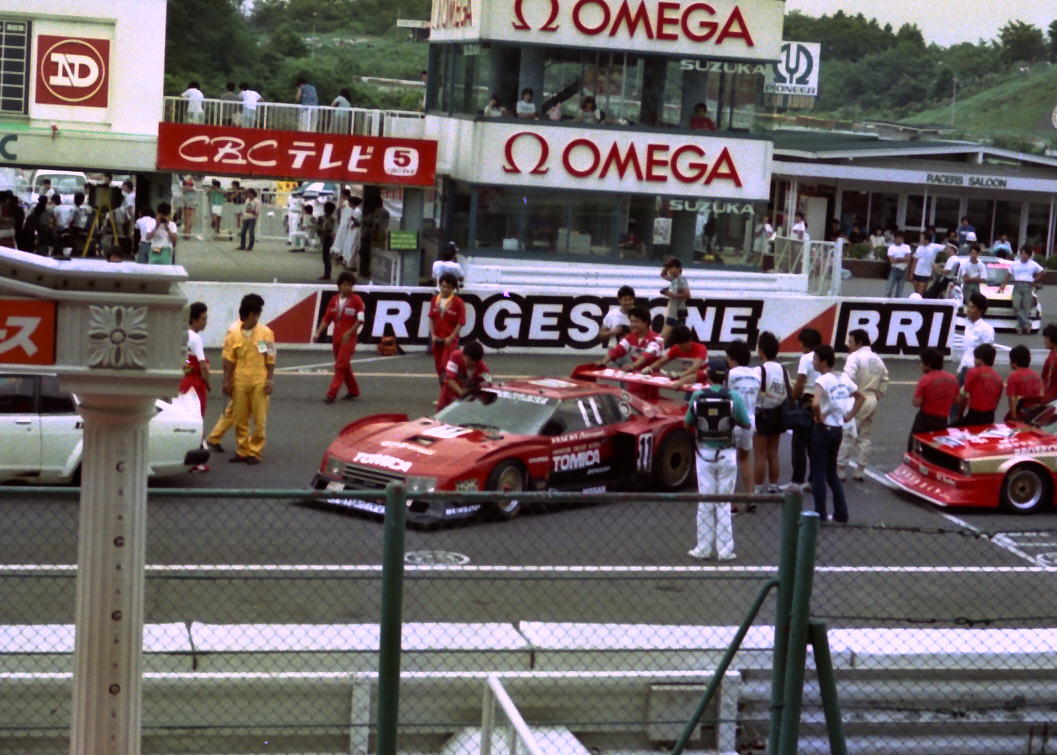
83年全日本耐久選手権参戦向けグループC車両スカイラインターボC

## 7代目 R31型（1985年-1990年）
4ドアセダン/ハードトップ：1985年 - 1989年
2ドアクーペ：1986年 - 1989年
ステーションワゴン：1986年 - 1990年
ボディバリエーションは、4ドアセダン・4ドアハードトップ・2ドアクーペ・ワゴンの4種。プラットフォームはC32型ローレルやF31型レパードと共通。発売当初は歴代スカイライン唯一の4ドアピラーレスハードトップと4ドアセダンのみの設定。グレードは大別してベーシック志向の「エクセル」、上級志向の「パサージュ」が用意されていた。KPGC110型GT-R以来となる直列6気筒4バルブDOHCエンジンが復活し、上級グレードには4輪独立操舵システムであるHICASが搭載される。
搭載されるエンジンは、直列6気筒がDOHCターボ RB20DET型、DOHC RB20DE型、SOHCターボ RB20ET型、SOHC RB20E型、SOHCディーゼル RD28型。直列4気筒がSOHC CA18S型の計6機種。サスペンションはフロントがストラット式、リアがセミトレーリングアーム式。ただし4ドアセダン・4ドアハードトップの各1800シリーズおよびワゴン全車はリアが5リンク式リジッド。
当初は、当時大流行していたハイソカーを意識した路線を打ち出し、広告では都市工学スカイラインと名乗っていた。またスカイラインとしては7代目あることを宣伝していたこともあり、7th（セブンス）とも呼ばれている。センターコンソールを使った「5連装カセットチェンジャー」といった豪華装備のほか、「カードエントリーシステム」が本車種で初めて採用された。これは、専用の「エントリーカード」を身につけ、ドアハンドルやトランクリッドのリクエストスイッチを押して施錠・解錠を行うシステムであり、後に普及する「インテリジェントキーシステム」からエンジンの始動・停止に関する機能を省略したものと言える。本車種のエントリーカードは「SKYLINE」のロゴが入った専用品であったが、後に他車種へ展開されたときには「NISSAN」ロゴのみが入った汎用品となった。
また、この時期はフェンダーミラー車からの乗り換えが多かったこともあり、視覚違和感を軽減するため運転席側にドアミラー、助手席側にフェンダーミラーを装備した「アンシンメトリーミラー」がオプションで設定されていた。
しかし、従来のスポーツ路線とは大きく異なる高級志向は不評の結果となり、登場から1年もたたないうちに2ドアクーペやワゴンの導入というテコ入れが図られることになる。
なお、カタログモデルでタクシー仕様車が設定されたのはR31型が最後となった（エンジンはCA18P型-LPG仕様。小型タクシーの全長の規定によりマイナーチェンジ後もフロントおよびリヤバンパーの変更は無かった）。
1985年8月31日
R31型発売。
1986年1月
ワゴン追加。テールライトは直列4気筒モデルと同じく丸型ではない。ワゴンのGTパサージュターボはスバル・レガシィツーリングワゴンが登場するまでの間、国産スポーティワゴンの雄であった。
1986年2月
特別仕様車4ドアハードトップ「GTリミテッドS」発売。「GTエクセルツインカム24V」のエンジンをRB20DETとしたもので、実質的にエクセルシリーズのツインカムターボ版と言えるものであった。
1986年5月
2ドアクーペのGTSシリーズを追加。R30型までの2ドアハードトップと異なり、車体剛性確保のためBピラー付きのモデルとなったことからボディ名称にはクーペが用いられた。ターボ・チャージャーのタービン素材に軽量なセラミックを採用しターボラグの低減を図った「セラミック・ターボ」を採用している点が特筆される。また、車速が70km/hを超えるとフロントエアダムから自動でせり下がる「GTオートスポイラー」や4WAS（現在のABS）もオプション設定された。発売初期のCMキャラクターは岩城滉一。このGTSシリーズ追加を機に、CMも含めてスポーツ路線への回帰を図る。一部車種にCDデッキをオプション設定。キャッチコピーは「そのとき、精悍。」。
1986年8月28日
「4ドアセダン1800エクストラG」を追加。
1986年9月24日
一部改良。2ドアスポーツクーペに引続き、4ドアハードトップにもGTエクセルのツインカム系(前述の「GTリミテッドS」含む)を発展させる形でGTSシリーズを追加。アンシンメトリーミラーのオプション設定を廃止。
1987年2月
「2ドアスポーツクーペGTSツインカム24VターボNISMO」を限定1,000台にて設定。イタルボランテステアリングホイール、バケットシート等を装備する。
1987年5月28日
「4ドアセダン1800エクストラGリミテッド」および「4ドアセダン1800Gリミテッド」を追加。
1987年8月21日
マイナーチェンジ。外観とエンジン（NICSをモノポートブランチ化するなど若干のパワーアップで、RB20DETが190PS）に手が入る。4ドアセダン・ハードトップのフロント周りの造形が2ドアスポーツクーペと共通するデザインへ変更され、量産車で世界初のプロジェクターヘッドランプ（ただしロービームのみ）が採用される。このマイナーチェンジに伴い4ドアセダンに限り「2000GTパサージュツインカム24V」および「2000GTパサージュターボ」がそれぞれ廃止され、ガソリンエンジン・ディーゼルエンジンを問わず全車SOHCの自然吸気エンジンに統一された。また、「エクセル」のグレード名がCA18S搭載車のみのものとなり、前期型で同グレード名を名乗っていた6気筒車はSOHC系、ディーゼルで「GT」、ツインカム系におけるエクセルにあたる「GTS」では引き続きその名を名乗った。キャッチコピーは「性能はスポーツチューンド」「We,Motor Sports」。
マイナーチェンジと同時に、当時のグループAのホモロゲーションモデルとして「2ドアスポーツクーペGTS-R」を800台限定で設定。フロントオートスポイラーを固定化し、大型スポイラーを装備、さらに大型ターボチャージャー・専用インタークーラー・等長ステンレス製エキマニ等のチューニングを施し210PS（ネット値レギュラー仕様）を発生させる。1987年11月のインターTECにてデビューし、全日本ツーリングカー選手権をはじめ国内レースを席巻した。
1988年1月
特別仕様車「GTS-X ツインカム24V リミテッド」発売。同時に一部改良し1800Gにブロンズガラス追加。
1988年5月
5月24日、特別仕様車「GTサルーン」「エクセルサルーン」を共に全国限定2000台で発売。
1988年8月
8月22日、日産の子会社であるオーテックジャパンが独自にエンジンや足回りをチューニングし、GTS-Rと同じく210PS（ネット値）を発揮する限定車「GTSオーテックバージョン」が登場（限定200台）。申込者多数となり8月22日から9月25日までの受付期間により抽選販売がされた。また、当車が日産車として初めてRAYS製ホイールを採用した。
1988年9月
「Vシリーズ」追加。
1988年10月
AT車にシフトロック追加。
1988年11月21日
特別仕様車「1800リミテッド」発売。
1989年4月
4ドアセダン/ハードトップ、2ドアクーペ生産終了。ステーションワゴンは継続生産。以後は、在庫対応分のみの販売となる。
1989年5月
R32型にモデルチェンジに伴い、4ドアセダン/ハードトップ、2ドアクーペ販売終了。
1990年
ステーションワゴン販売終了。
オーストラリアでは4気筒モデルがピンターラ (Pintara) という名称で現地生産された（6気筒モデルは日本と同じく「スカイライン」を名乗った）。2代目ピンターラはU12型ブルーバードの現地生産車となって4気筒モデルのみとなり（6気筒モデルはA31型セフィーロに代替）、日本ではブルーバードオーズィとして輸入販売された。
また、コンプリートカーメーカーのトミーカイラがオーストラリア向け車両に搭載されていた3,000cc SOHCのRB30E型エンジンのシリンダーブロックを流用しRB20DEのヘッドを組み合わせた3,000cc DOHCエンジンを搭載し、コンプリートカー「M30」として市販した。これは、日本初の公認チューニングカーとしてトミーカイラが世に出した最初のモデルでもある。このM30は2007年2月時点での日本での現存が8台（R31HOUSE調べ）という稀少車種となっている。
オーテックジャパンは、1994年にオーテック・ザガートステルビオの販売不振で余剰となったVG30DET改＋4速ATというパワートレインをHR31型に搭載した「S&Sドリフトパッケージ」を発売している。生産台数はわずか5台で、2021年時点での実働車は2 - 3台とされる。
その他、同じくコンプリートカーとしてM20も存在した。こちらも生産台数30数台という稀少車種である。
7代目の途中から開発主管を引き継いだ伊藤修令は、7代目でも2ドアクーペに「GT-R」のバッジを付ける予定があったことを明らかにしている。伊藤によれば、1985年6月に「2ドアクーペの試作車ができた」と聞いて現場を見に行ったところ、試作車には「GT-R」のバッジがついていたという。しかし、その直前の4月に行われた4ドアのジャーナリスト向けの試乗会においてRB20DETが酷評されており、試作車も同じエンジンを搭載していたため「散々『走らない』と言われたエンジンを積んでおいてGT-Rだなんて言ったら、また酷評されるのは明白」として、その場で「GT-R」のバッジを外させた。また、トルクスプリットタイプのフルタイム4WDの投入も予定されていたが、重量増やパフォーマンスとの兼ね合い、操縦安定性や制動力などの熟成不足で時期尚早とされ、見送られることとなった。
一方で、伊藤と渡邉衡三は後年スポーツ路線に戻したR31の後期型と2ドアクーペに関しては評判は良かったと発言している。
上述の通り、R31の初期型はジャーナリストやユーザーから酷評を受けたが、後に伊藤は「正直なところ、R31があれほど悪く言われるとは思っていませんでした」「主管が櫻井さんからわたしに代わったことで、ジャーナリストの方々も本音が言いやすくなったのではないか」と語っており、櫻井のカリスマ性などで抑えられていた不満が本モデルで噴出したことが背景にあると分析している。

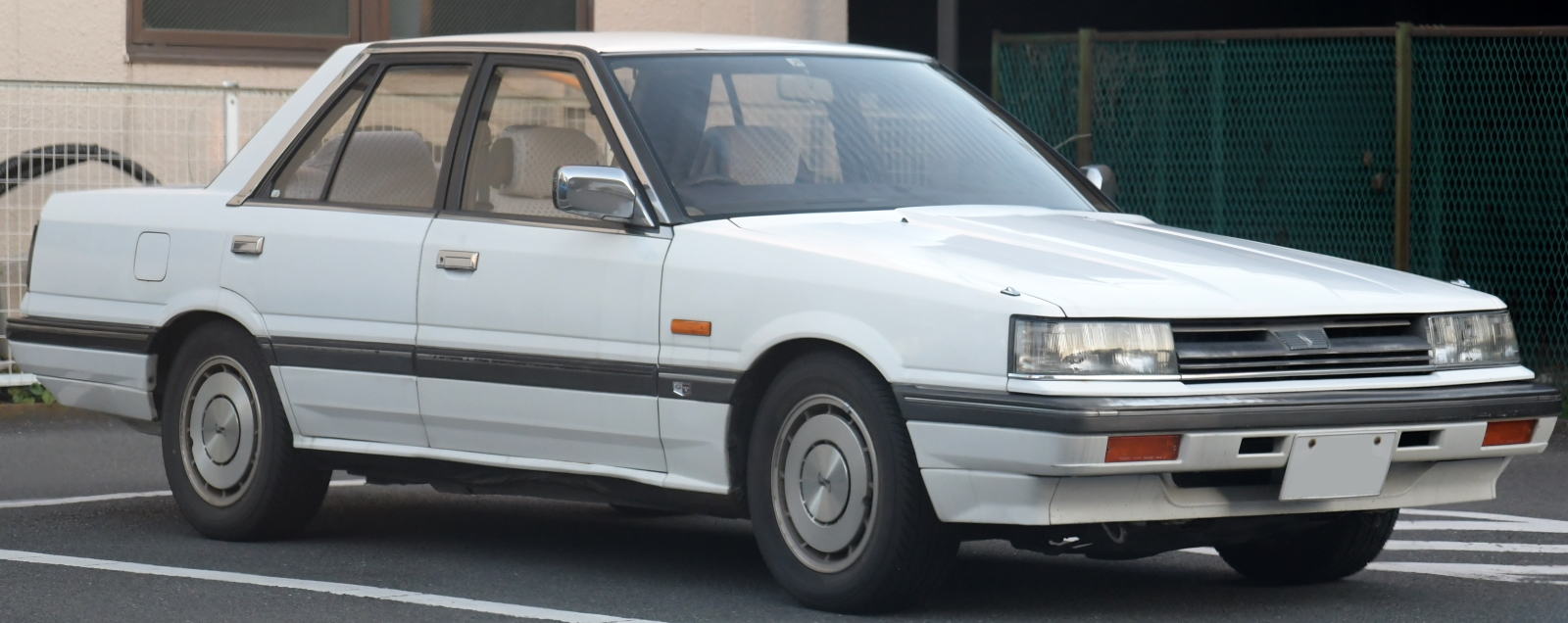
前期型4ドアセダンGTパサージュ
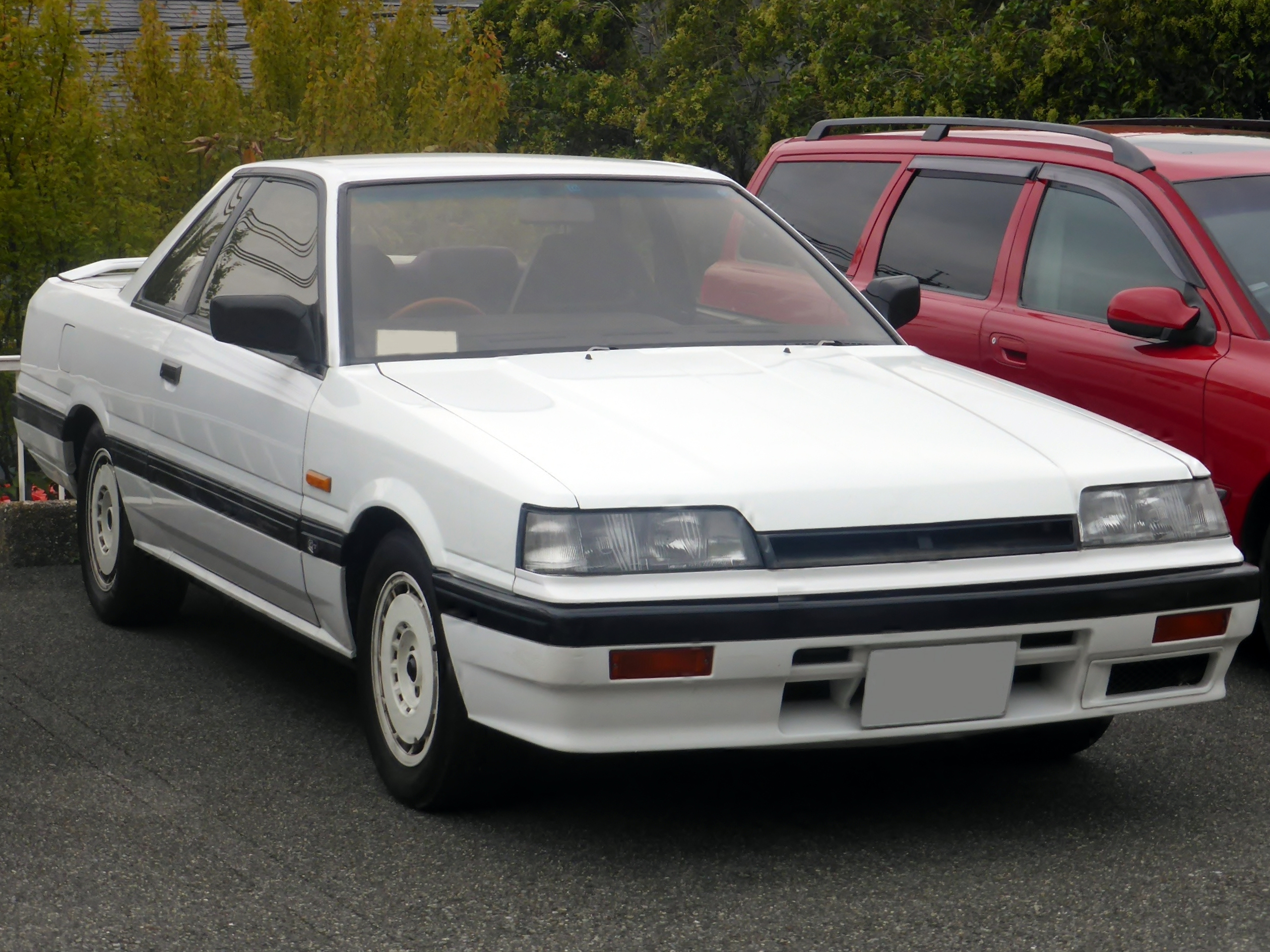
前期型GTS-Xツインカムターボ（フロント）
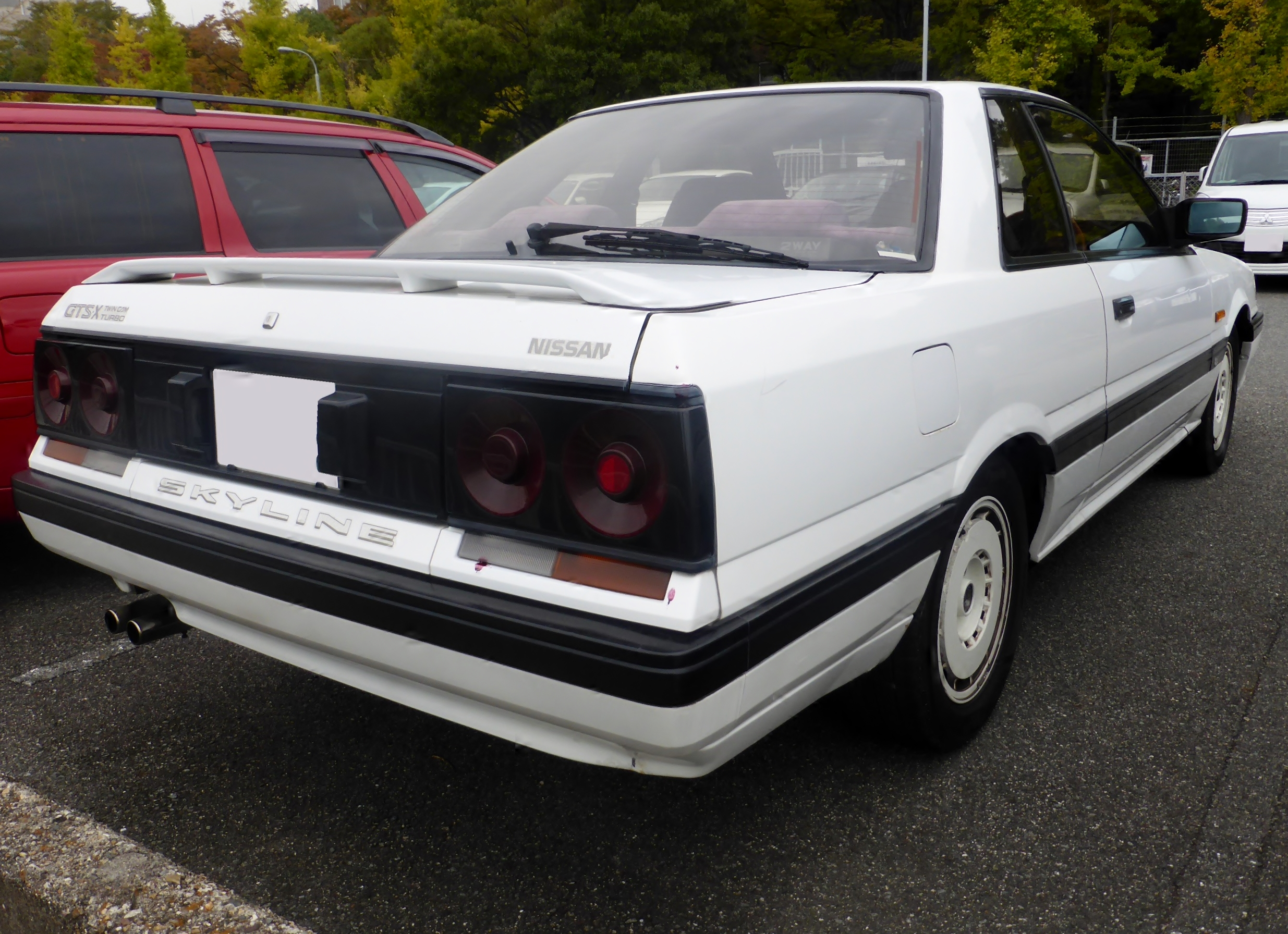
前期型GTS-Xツインカムターボ（リア）
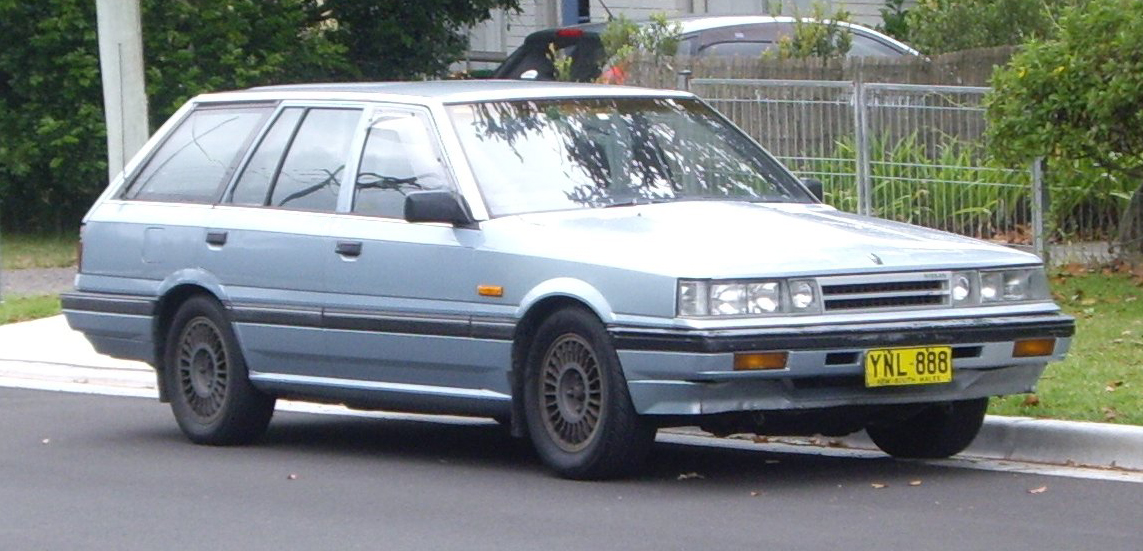
前期型ワゴン（フロント）
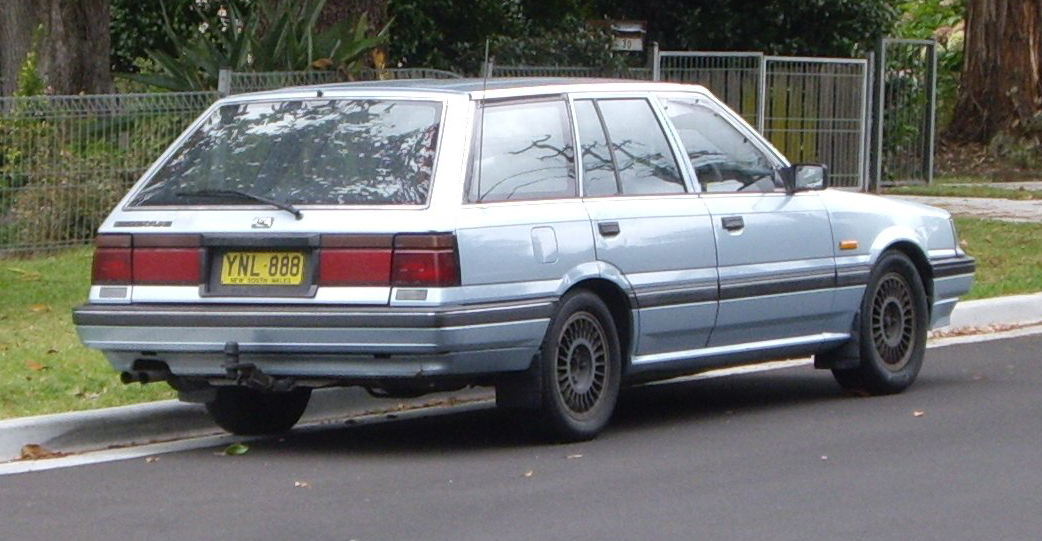
前期型ワゴン（リア）
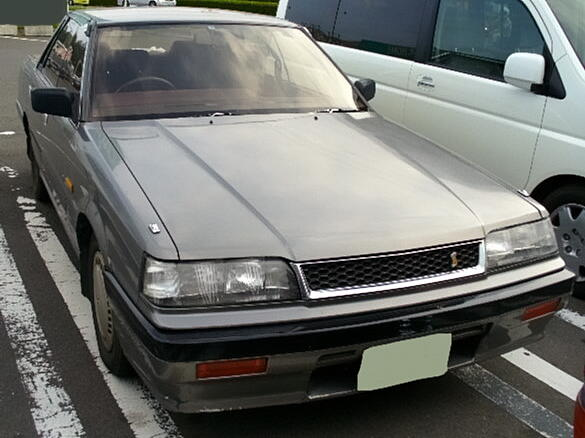
後期型4ドアハードトップGTツインカム24Vターボ
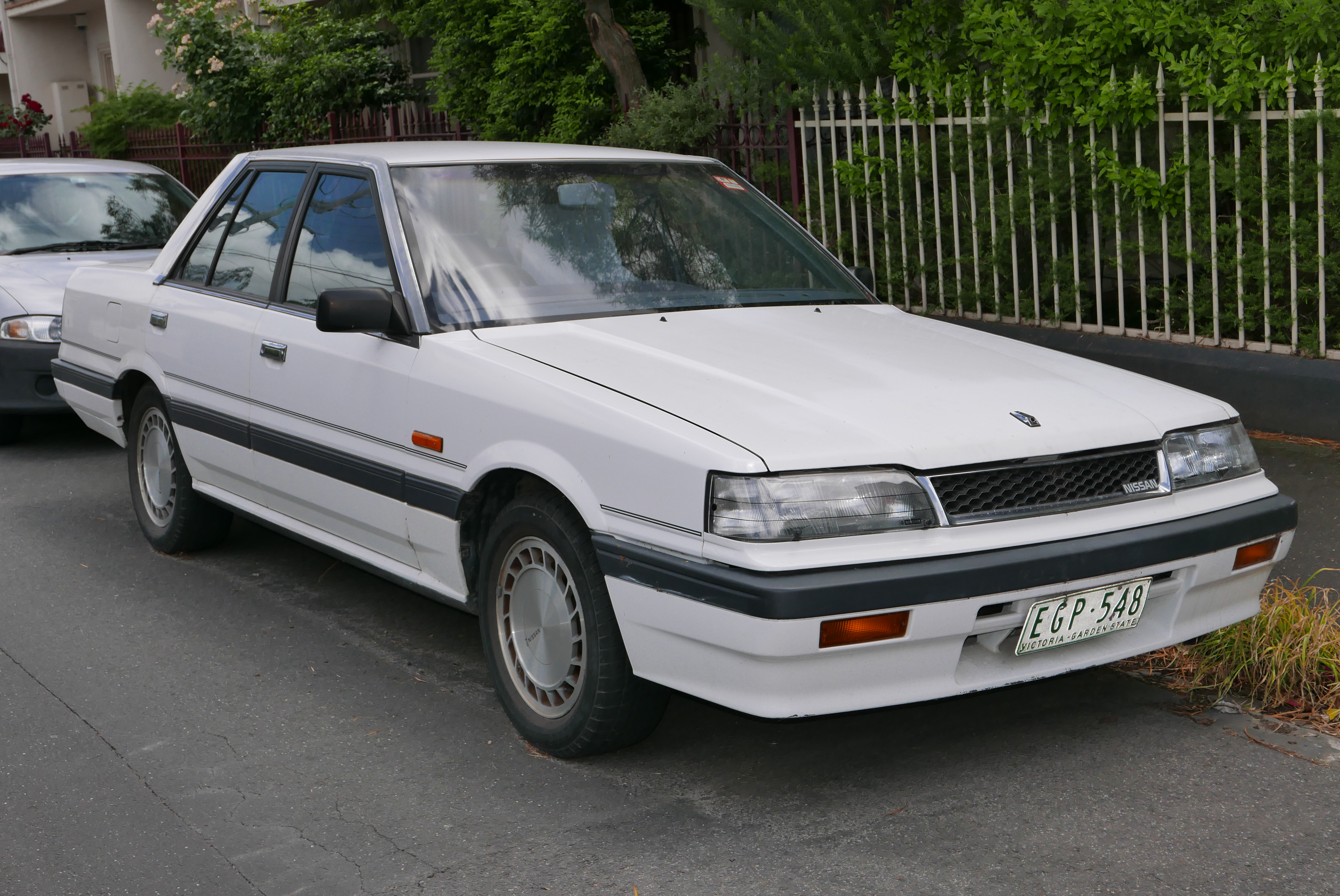
後期型4ドアTiセダン（オーストラリア仕様、フロント）
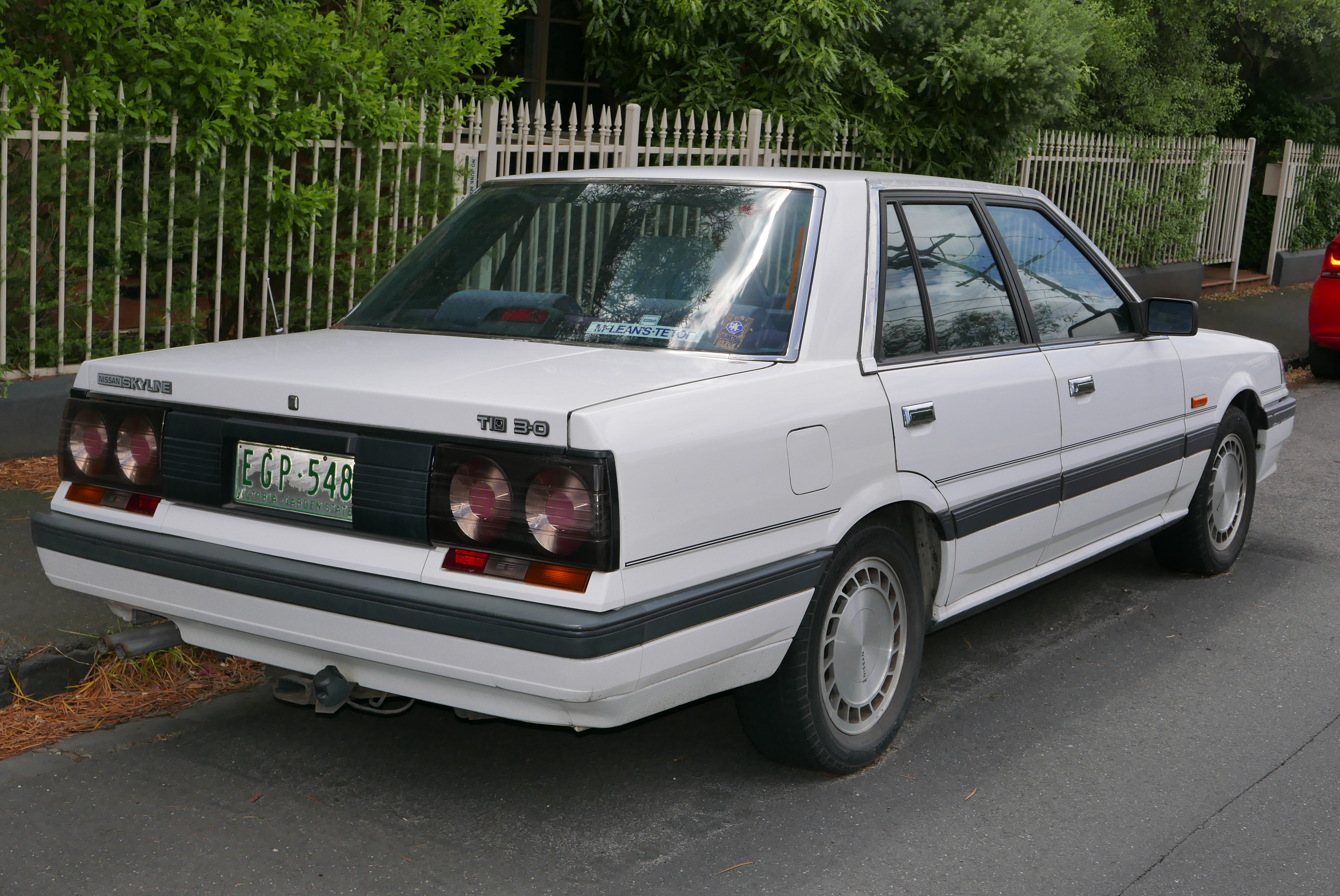
後期型4ドアTiセダン（オーストラリア仕様、リア）
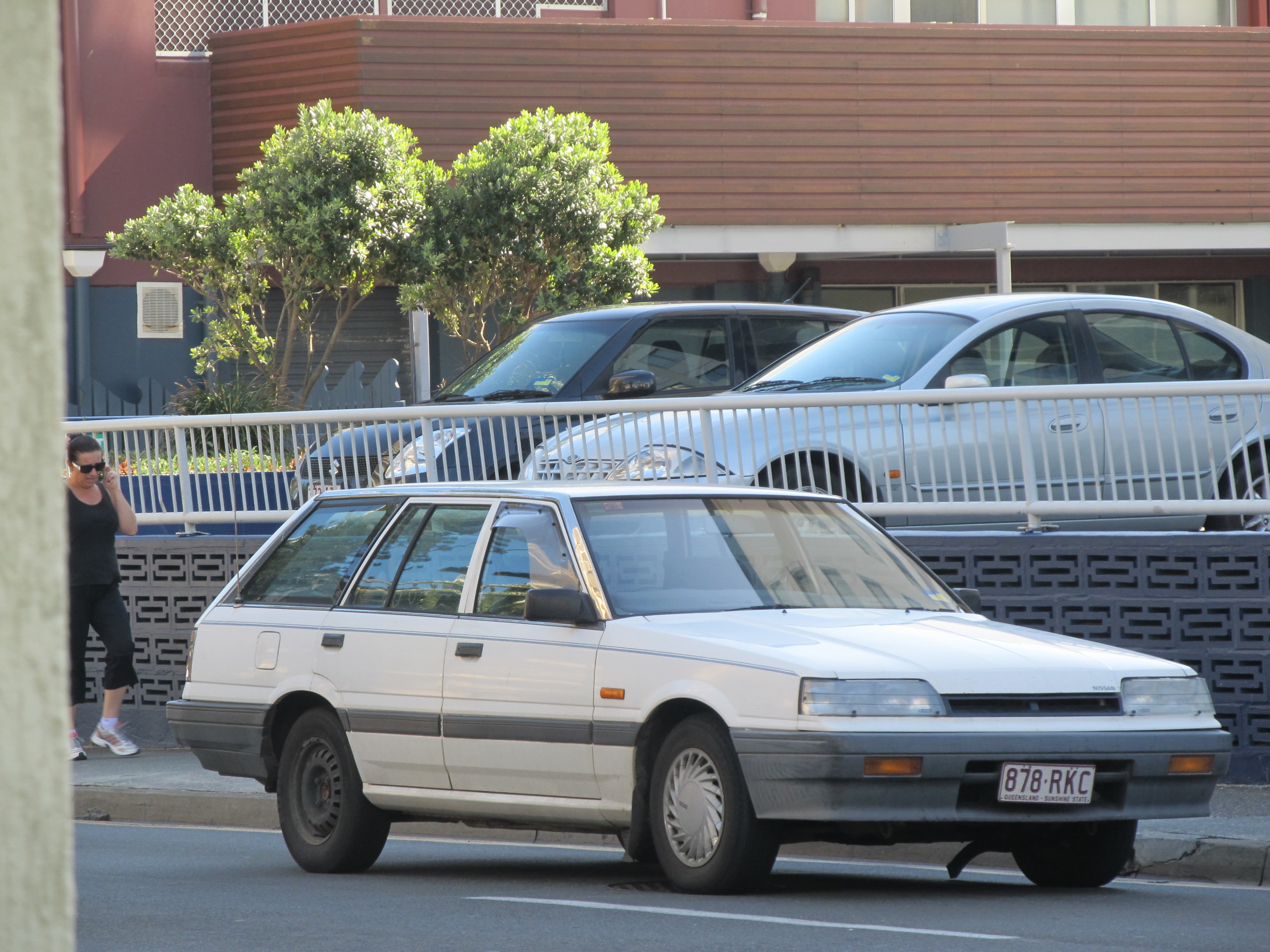
後期型ワゴン（フロント）
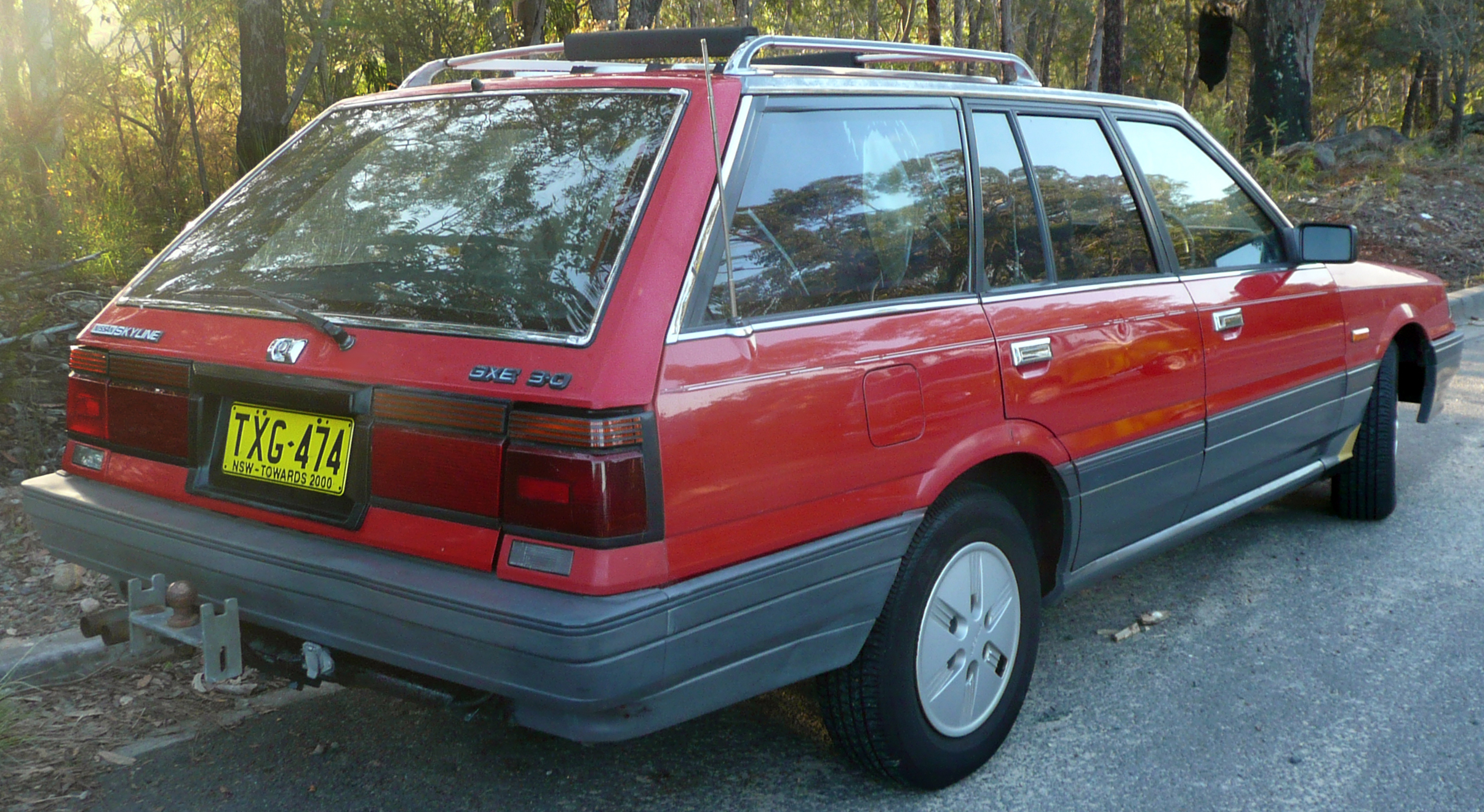
後期型ワゴン（リア）
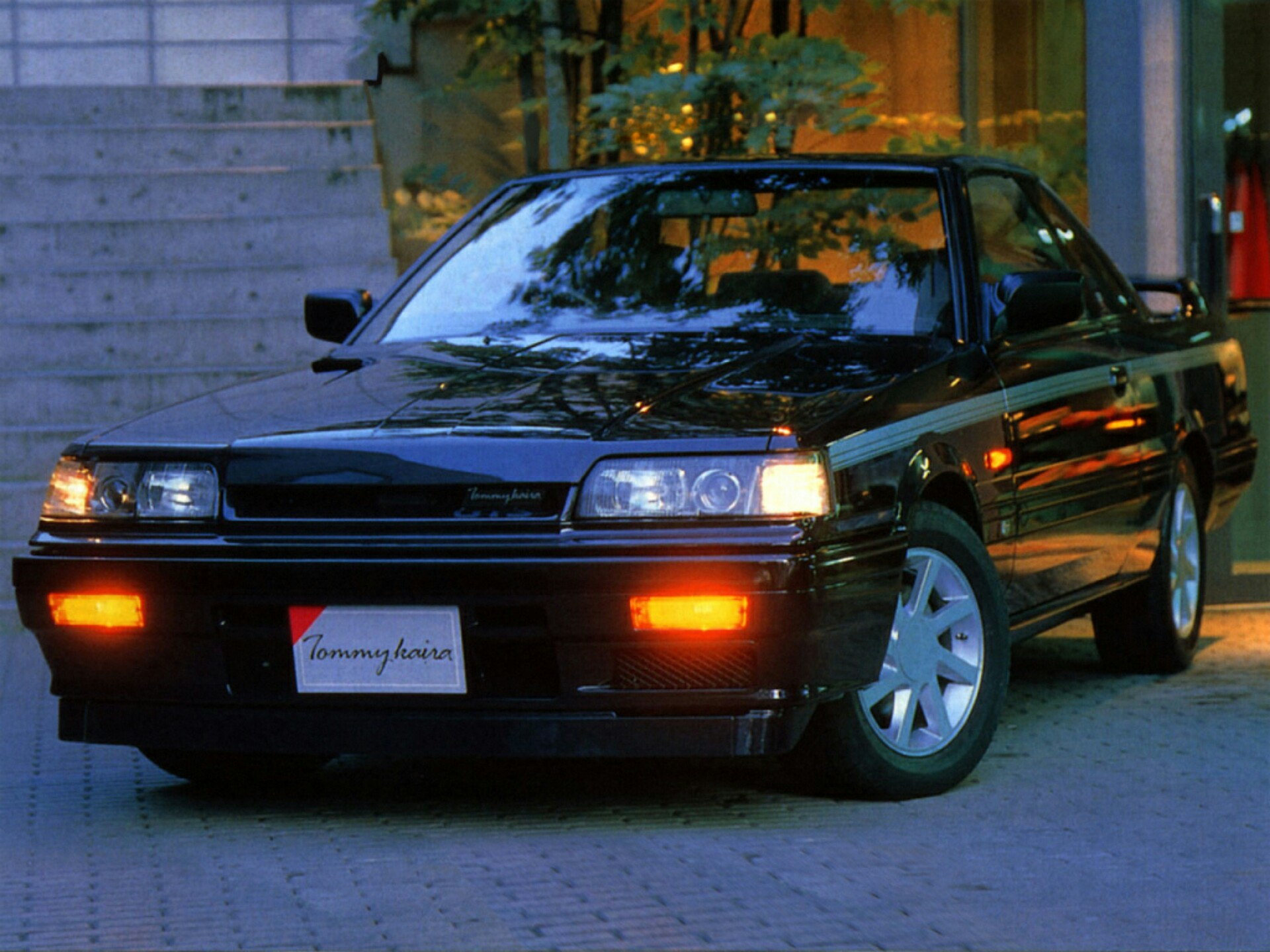
トミーカイラ・M30
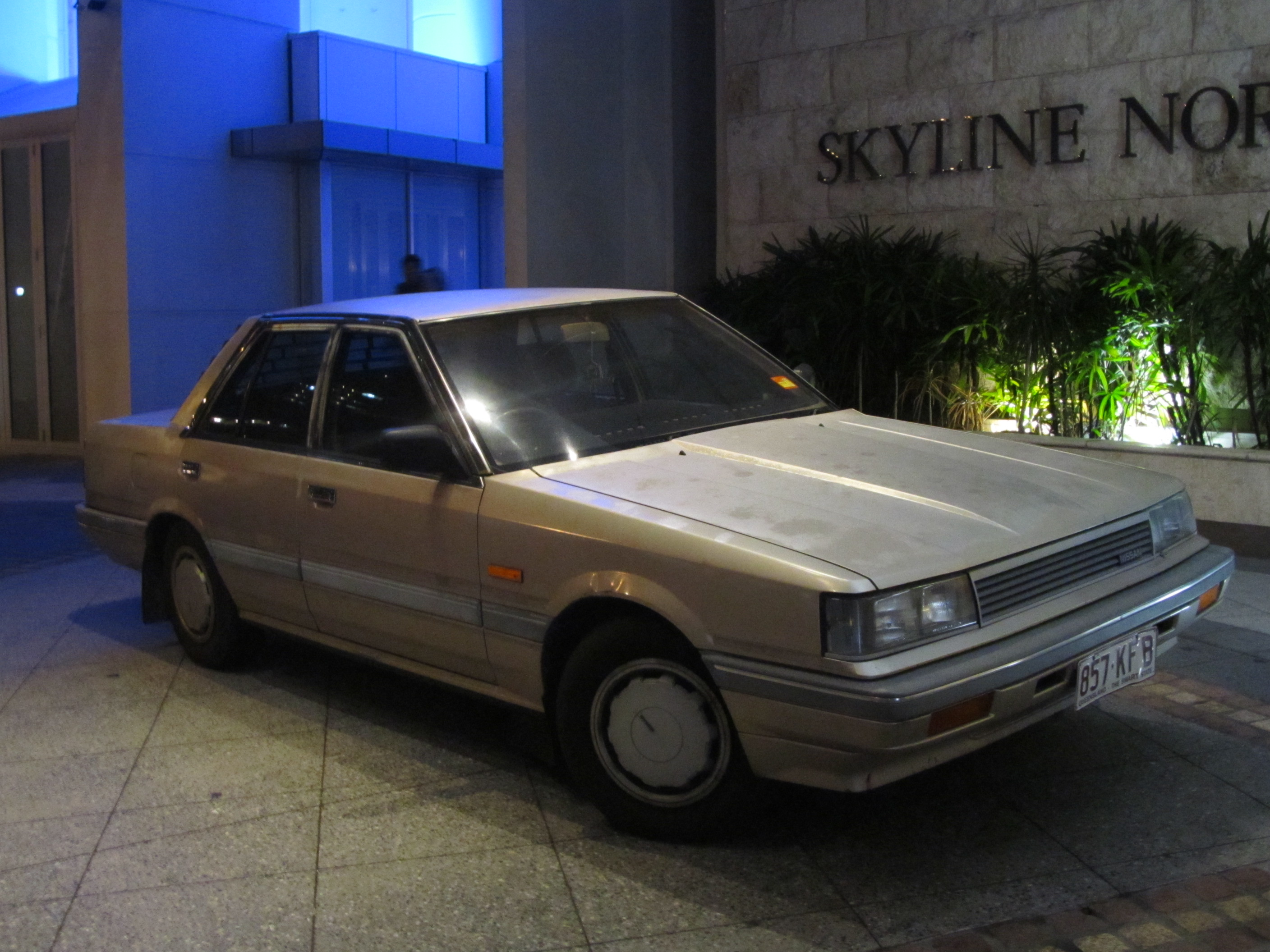
ピンターラ セダン

## 8代目 R32型（1989年-1993年）
通称：超感覚スカイライン。4ドアセダン7グレード、2ドアクーペ5グレードで登場。最後の5ナンバースカイラインとなる。キャッチコピーは初期型が「とんでもないが、とんでもいい」「気持ちの良い車を、超感覚スカイラインと言います」、後期型が「あたたかな魂。」「I Love You, SKYLINE.」。愛好家やメディアからはR32（アールサンニー）、あるいは単に32（サンニー）と呼ばれることも多い。自動車馬力規制の発端ともなる280馬力を達成した最初のスカイラインでもあり、モータースポーツにおいても多数の活躍した記録が残されている。
ボディタイプはR31型まで存在した4ドアセダン、およびステーションワゴンが姿を消し、ピラードハードトップ構造の4ドアスポーツセダンと2ドアクーペの2本立てとなった。なお、歴代スカイラインにおいて4ドアピラードハードトップはR32型が唯一である（R31型はピラーレスハードトップ）。プラットフォームはこれまで通りローレル、新たに登場したセフィーロと共通だが、当時日産が推し進めていた901運動の最重要車種としての位置づけにより大幅な設計変更がなされ、サスペンションは4輪ともマルチリンクが採用された。
標準モデルの搭載エンジンは直列6気筒が215PSまでパワーアップされたRB20DET型（GTS-t）を筆頭にRB20DE型（GTS）、SOHCのRB20E型（GTE）と直列4気筒SOHCのCA18i型（GXi）もあったが、R31型まで設定されたディーゼルエンジンの設定はなくなった。中でもGTS-4はRB20DET型エンジンにGT-Rと同じアテーサE-TSを組み合わせている。後にマイナーチェンジで2.5LのRB25DE型を搭載し、5速ATを組合わせたGTS25も追加された。
この代では、同クラスのライバル車であるマークII・チェイサー・クレスタに対抗すべく、姉妹車のローレル・セフィーロと共に「シンフォニーL作戦」という販売戦略が取られた。セフィーロは「カジュアル」、ローレルは「エレガント」、スカイラインは「スポーティ」の個性で差別化してラインナップ全体で販売台数を獲得する狙いから、スカイラインは「当時の6気筒エンジン搭載車クラスで最も狭い居室&トランクと、セドリック並みの大きくて力強いエンジンルーム」というパッケージングでスポーティに振り切り、居室&トランク容量のゆとりを求めるファミリーユースはローレルに任せるという位置づけとした。
当時の基準としてはボディがやや肥大化しすぎた感があったR31型をダウンサイジングしてスリム化したスタイリングは、自動車評論家やレーサーからは最もバランスの取れたモデルとして歴代のスカイラインの中でもきわめて評価が高い。しかし、4ドアセダンは先代と比べてかなり狭くなった車内空間（特に後部座席）でファミリーユースが減少、新たな兄弟車種であるセフィーロや格下のクラスでありながらスポーティーなハンドリングを売りとした、FFレイアウトを用いたファミリーセダンであるプリメーラの存在、そして車の流行がRV（後代でのミニバン、SUV）に変わっていった時期とも重なり、販売台数は落ち込んでしまう。また、開発段階の実車を見た水野和敏も居住性の低さが客層を狭めることに対する危惧の発言をしていたという。
型式およびグレード名は以下の通り。HICAS装備車は型式の2文字目にCが付き区別される。
| グレード名 | 型式       | エンジン      | 吸気方式 | 駆動方式 |
| ---------- | ---------- | ------------- | -------- | -------- |
| GXi        | FR32       | CA18i 1.8 L   | 自然吸気 | FR       |
| GTE        | HR32       | RB20E 2.0 L   | 自然吸気 | FR       |
| GTS        | HR32 HCR32 | RB20DE 2.0 L  | 自然吸気 | FR       |
| GTS-t      | HCR32      | RB20DET 2.0 L | ターボ   | FR       |
| GTS-4      | HNR32      | RB20DET 2.0 L | ターボ   | 4WD      |
| GTS25      | ER32 ECR32 | RB25DE 2.5 L  | 自然吸気 | FR       |

なお、前期・後期共に教習車仕様が存在していた。パトカー仕様はこの代が最後となる（E-YHR32型車が1991年8月まで製造）。先代R31型までは中東やオセアニア向けなどの輸出仕様が存在したが、このR32型は日本国内専用モデルであった。
1989年5月
R32型発売。
1989年8月
16年ぶりに「GT-R」グレードが復活。「GTS-4」も同時に販売開始。
1990年9月
特別仕様車「4ドアセダン GTSアーバンロード」発売。
1991年1月
90年全日本ツーリングカー選手権シリーズチャンピオン獲得記念限定車「GTSVセレクション」発売。
1991年8月
マイナーチェンジ。フロントバンパー、フロントグリル、ヘッドライト、バッジ類などを小変更。内装はクロスの素材や色、メーターパネルなどを変更。またサイドドアビームや運転席エアバックをオプション設定するなどの衝突安全対策を充実。4ドアセダンにTypeXシリーズや2.5LのRB25DE搭載モデルを追加。キャッチコピーは「I Love You,SKYLINE」。CM出演者は羽田美智子、田中広子。
1992年1月
91年全日本ツーリングカー選手権シリーズチャンピオン獲得記念限定車「GTSVセレクションII」発売。
1992年4月
オーテックジャパンから、4ドアスポーツセダンGTS-4をベースに、GT-R用RB26DETT型をNA化し、鍛造ピストンや高回転カムシャフトを採用するRB26DE型（220PS/6,800rpm、25.0kgm/5,200rpm）と4速ATを組合わせた「オーテックバージョン」 が発売された。
1992年5月
乗用車生産4000万台突破記念限定車「2ドアスポーツクーペ GTS SV」、「4ドアスポーツセダン GTS25 SV」、「GTE SV」発売。
1992年6月
全車にフッ素樹脂塗装をオプション設定。
1992年10月
スカイライン35周年記念として「4ドアスポーツセダン GTE タイプX・V」追加。CM出演者は田中広子に変更。
1993年1月
日産創立60周年記念特別バージョンを設定。2ドアクーペ2Lターボ搭載「GTS-tタイプM」をベースにプロジェクターヘッドランプ、バンパー組込みフォグランプ、CDプレーヤー、リヤスポイラー、記念キー、エクセーヌシートなどを装備。同じく2ドアクーペ2L DOHC搭載「GTSタイプJ」にも同様の装備を追加、本革巻きステアリングや15インチアルミホイールを特別装備する。
1993年5月
日産創立60周年記念特別モデル「Vセレクション 60thアニバーサリー」を設定。2ドアクーペ2L DOHC搭載「GTSタイプJ」/4ドアセダン2.0L OHC搭載「GTEタイプX」をベースに、上級タイヤ＆アルミを装着、ゴールドGTバッジなど特別装備を持つ。同時にカタログモデルの整理も行われ、セダン「GTS25タイプX・G」「GTSタイプX」とクーペ「GTS-tタイプM」の計3車種のみとなる。
1993年7月
生産終了。在庫対応分のみの販売となる。
1993年8月
R33型と入れ替わる形で販売終了。
その他、コンプリートカーメーカーのトミーカイラがオーストラリア向け車両に搭載されていた3.0L SOHCのRB30E型エンジンをRB26DETT型のパーツを流用しDOHC化。NAながら280PSを発揮させるRB30DE型を独自開発し、オーテックと同じくGT-Rではなく2ドアスポーツクーペGTS-tの車体に搭載しコンプリートカーとして市販した。
社内での開発コードはRXだった。当初、メーカーの広報車の一部には、「RX」のロゴとストライプを組み合わせたデカールが貼られていた。また、そのストライプデカールはディーラーオプション品として設定されていた。

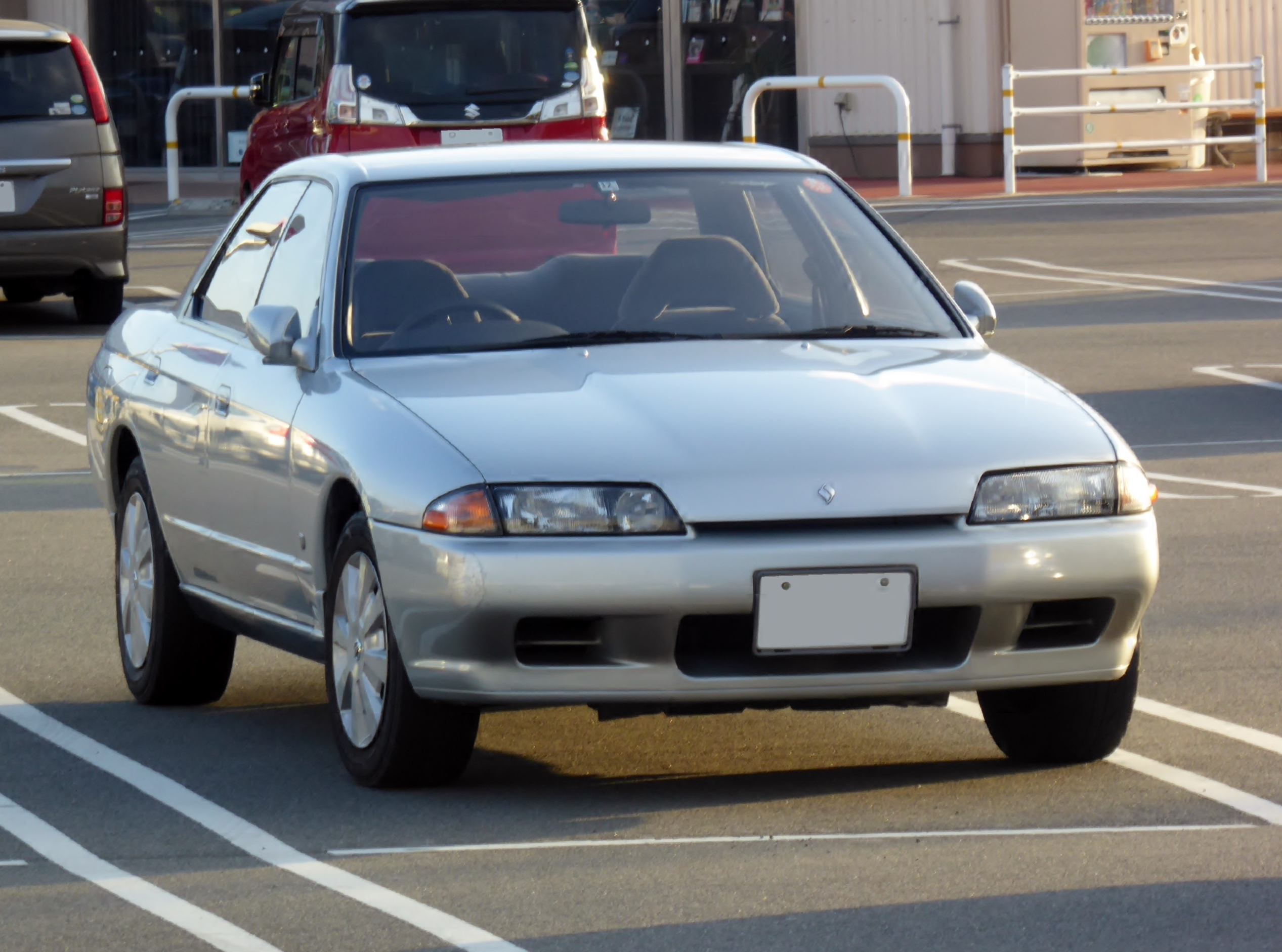
前期型 4ドアGTS（フロント）
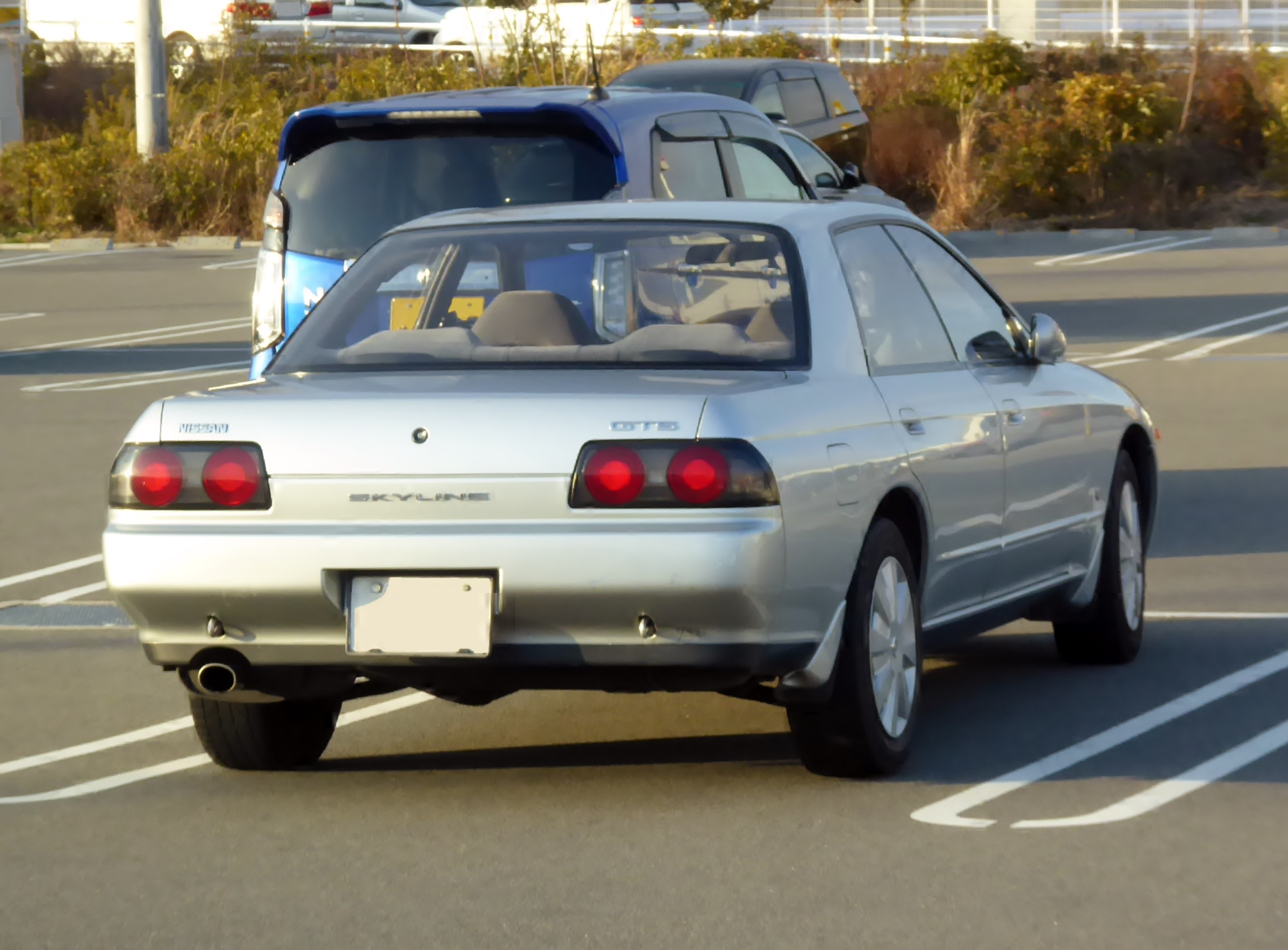
前期型 4ドアGTS（リア）
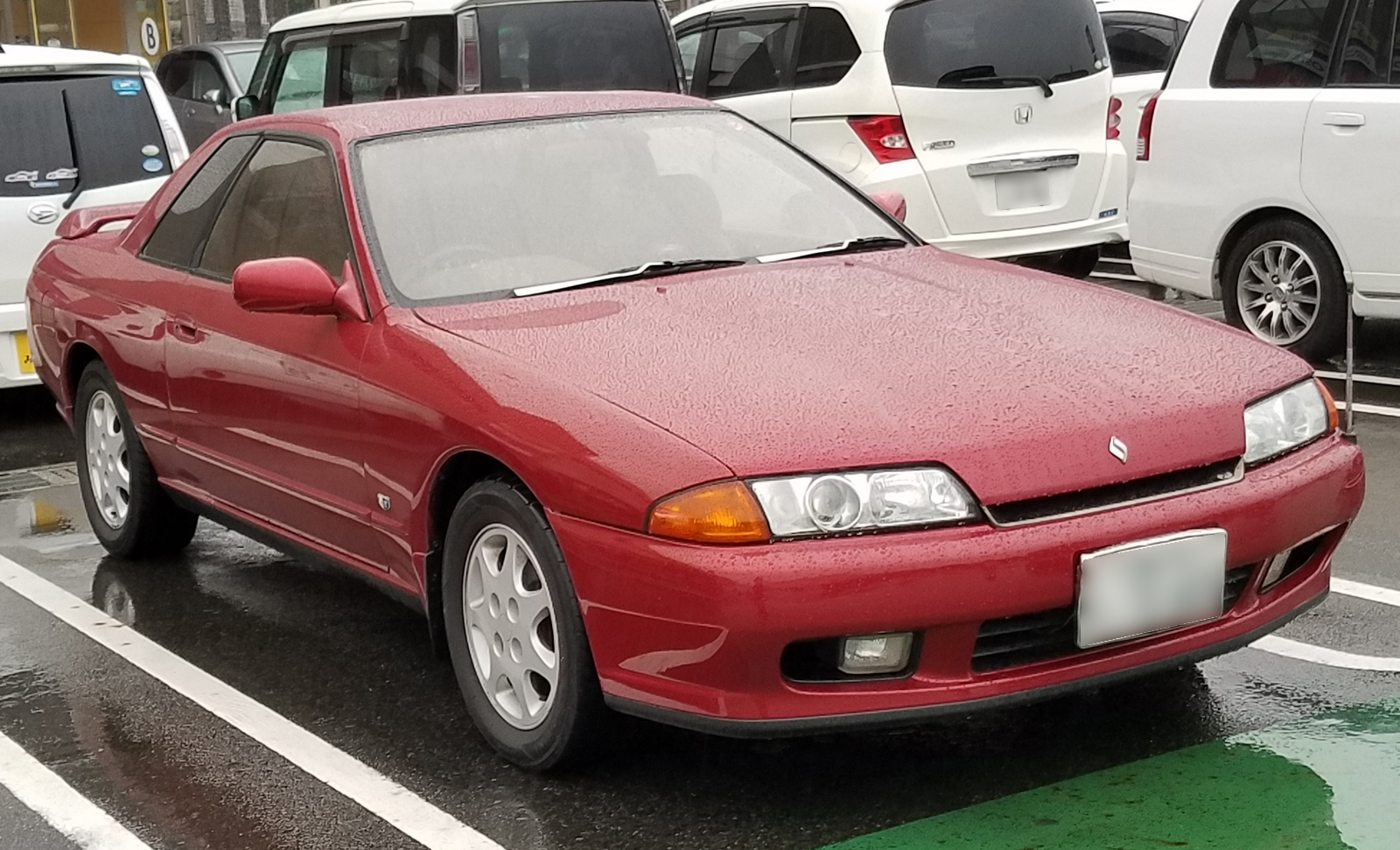
後期型 2ドアGTS タイプS（フロント）
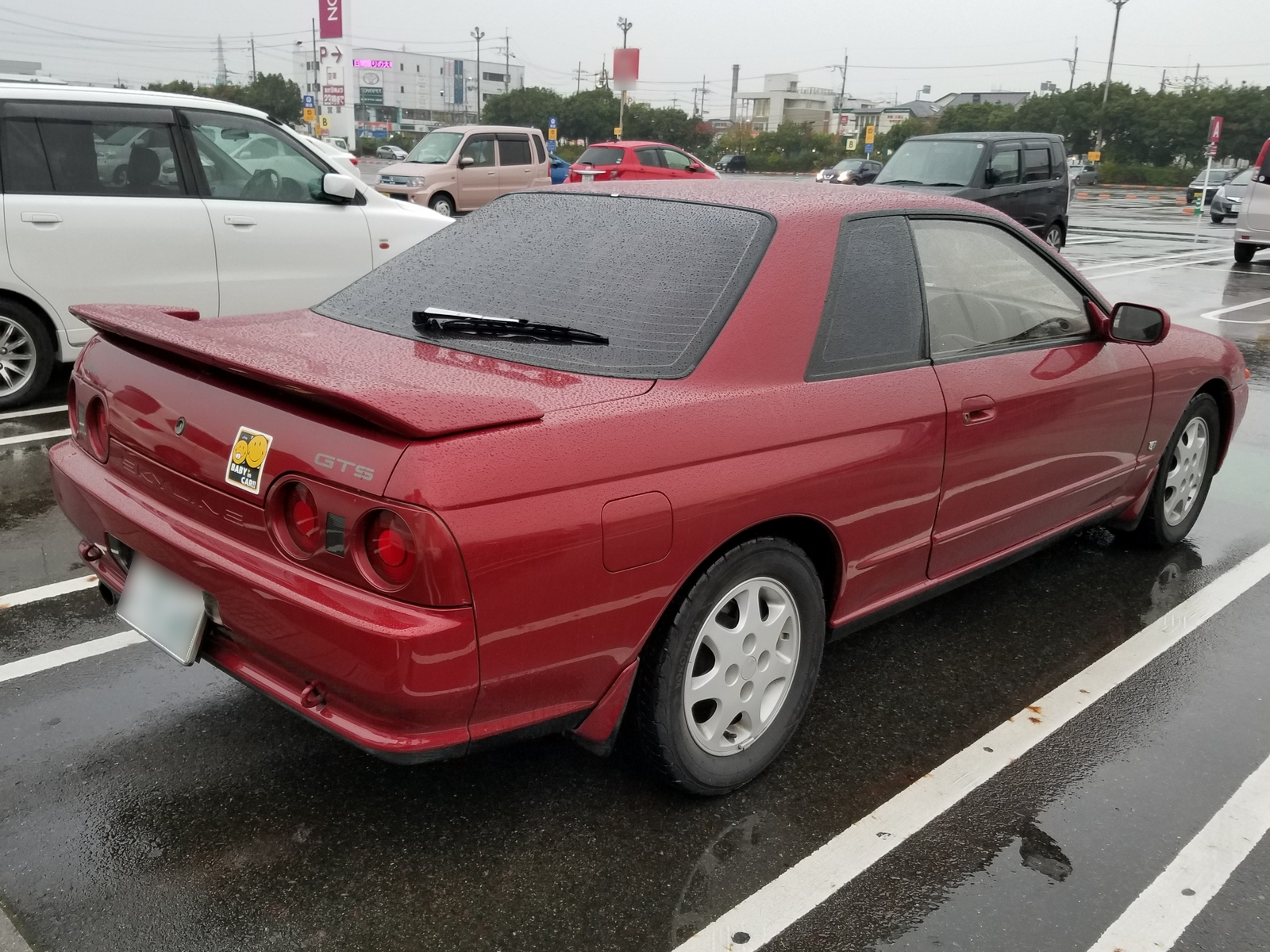
後期型 2ドアGTS タイプS（リア）
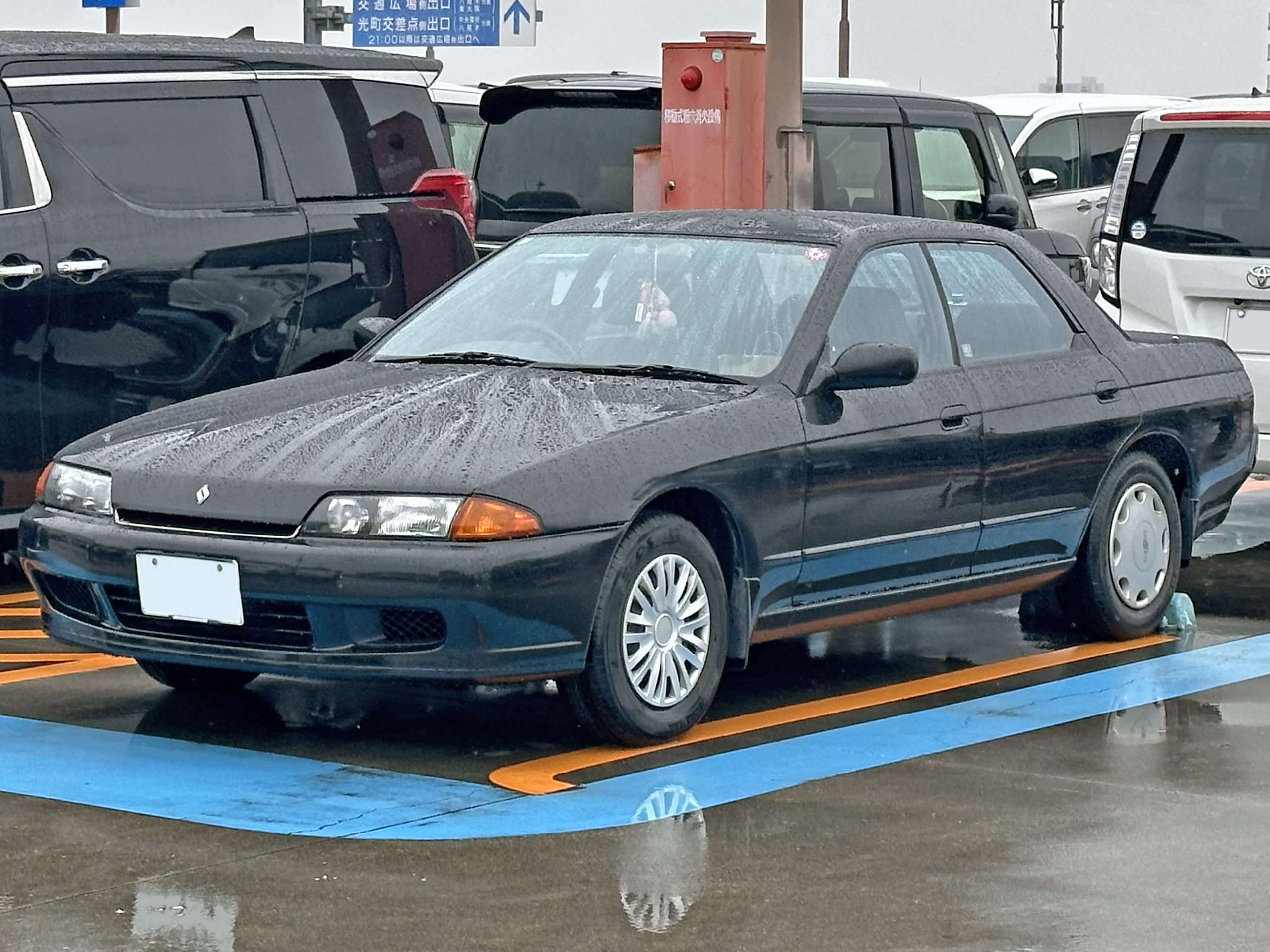
後期型 GXi タイプX（フロント）
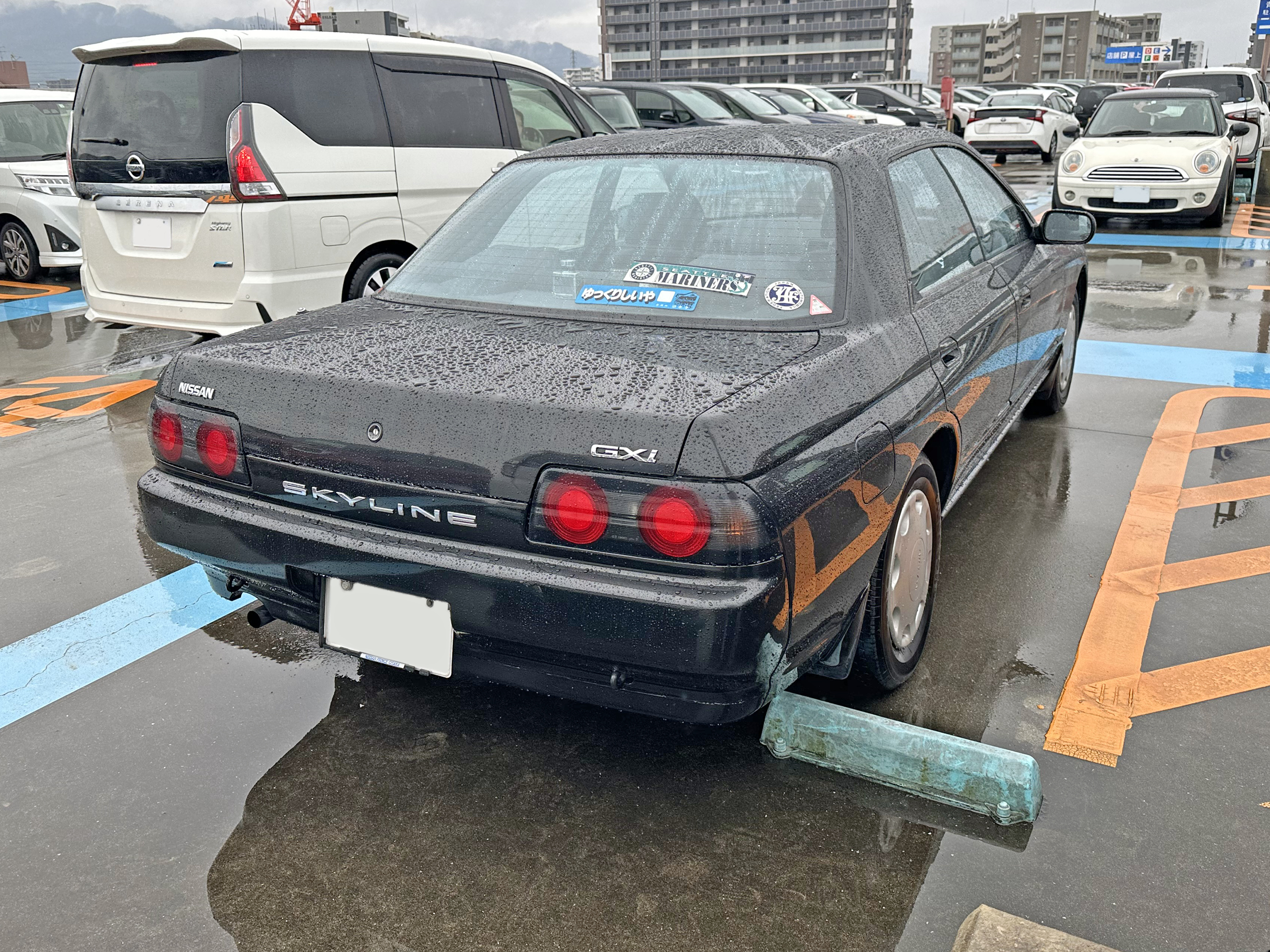
後期型 GXi タイプX（リア）
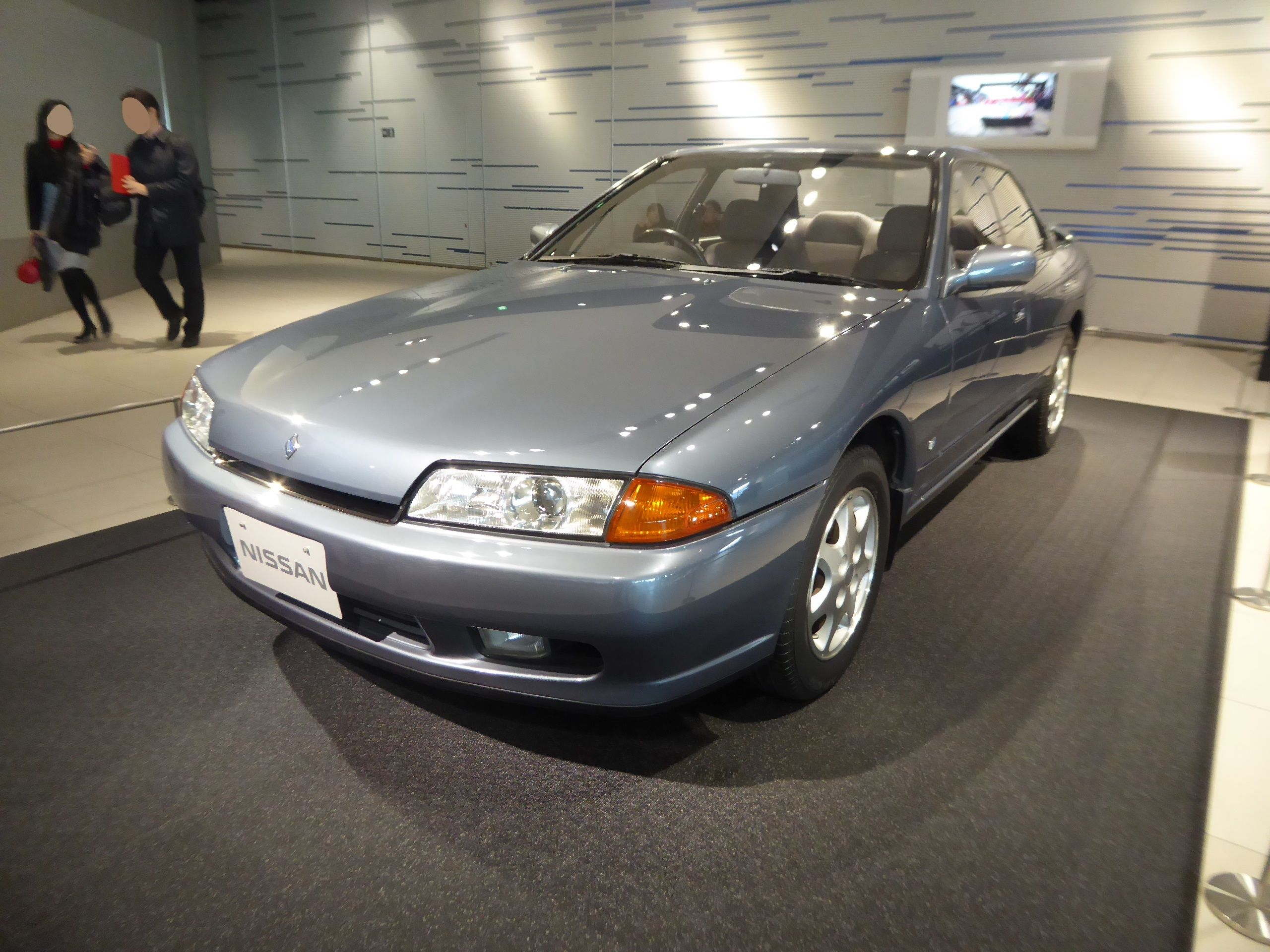
後期型 4ドアスポーツセダン GTS25 タイプX・G（フロント）
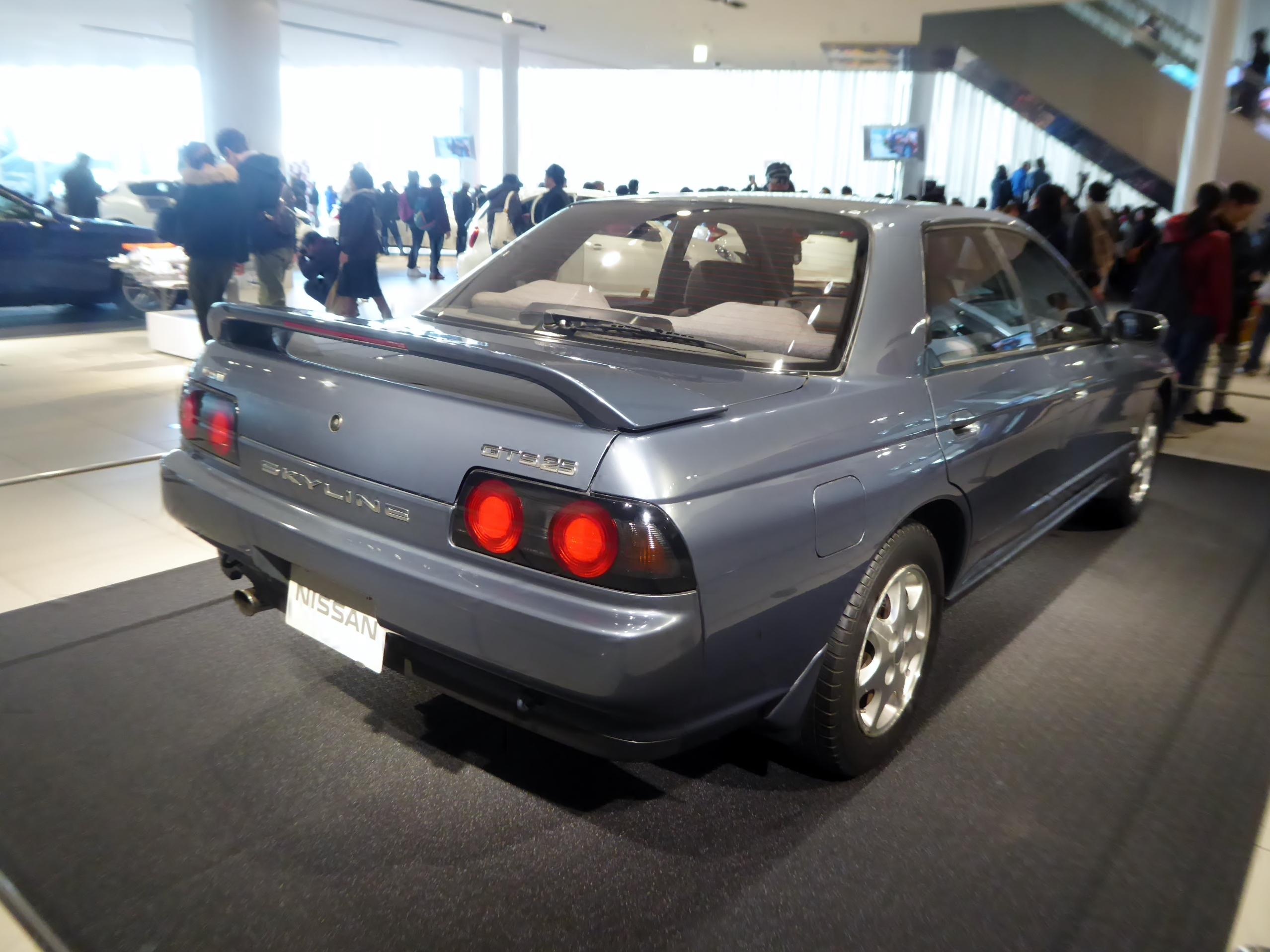
後期型　4ドアスポーツセダン GTS25 タイプX・G（リア）
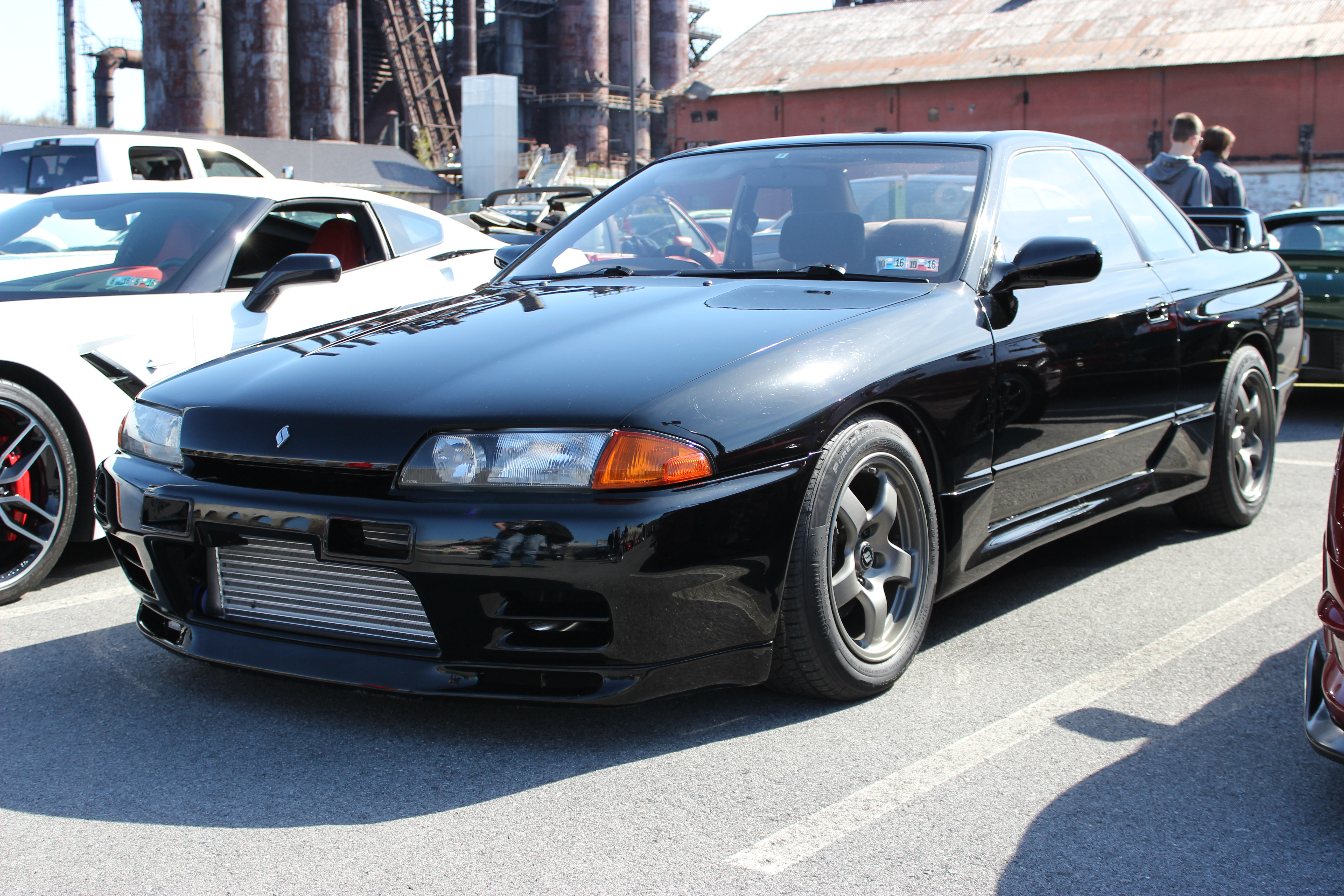
GTS-4
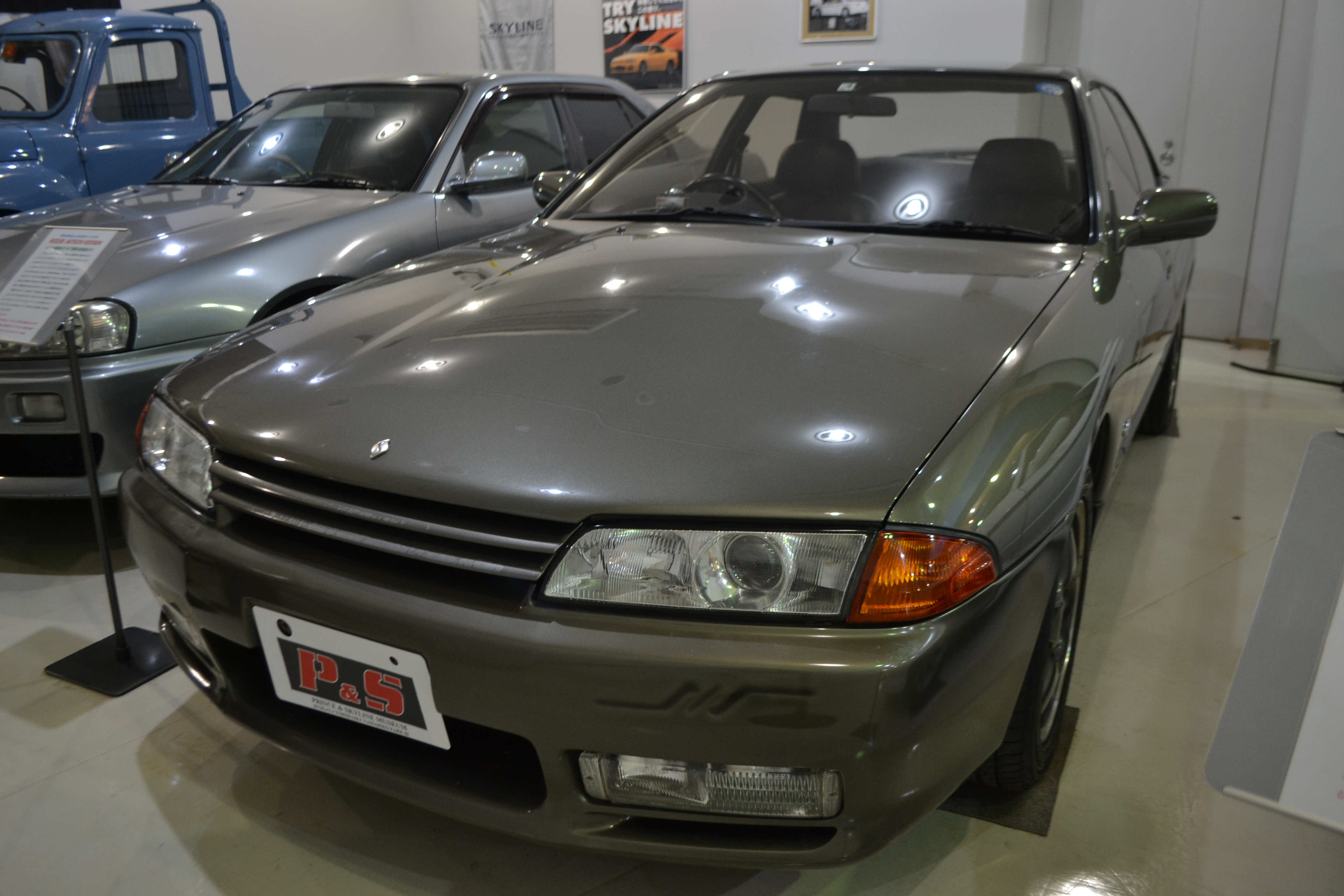
4ドアセダン オーテックバージョン
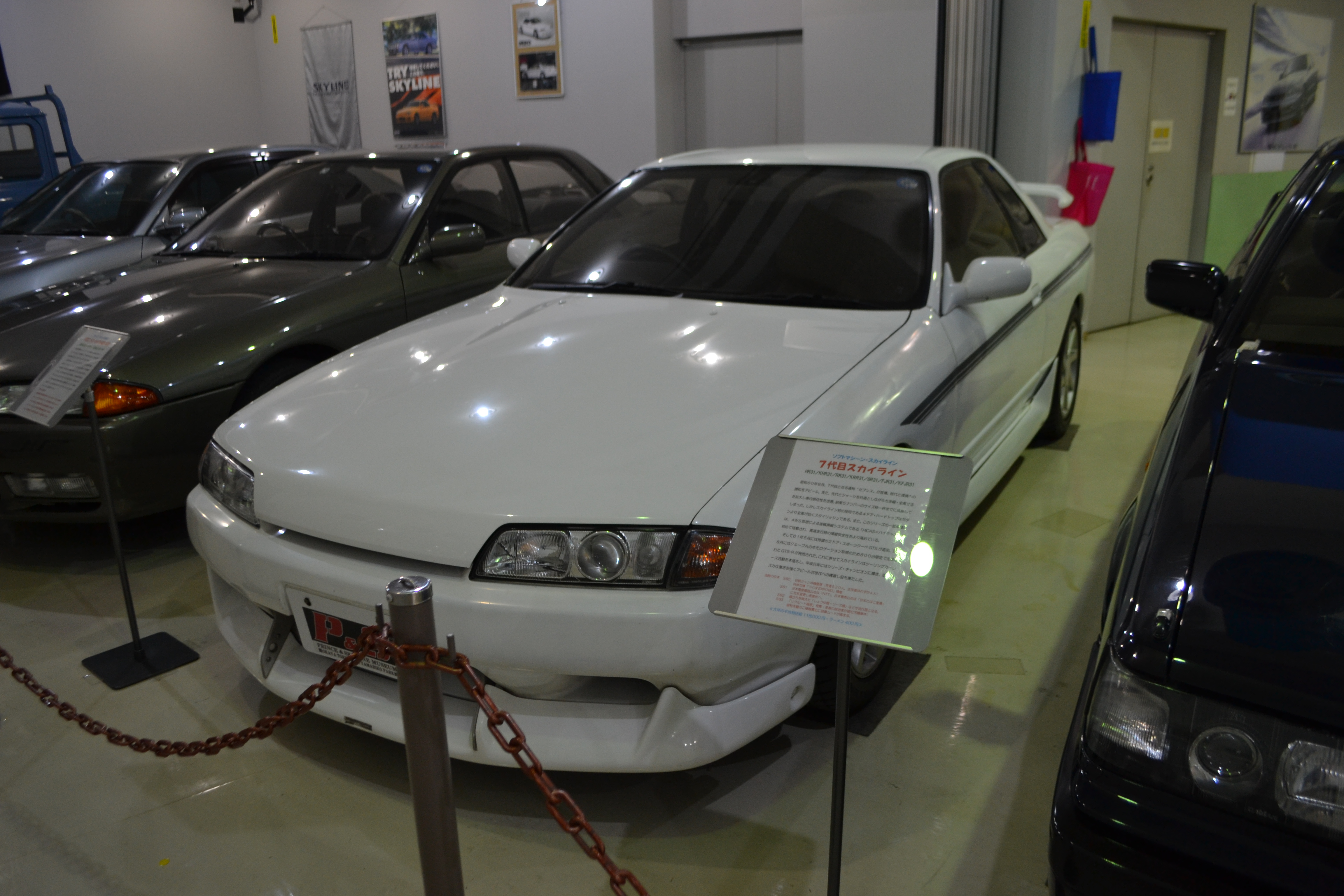
トミーカイラ・M30
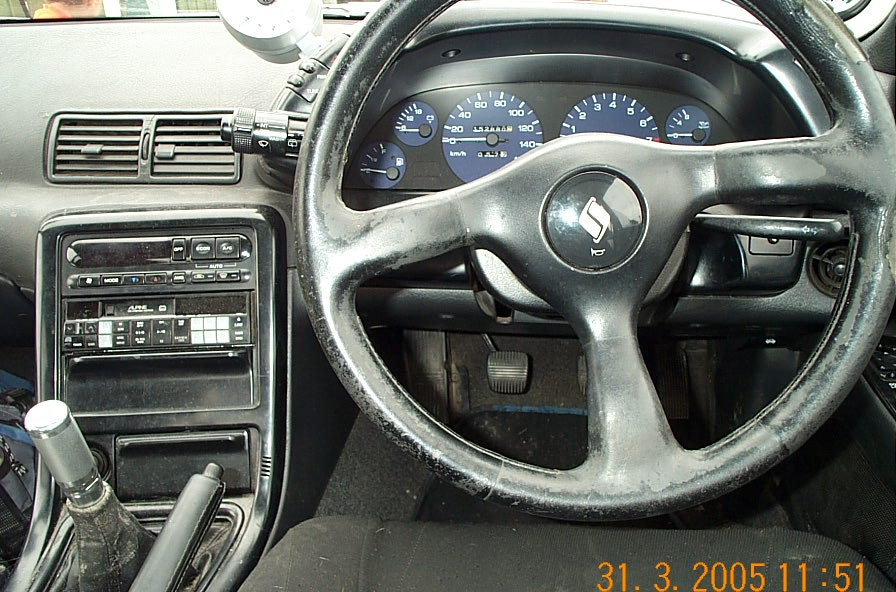
インテリア

## 9代目 R33型（1993年-1998年）
ボディの大型化で全車3ナンバーとなり、排気量も2.5Lを主力とした。ボディタイプは2ドアクーペと4ドアセダンの2本立て。セダンのドアがサッシュレスからプレスドアに変更（クーペはサッシュレスドアのまま）。大型ボディによりR32に比べて居住性は大幅に上がったが、同時に車両重量も増加。開発当初はクーペをショートホイールベースにする予定だったが、終盤でセダンとのシャシー共用によるコストカットを求められた。そのためかクーペの外観は間延びしたものとなっており、ドアもかなりの大きさを持つ。また、R31型、R32型で採用されたプロジェクター式のヘッドライトはR33型では採用されなかった。発売初期の頃はR31型やR30型程ではないが評価・評判共にあまり芳しくなく、R33型が発表されたとたんに在庫のR32に注文が殺到したというエピソードもある。
エンジンは2.5L RB25DET型とRB25DE型、および2.0L RB20E型（R33型唯一のSOHCエンジン）の3タイプであった。トランスミッションは5速MT、5速AT、4速AT（5速ATはのちのマイナーチェンジにて4速ATに変更される）であった。ターボ搭載のRB25DET型エンジンは『リニアチャージコンセプト』により過給圧を抑えレスポンスの向上を図っていたが、市場からの評価はターボらしくない、実験段階でも主管に就任する前の渡邉衡三からも『出力の盛り上がり方がターボらしくない』という評価を貰う芳しいものではなかった。
サスペンション形式はR32と同じくマルチリンクだが、前アッパーアームをI型からA型に変更、後ダンパーのストローク増、などの改良が図られている。HICASはR32型の油圧式から電動式に変更されている。バッテリーをトランク奥に設置するハイトラクションレイアウトを採用している。バッテリーから発生する水素ガスを車外に放出するために専用バッテリーが採用され、ホースで車外へと排出されるようになっている。
型式およびグレード名は以下の通り。HICAS装備車は型式の2文字目にCが付き区別される。
| グレード名 | 型式       | エンジン      | 吸気方式 | 駆動方式 |
| ---------- | ---------- | ------------- | -------- | -------- |
| GTS        | HR33       | RB20E 2.0 L   | 自然吸気 | FR       |
| GTS25      | ER33 ECR33 | RB25DE 2.5 L  | 自然吸気 | FR       |
| GTS25t     | ER33 ECR33 | RB25DET 2.5 L | ターボ   | FR       |
| GTS-4      | ENR33      | RB25DE 2.5 L  | 自然吸気 | 4WD      |

1993年8月
R33型発売。キャッチコピーは「走りの向こうにロマンがある」本流グランドツーリングカー。CM出演者はジャン＝マルク・バールと田村翔子。CM曲は山下達郎のジャングル・スウィング、悲しみのJODY、SOUTHBOUND No.9が使用された。
1993年11月
フルタイム4WDの「GTS-4」を追加。
1994年1月
特別仕様車「GTSタイプG リミテッド」を設定。4ドアセダン+2L OHCエンジン搭載の「GTSタイプG」をベースに、上級タイヤ＆アルミ、リモコンキーなど充実装備とした。
1994年6月
4ドアセダンに特別仕様車「GTS25tタイプG リミテッド」を設定。2.5L DOHC（RB25DE）エンジン搭載の「GTS25タイプG」をベースにターボを搭載、上級タイヤ＆アルミ、ビスカスLSD、ブースト計など走りの装備を加えた。
1995年1月
GTS系一部変更。運転席SRSエアバッグ、およびテールパイプフィニッシャーを標準装備としたほか、外装を一部変更。セダンのラジエータグリル、ヘッドランプ周りをスモークシルバーに変更し、GTSタイプG系にアルミホイールを標準装備化。クーペのラジエータグリルをボディカラー化し、「エアロパッケージ」を設定。「セダンGTS25タイプG・SE」および「セダンGTS-4タイプG」を追加。
1995年7月
R33スカイラインのNISMO（ニスモ）バージョン、「GTS25t TypeM ニスモ」を設定。直列6気筒DOHC24バルブターボ（RB25DET）の250馬力ユニット搭載車をベースに、外観をスポーティに仕上げた特別仕様モデル。一方、「GTS25タイプG エアロ」/「GTSタイプG エアロ」を設定。こちらは4ドアセダン+2L OHCエンジン搭載の「GTSタイプG」、2.5L DOHC「GTS25タイプG」をベースとしたエアロスポーツモデル。navanのパーツを装備する特別仕様車。
1996年1月
ビッグマイナーチェンジ。外装が大幅に変更された。助手席にもSRSエアバッグを標準装備とした。CM出演者は牧瀬里穂、キャッチコピーは当初「男だったら、乗ってみな。」だったが、その後、諸般の事情により「キメたかったら、乗ってみな。」を経て「好きだったら、乗ってみな。」に変更となった。CM曲はBorn to be wildのアレンジ版。
1996年6月
特別仕様車4ドアセダン「GTSタイプXリミテッド」、「GTS25タイプXリミテッド」を設定。2.0L SOHC（RB20E）搭載GTSタイプX、2.5L DOHC（RB25DE）搭載GTS25タイプXをベースとする装備充実モデル。
1997年2月
一部変更。ABSを標準装備とした。
1997年10月
スカイライン生誕40周年記念車を設定。車種は3種、2ドア「GTS25t TypeM 40thANNIVERSARY」、4ドアには「GTS TypeXG 40thANNIVERSARY」に加え、電子制御トルクスプリット4WDシステム ATTESA E-TS搭載車両の「GTS-4 TypeXG 40thANNIVERSARY」を設定し販売する。
エンジンは3機種となり、2ドア「GTS25t TypeM 40thANNIVERSARY」にはRB25DETエンジンを、4ドア2車種については「GTS TypeXG 40thANNIVERSARY」がRB20Eエンジン、そして「GTS-4 TypeXG 40thANNIVERSARY」にはRB25DEエンジンを、それぞれ搭載した。
また外板塗装色についても、GT-R系に設定された「ミッドナイトパープル」を2ドアのみ、専用車体色として設けた。
装備の具体的内容としては、ベースとなる基準車にプラスして2ドアが、「リヤストラットタワーバー」・「リヤ間欠ワイパー」・「40周年記念エンブレム＆シートマスコット」となり併せて、C.S.Rハロゲンヘッドライト＆フロントバンパー組み込みハロゲンフォグランプ、大型リヤスポイラー（LED式ハイマウントリヤスポイラー）を装備。4ドアには、「スカイラインサウンドシステム」・「スーパーファインハードコート」・「40周年記念エンブレム＆シートマスコット」のほか併せて、15×６JJアルミロードホイール、リモートコントロールエントリーシステムを設定して、販売となった。
1998年1月
1997年10月から設定のあったスカイライン生誕40周年記念車について、新たに2ドアのみ｢GTS25t TypeM-R 40thANNIVERSARY」を設定し販売した。外板色は限定され、40周年記念車種に設定のあったもののうち、「ミッドナイトパープル」・「ソニックシルバー」・「ブラック」・「ホワイト」の4色となった。
この「TypeM-R」については、現存数はきわめて少なく、主な追加装備として既設の40周年記念車種に併せ「専用エアロフォルムバンパー（フロント）」・「サイドシルプロテクター」・「リヤアンダープロテクター」・またGT-Rタイプの「大型タイプリヤスポイラー（LED式ハイマウントストップランプ付）」となった。
1998年4月
生産終了。在庫対応分のみの販売となる。
1998年5月
10代目と入れ替わって販売終了。

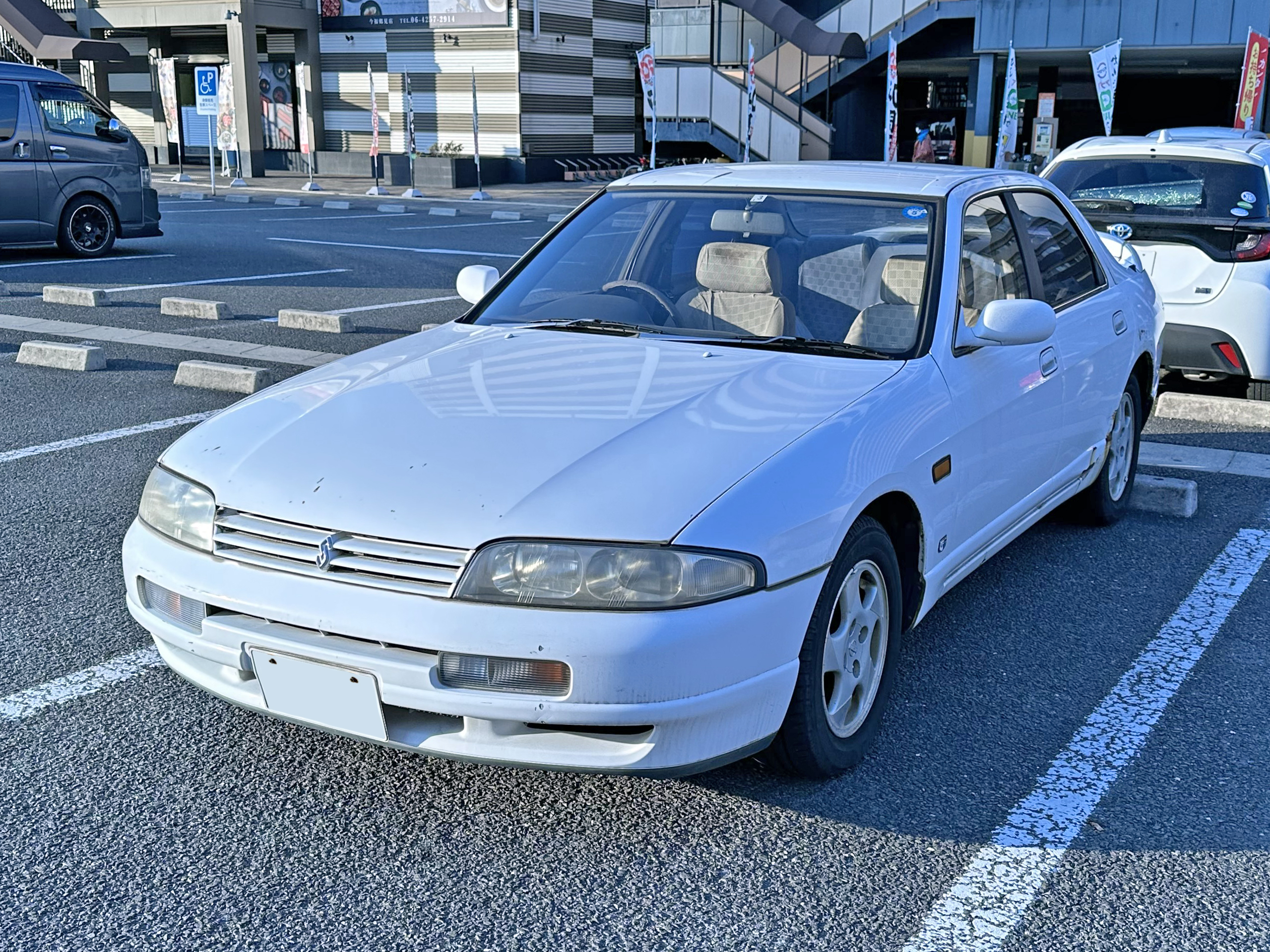
前期型 4ドアGTS（フロント）
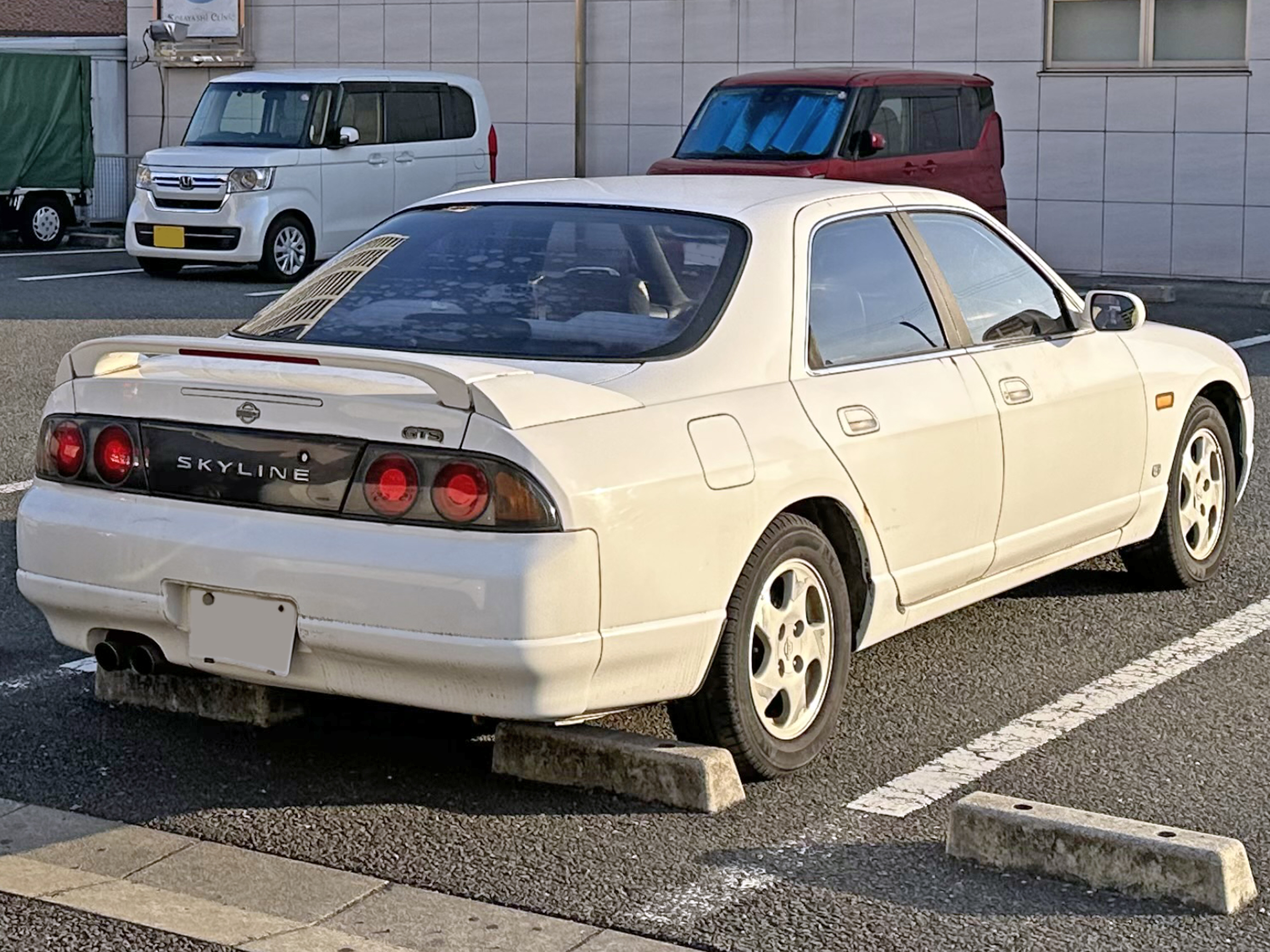
前期型 4ドアGTS（リア）
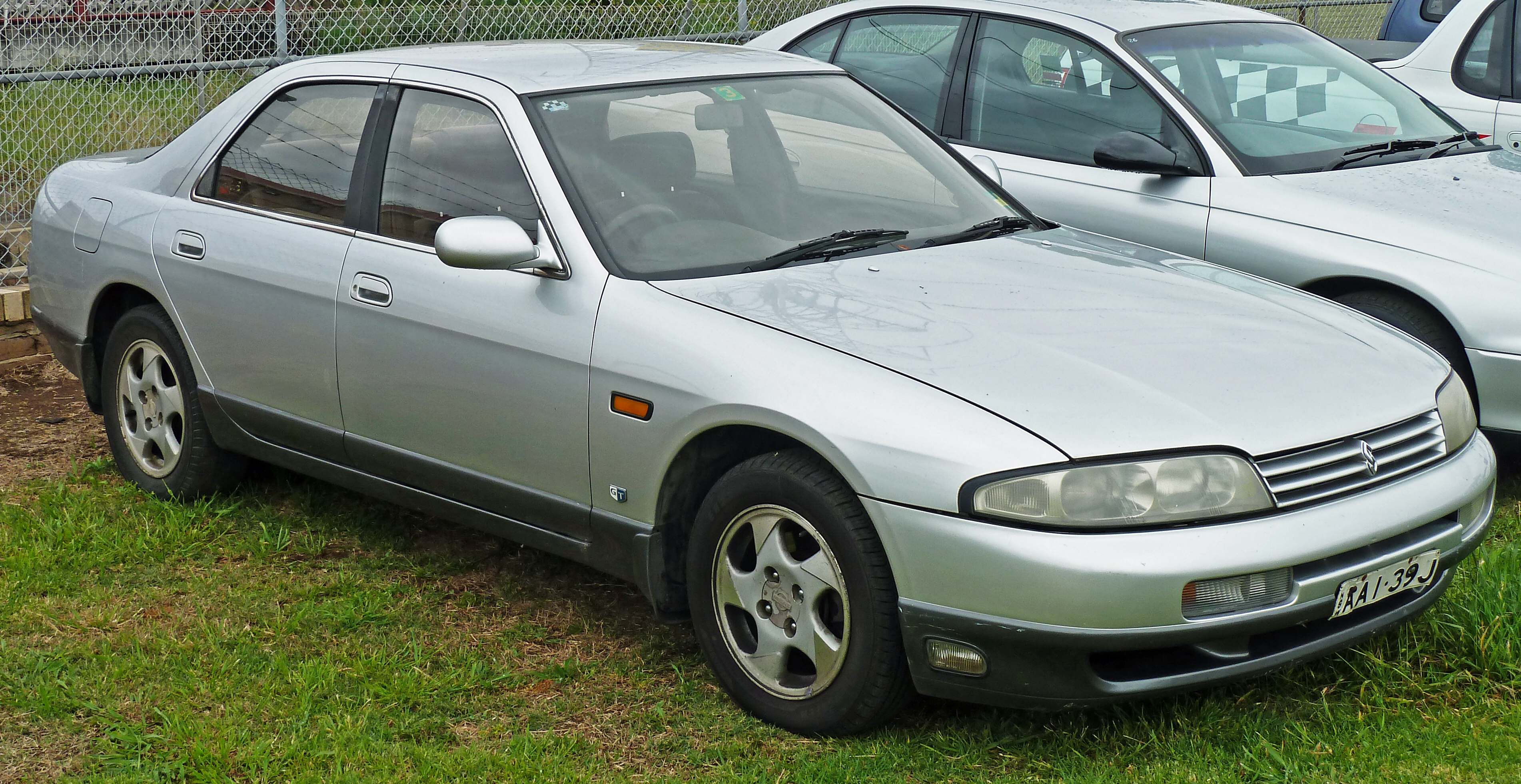
前期型 4ドアGTS25t（フロント）
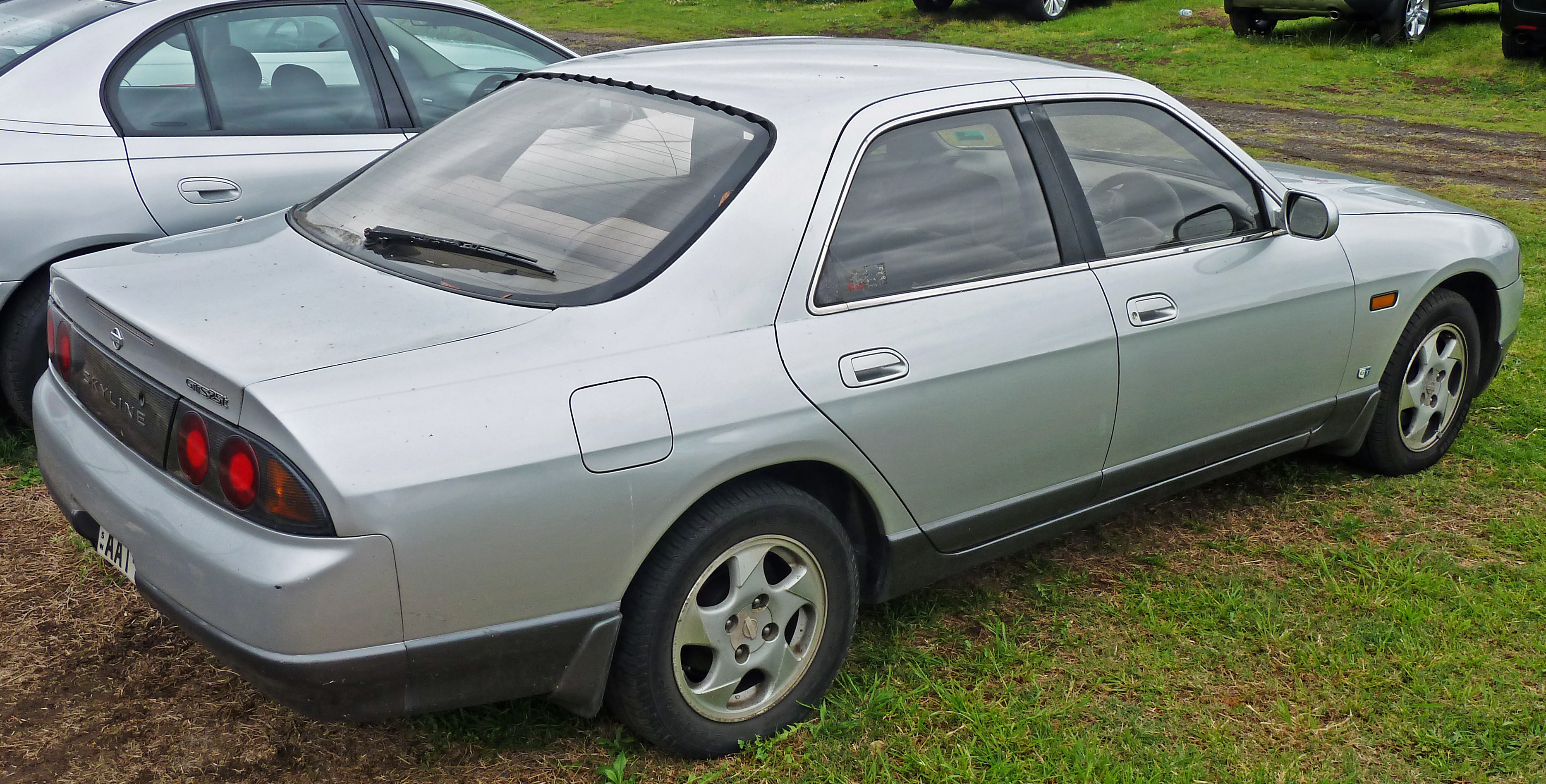
前期型 4ドアGTS25t（リア）
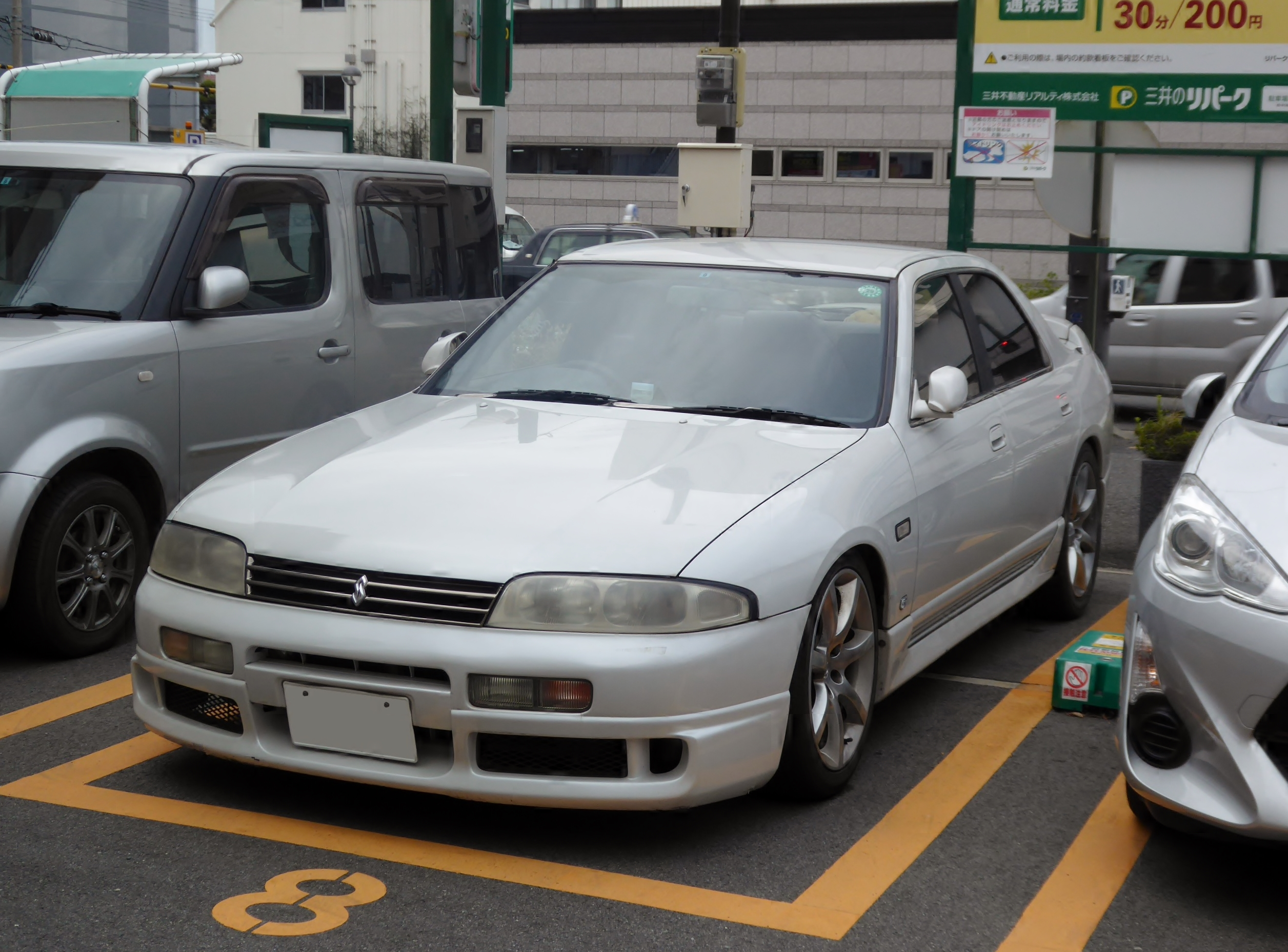
前期型 4ドアGTS25t タイプM（フロント）
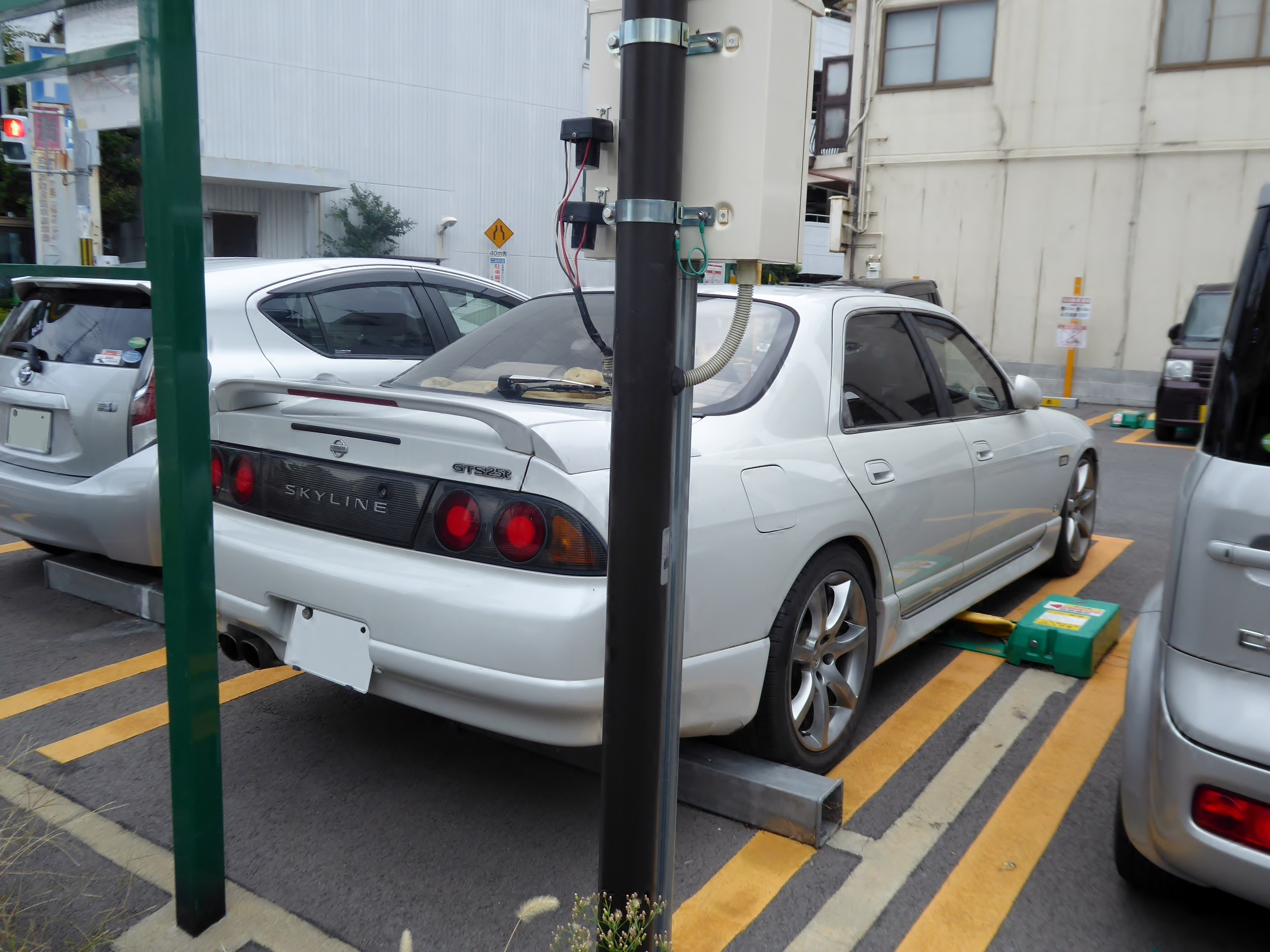
前期型 4ドアGTS25t タイプM（リア）
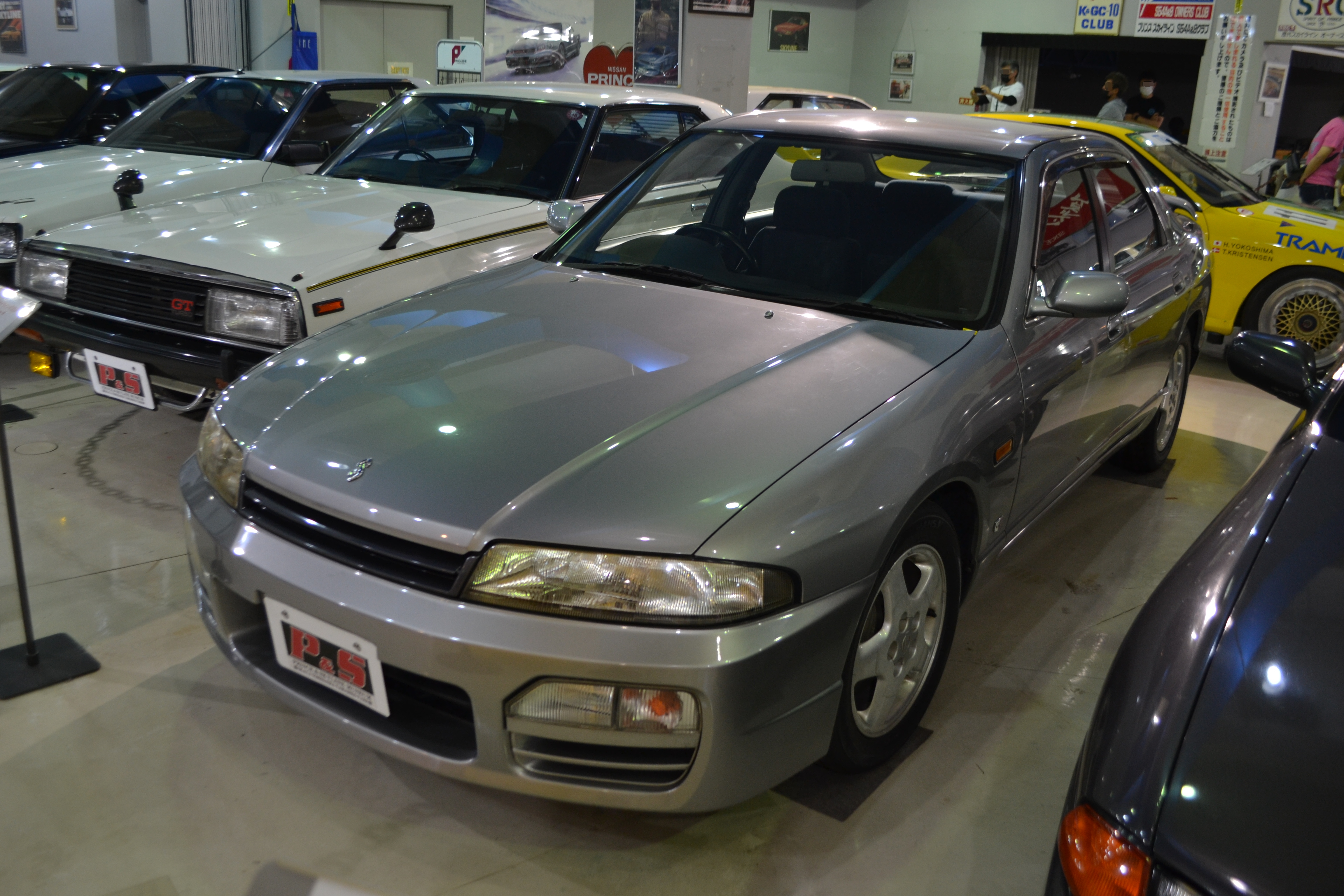
後期型 2ドアGTS25t タイプM（フロント）
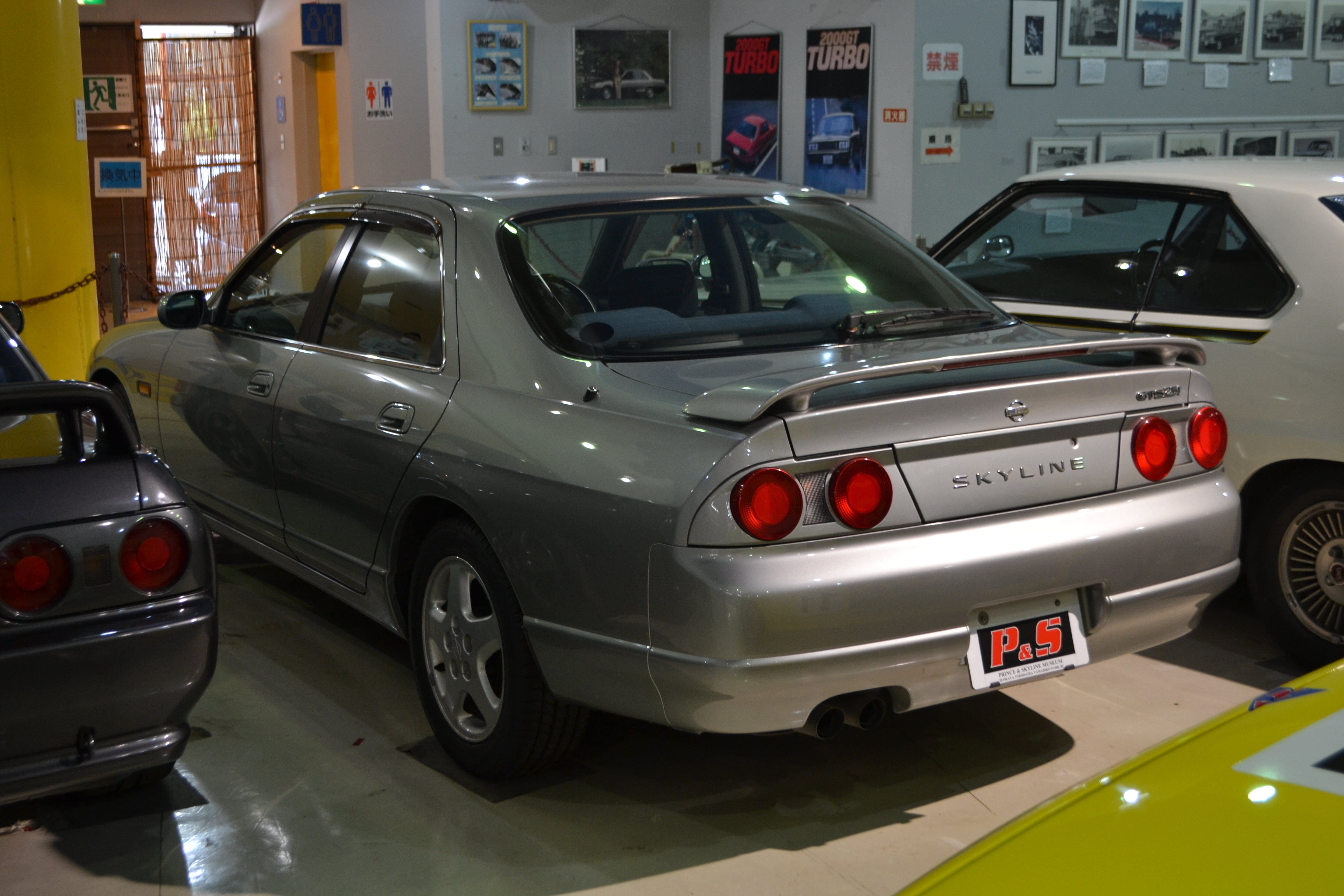
後期型 2ドアGTS25t タイプM（リア）
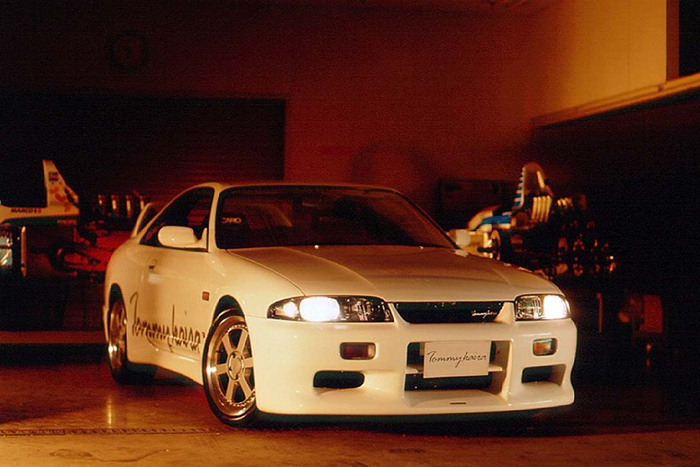
トミーカイラ・M25
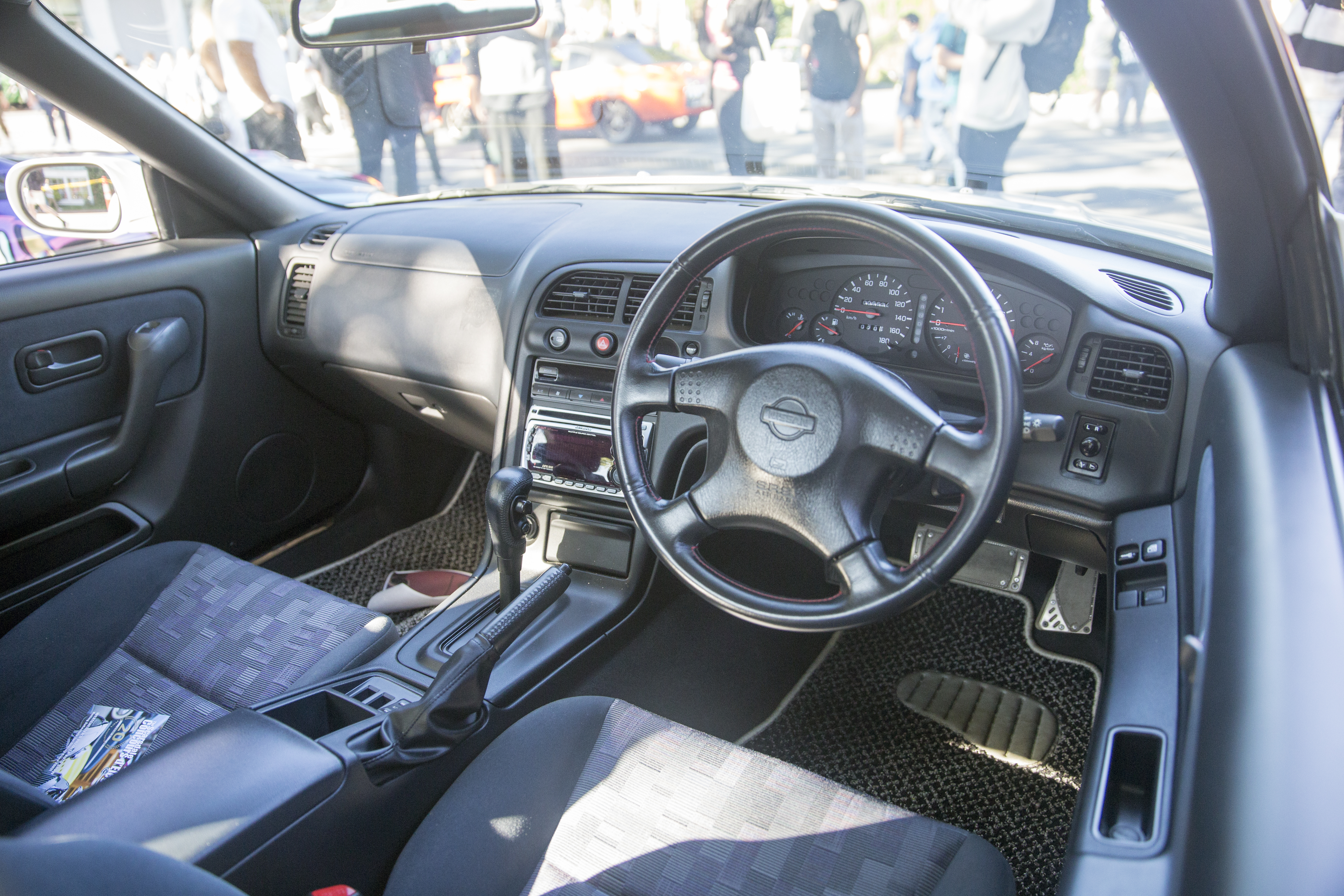
インテリア（2ドアGTS25t タイプM）

## 10代目 R34型（1998年-2002年）
GT志向でスポーツイメージを薄めた先代の反省からホイールベースを短縮し、ボディ剛性を徹底して向上。社内測定値ではメルセデスやBMWを凌駕するボディ剛性を達成。同時に受動安全性も向上した。搭載エンジンは全てRBシリーズの直列6気筒DOHC。2.0LリーンバーンのRB20DE型、2.5LのRB25DE型、および2.5LターボRB25DET型の3種類。マニュアルモード付ATを2.5L 2WDモデルに設定した。MTはクーペの全仕様、セダンのターボモデル、四輪駆動および2.0Lモデルに設定された。
スタイリングは、先々代のデザインを踏襲していた先代モデルから一変し、R31回帰ともとれる直線基調・ハイデッキのウェッジシェイプだが、R32で認知を得た若年ファン層の反響は渋かった。クーペはS14型末期およびS15型シルビアと「走り重視の硬派スポーツ」というキャラクターが重複し、身内で人気を食い合うかたちとなった。
標準車系での最強グレードでRB25DET型を搭載する「25GTターボ」はカタログ値280PSを発揮するに至ったが、山なりに立ち上がるいわゆる「ドッカンターボ」感を廃し、スムーズな吹け上がりやリニアリティを優先したパワーフィールなど、6気筒らしい上質感のあるフィーリングを指向した。
型式およびグレード名は以下の通り。
| グレード名  | 型式  | エンジン      | 吸気方式 | 駆動方式 |
| ----------- | ----- | ------------- | -------- | -------- |
| GT          | HR34  | RB20DE 2.0 L  | 自然吸気 | FR       |
| 25GT 25GT-V | ER34  | RB25DE 2.5 L  | 自然吸気 | FR       |
| 25GTターボ  | ER34  | RB25DET 2.5 L | ターボ   | FR       |
| 25GT-FOUR   | ENR34 | RB25DE 2.5 L  | 自然吸気 | 4WD      |

なお、2ドアクーペは交通取締り用のパトカーとして数台採用された。4ドアセダンの25GTターボは交通取締り用の覆面パトカーとして初期型50台が導入され、その後に後期型も少数ながら、埼玉や和歌山などの高速隊で導入されている。その後捜査用車両としてNAエンジンの4ドアセダンが127台導入された。
また、香港にGTターボとGTが、ブルネイに25GTが、ニュージーランドにも輸出されている。
1998年5月
R34型発売。キャッチコピーは「ドライビングボディ」、および「ボディは力だ。」。
1999年1月9日
プリンス店のみでの取り扱い車種からサニー店との併売に変更。
1999年2月
4ドアセダンに電動SUPER HICAS、リヤビスカスLSD等、ターボ車同様の足回りを持つ「25GT-V」（ER34型）を追加。R34型登場時には設定のなかった2WDセダンのNA 2.5LとMTの組み合わせとなる。
3月末までの期間限定モデルとして売り出されたが、4月以降も生産され翌年発売された2ドアと共に、後期型ではカタログモデルとなった。
1999年9月
2ドアスポーツクーペ・4ドアセダンともにリヤビスカスLSDをヘリカルLSDに変更。また細かいところでは、エンジンカバーに書かれた「Turbo」「NEO STRAIGHT 6」の文字に施された赤い塗装が廃止されたことがカタログから読み取れる。
2000年1月
2ドアスポーツクーペに「25GT-V」を追加。
2000年8月28日
マイナーチェンジ。フロント周りを中心に内外装を一部変更したほか、RB25DET型の5速MT車にて、エンジンのトルクアップとコンロッドをRB26DETTと共通品に変更する改良を施した。
2001年5月
GT-R以外の全グレードの生産終了。在庫対応分のみの販売となる。
2001年6月
新型のV35型にフルモデルチェンジして販売終了。

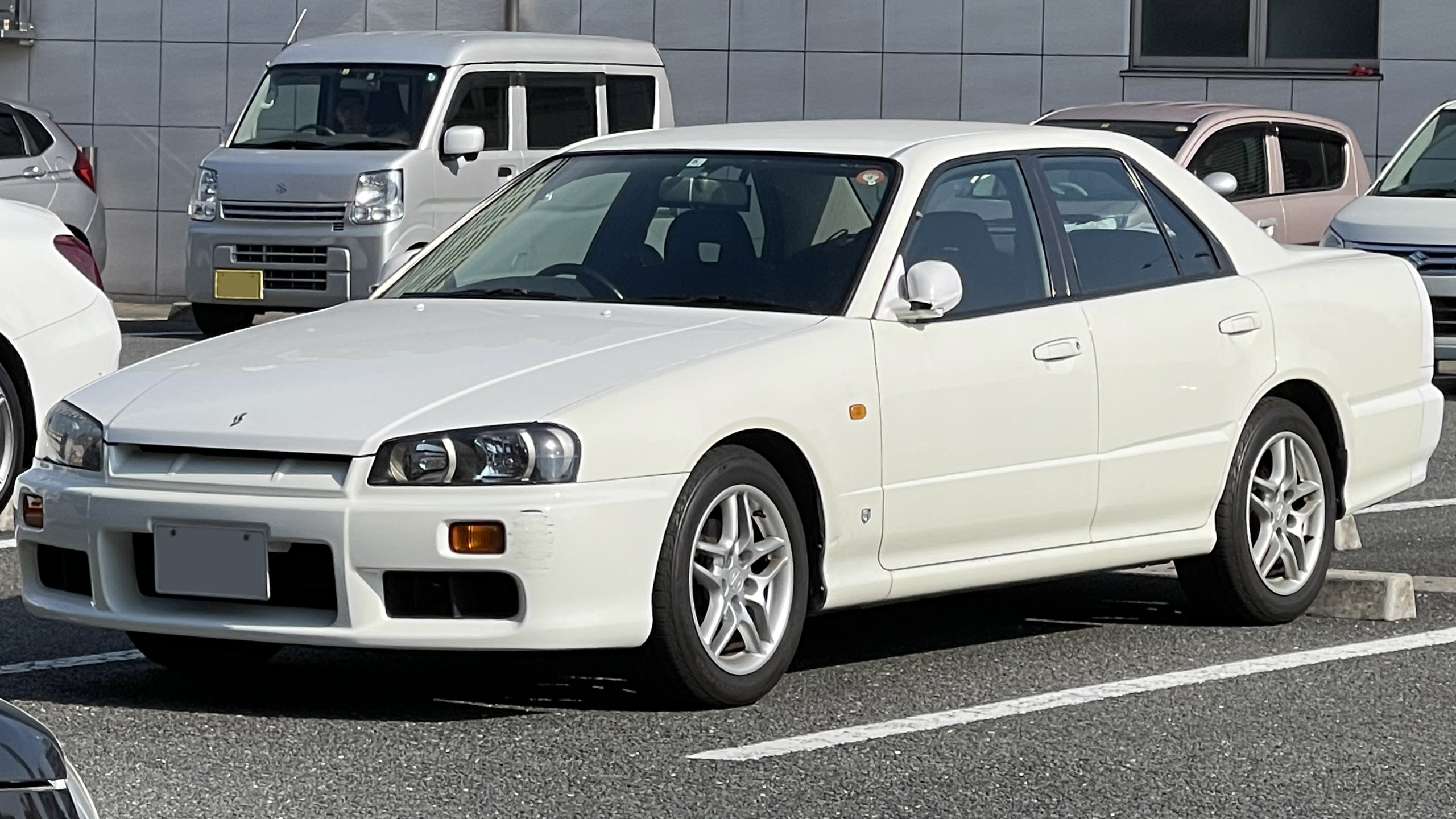
前期型 25GT（フロント）
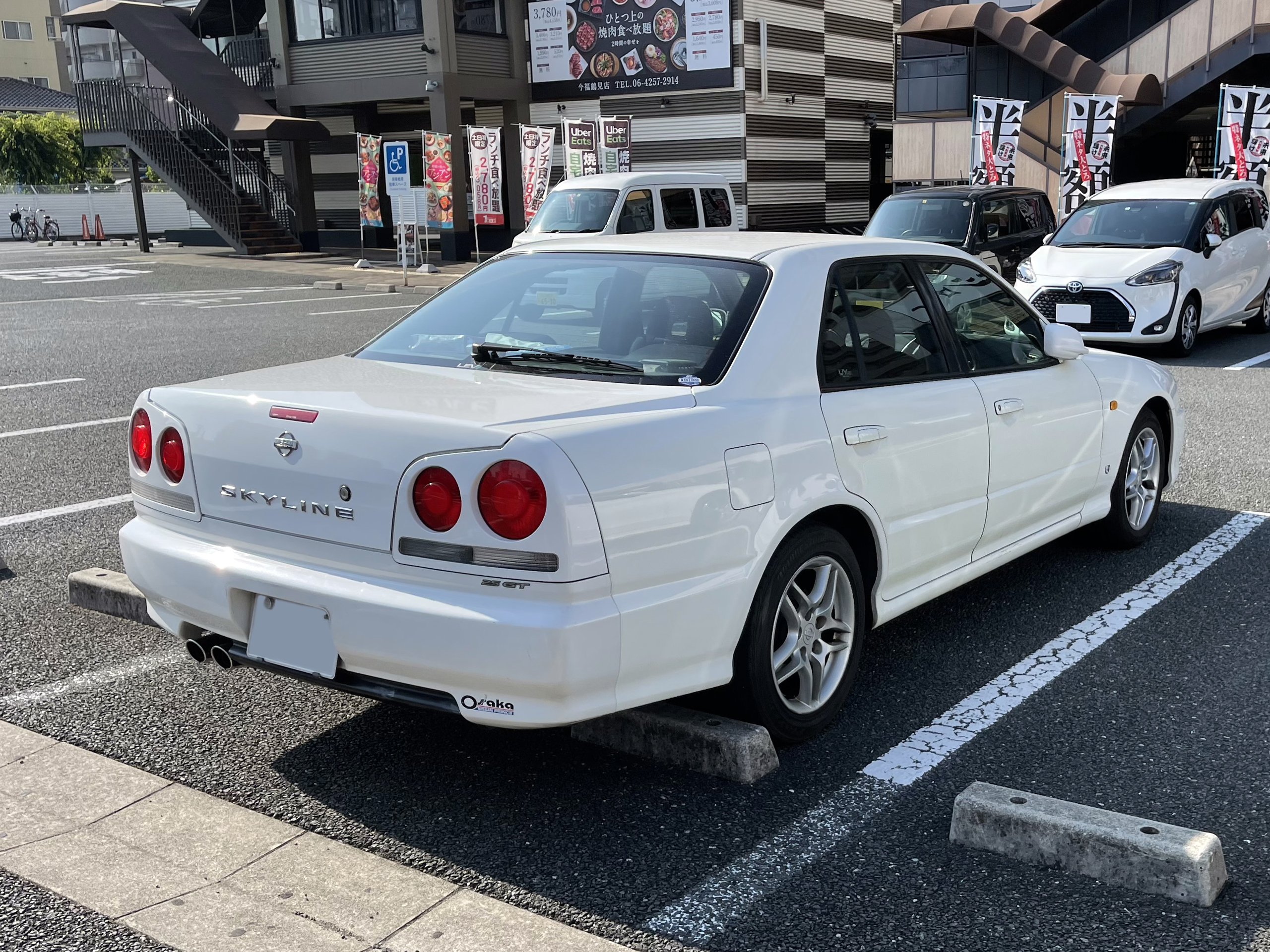
前期型　25GT（リア）
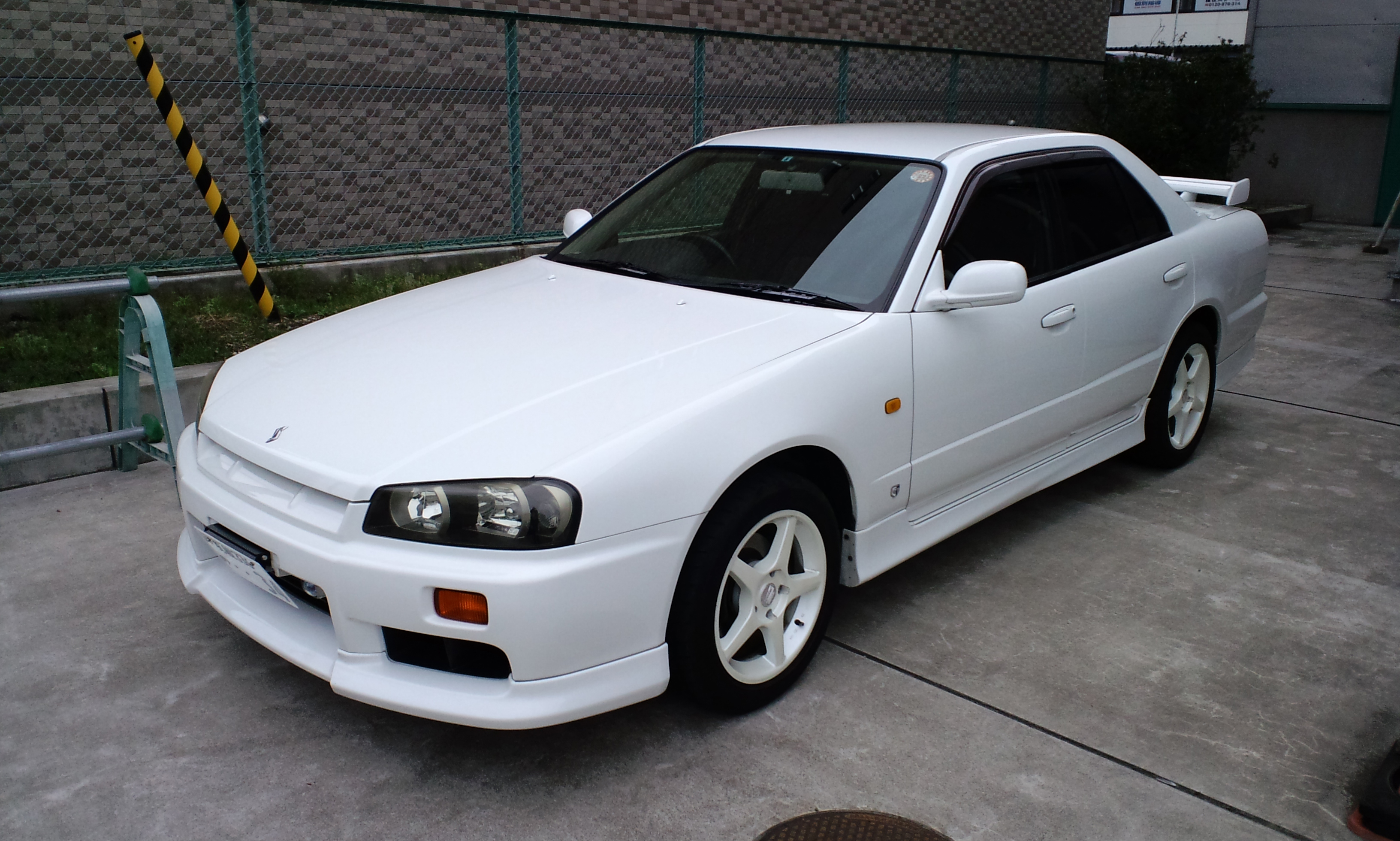
前期型 25GT-FOUR
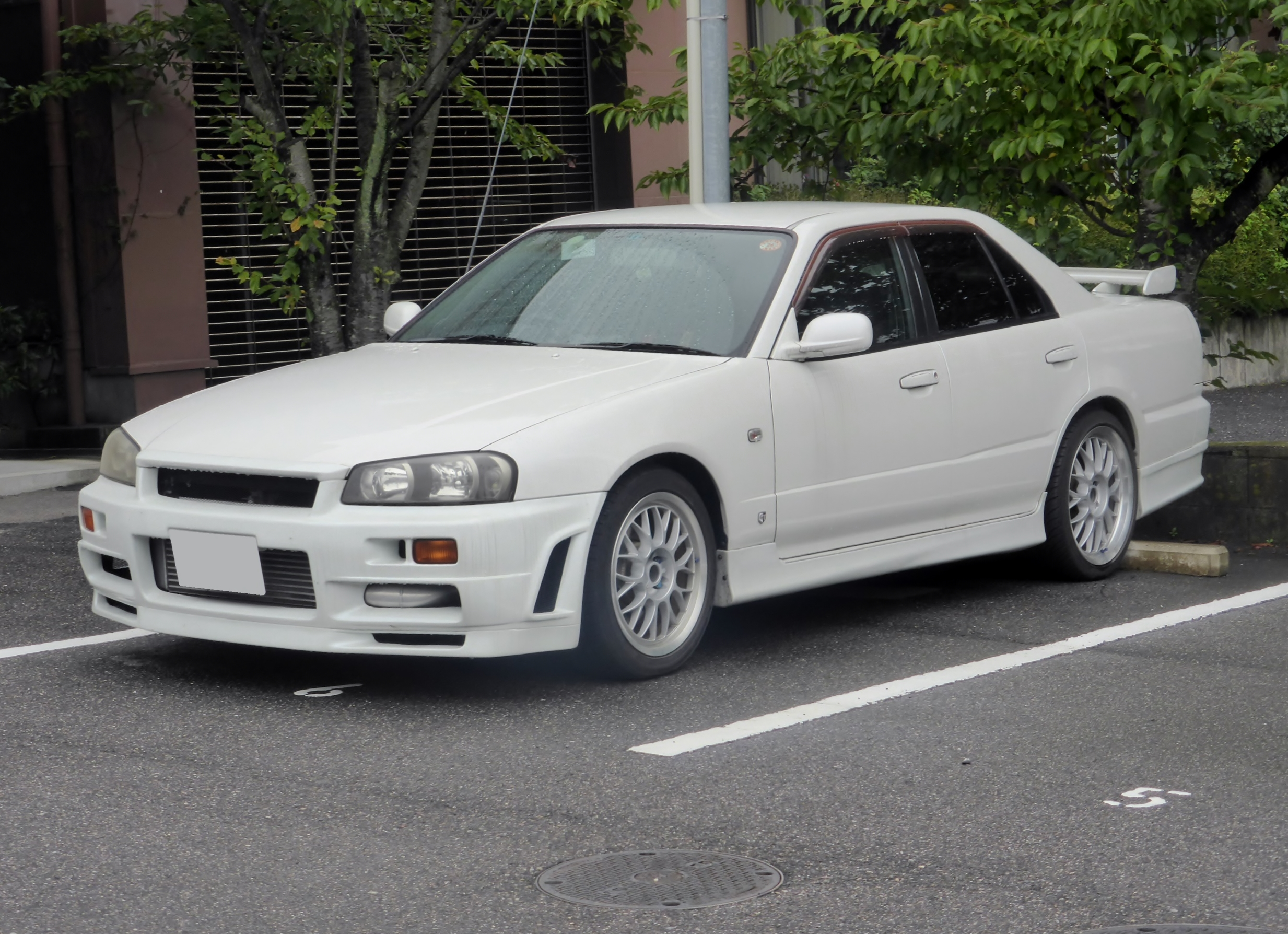
前期型 25GTターボ（フロント）
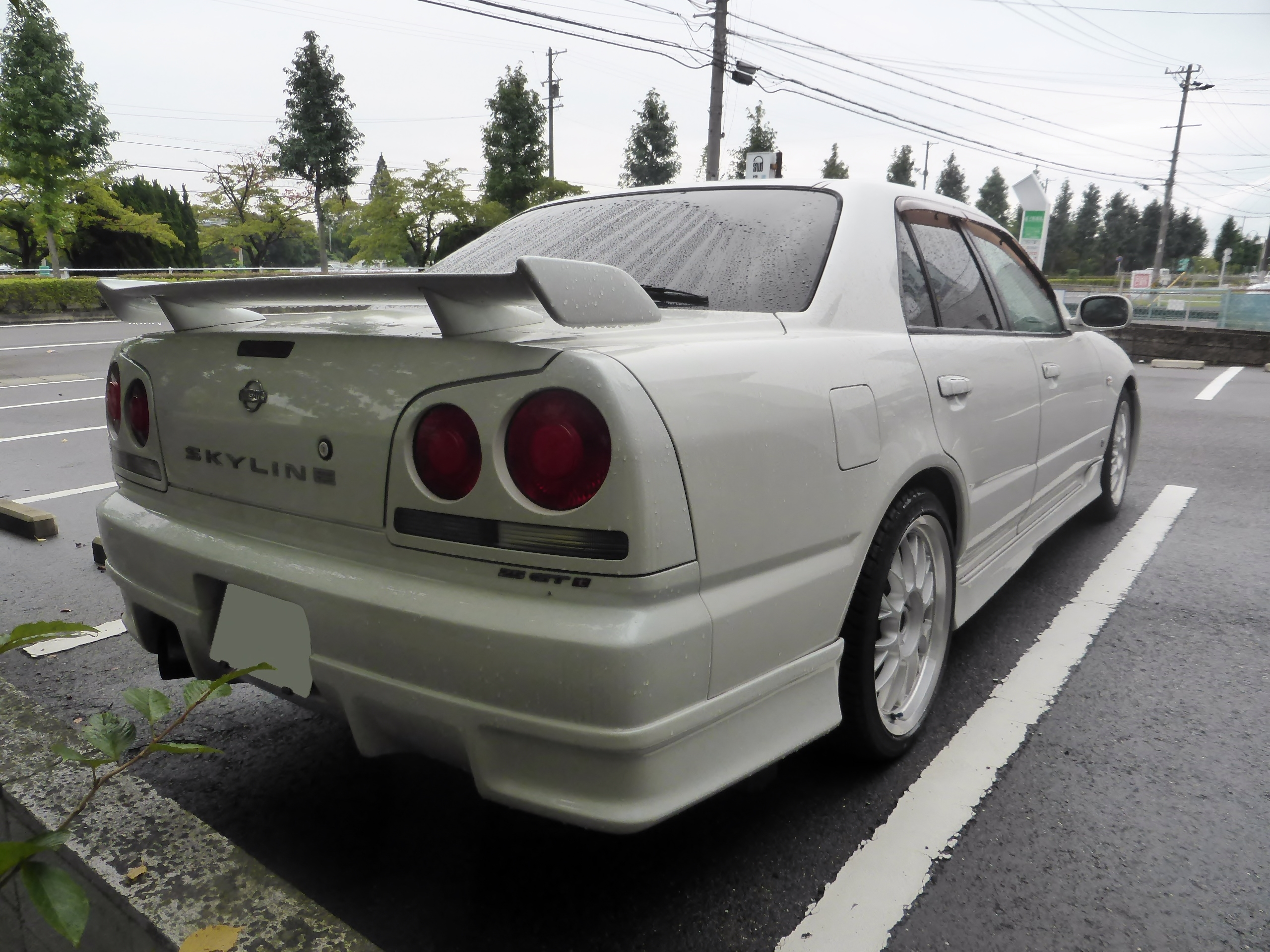
前期型 25GTターボ（リア）
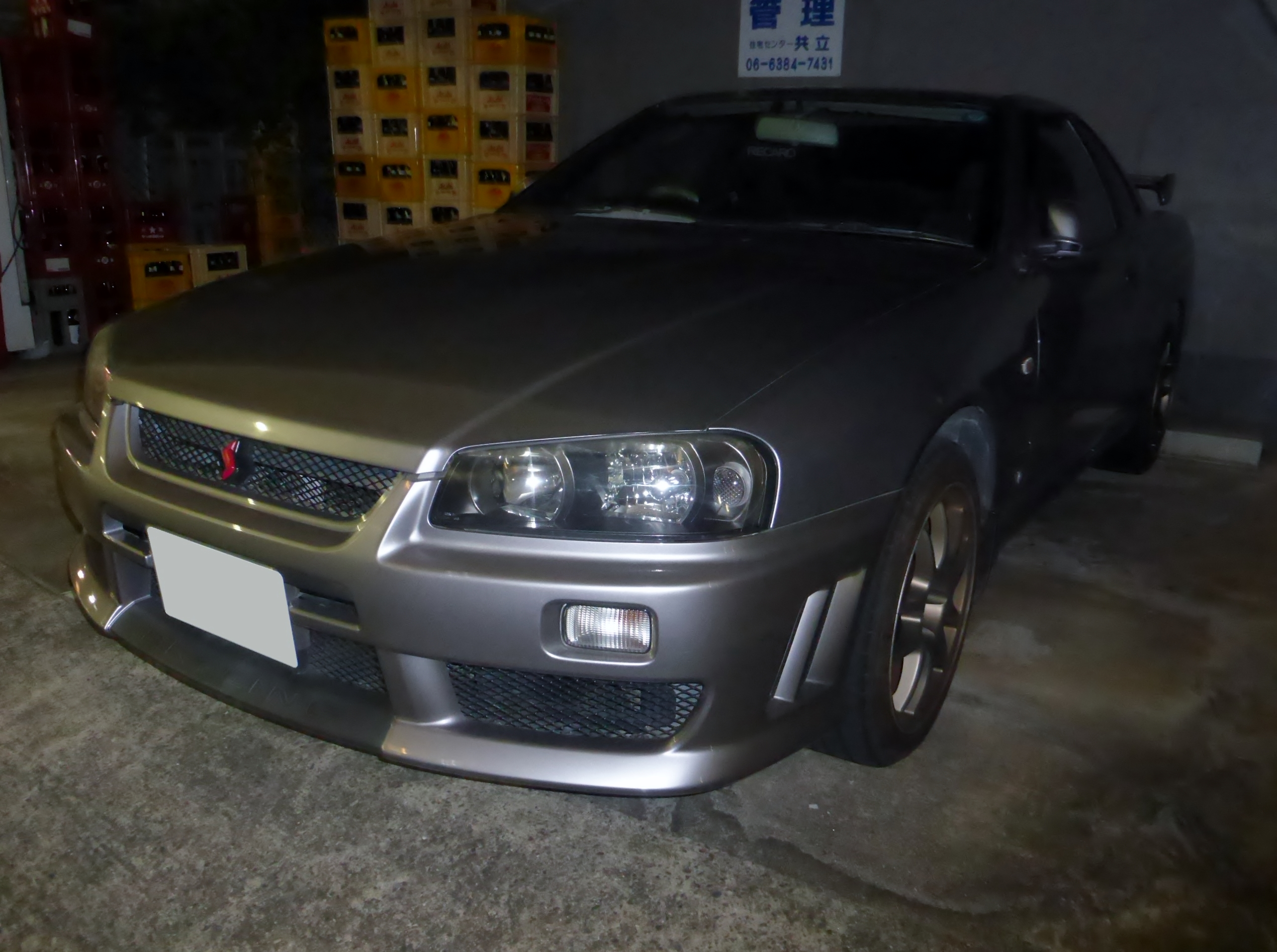
前期型 クーペ 25GTターボ（フロント）
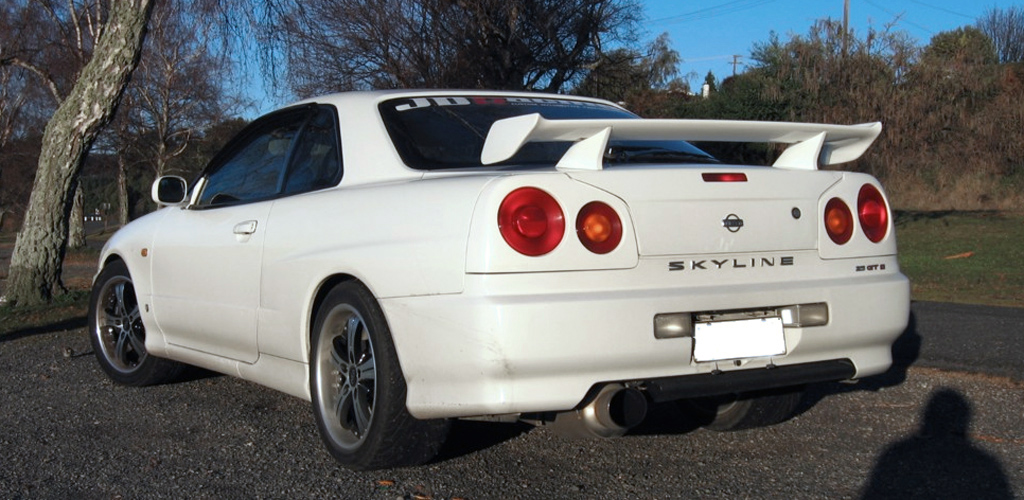
前期型 クーペ 25GTターボ（リア）
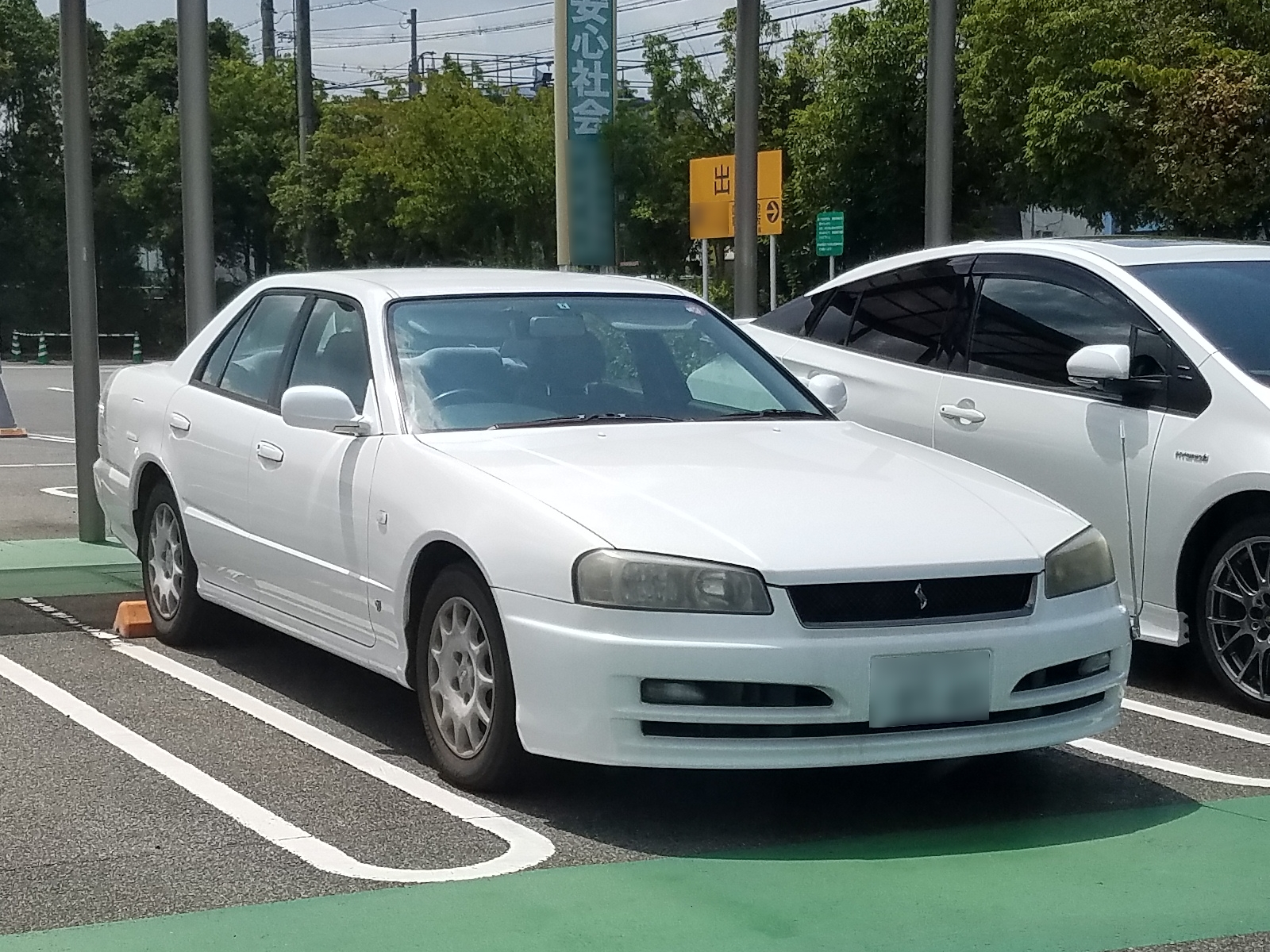
後期型 GT（フロント）
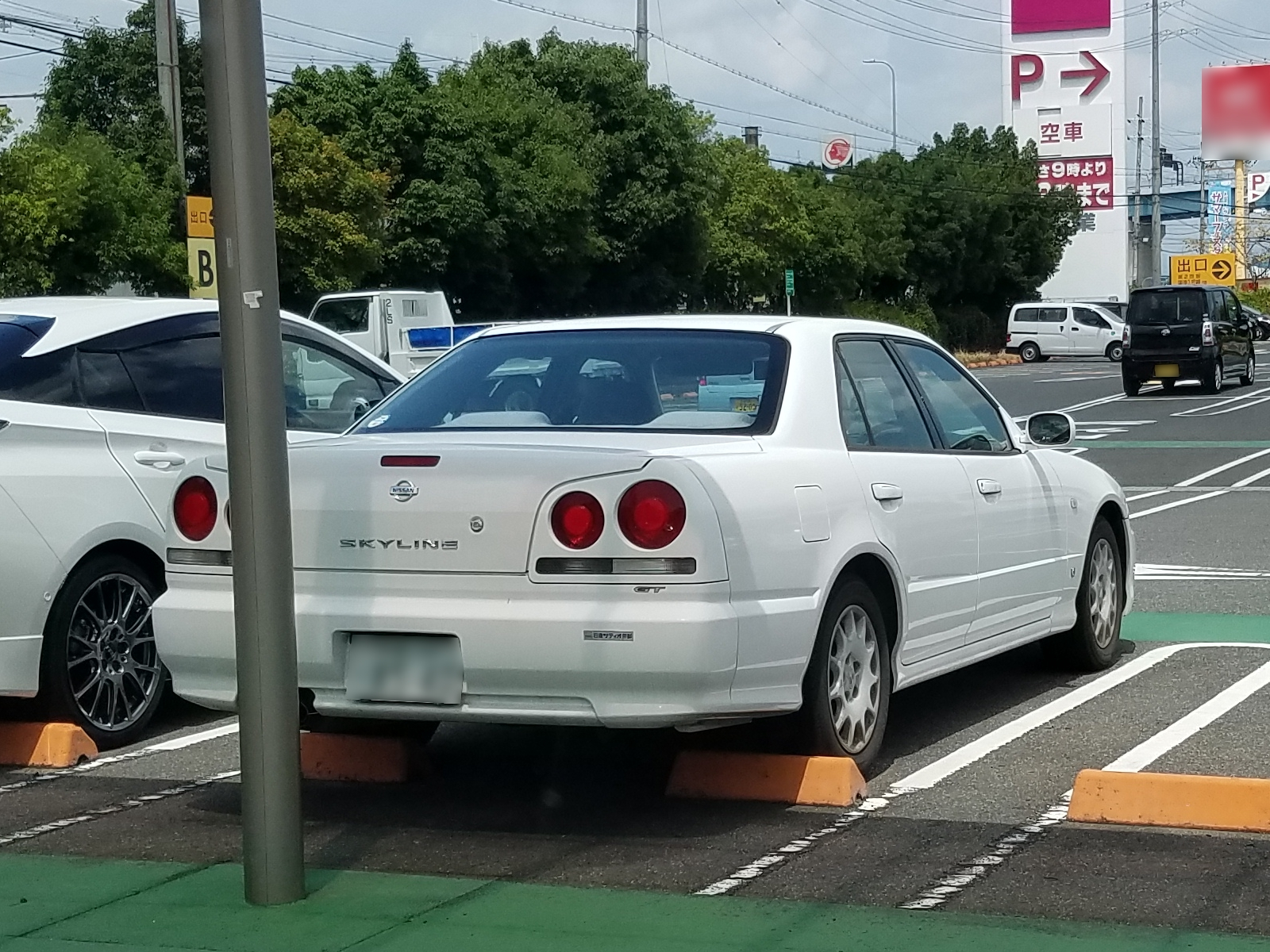
後期型 GT（リア）
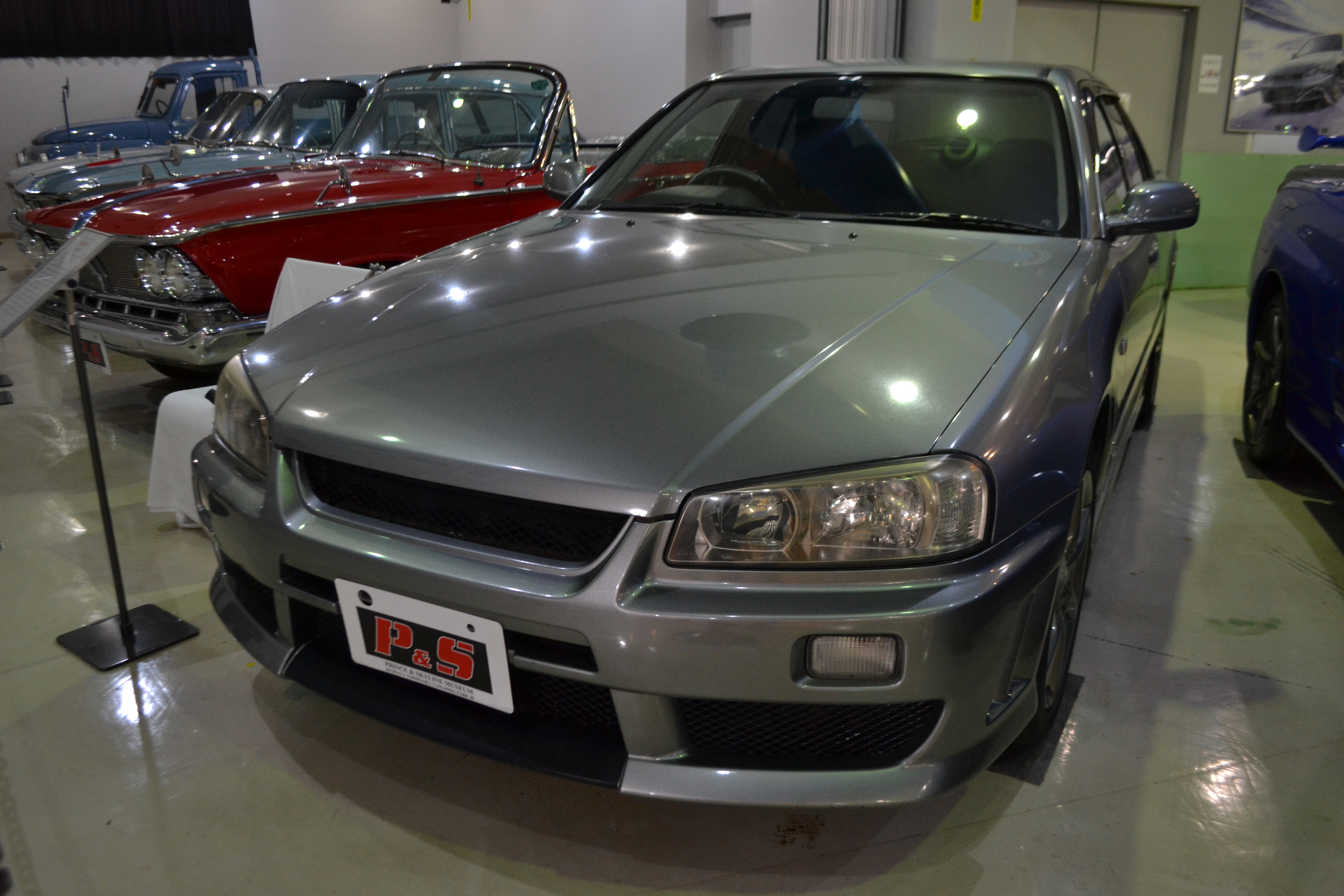
後期型 25GT-V（フロント）
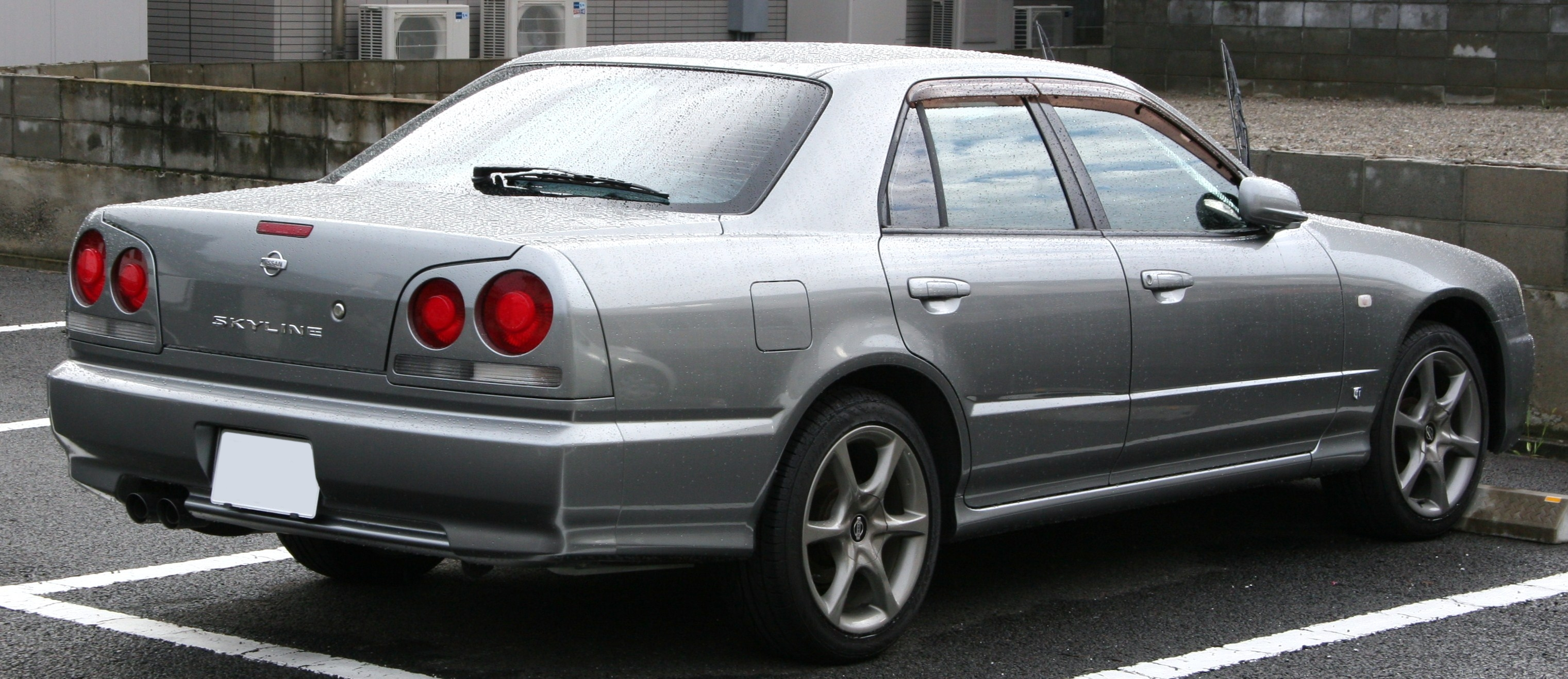
後期型 25GT-V（リア）
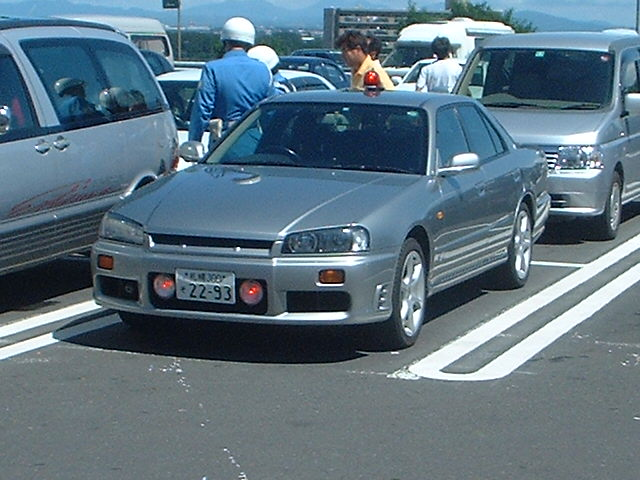
前期型 25GTターボの覆面パトカー（北海道警察）
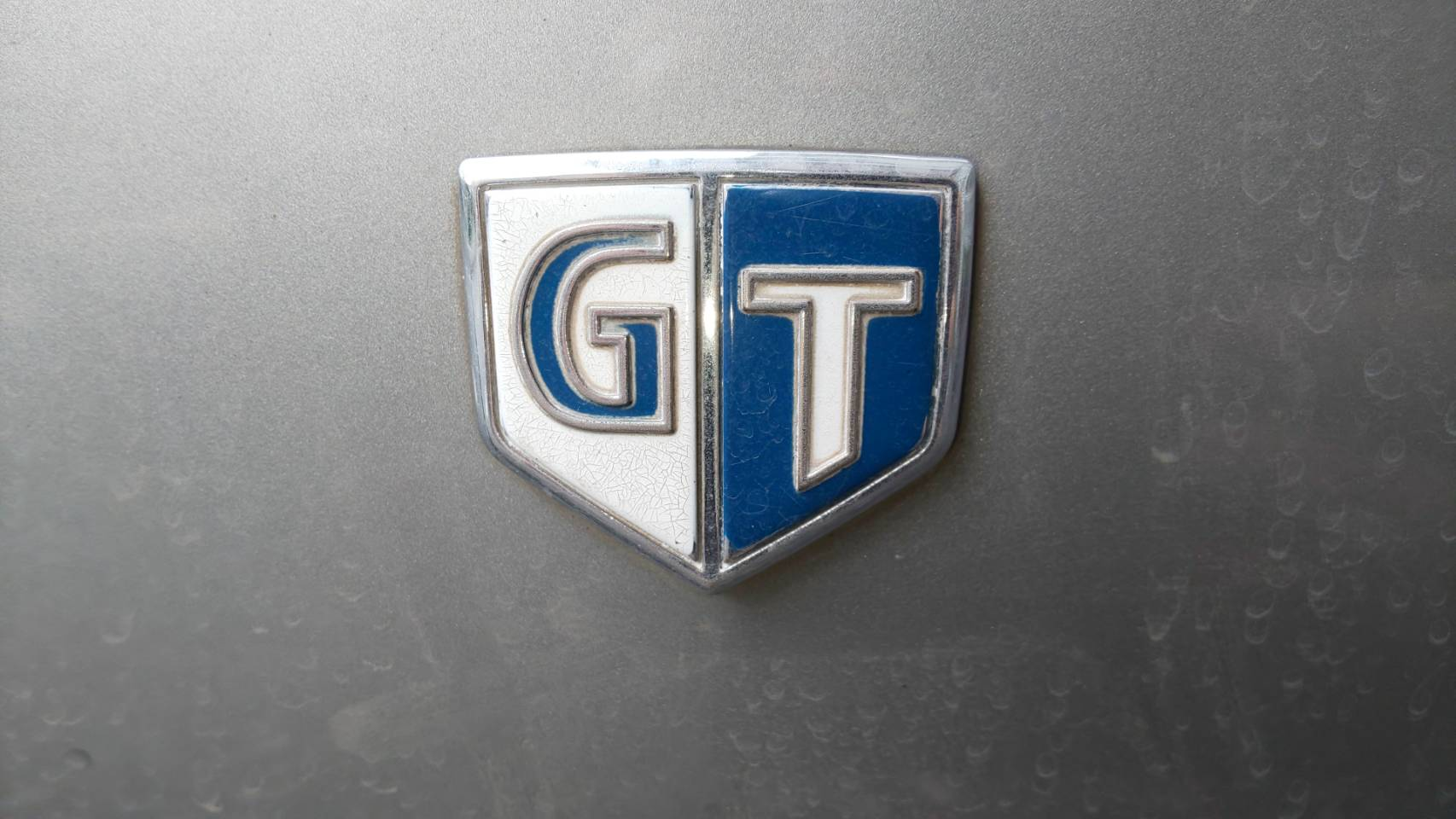
GT、25GT、25GT-FOURに装着されているバッジ

## 11代目 V35型（2001年-2007年）

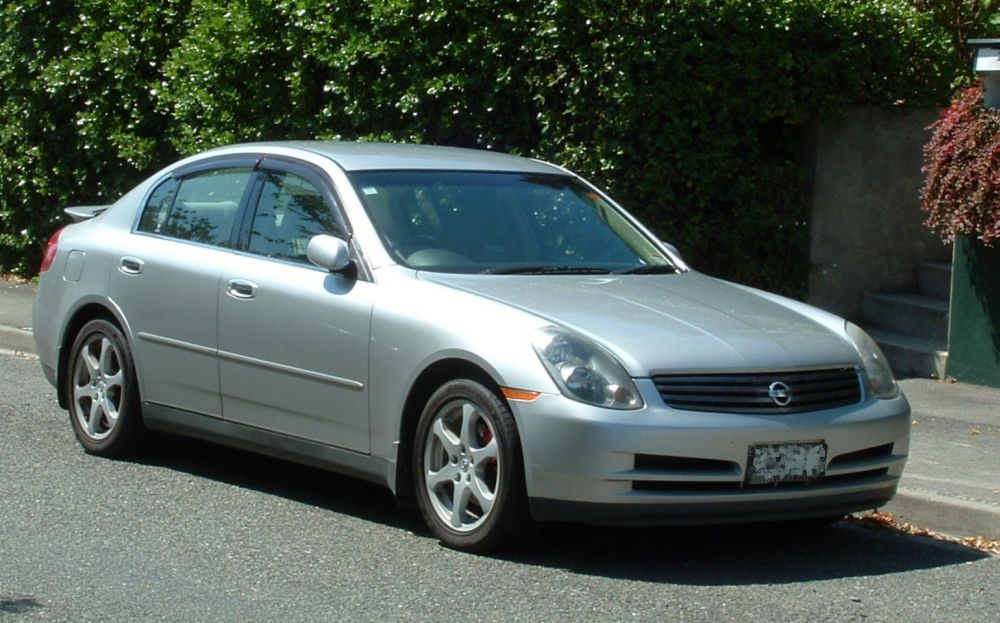
セダン中期型

セダンは2001年6月18日に、クーペは2003年1月16日に発売。デザインの元になっているのは第33回東京モーターショーに出品されたコンセプトカー、「XVL」である。この車両はスカイラインとは別のモデルとして発表され、日産の新しいスポーツセダンとして開発が始められていた。M35型ステージア、Z33型フェアレディZ、およびフーガはV35型のFMプラットフォームから派生したモデルである。
この型から、従来の特徴の一つであった直列6気筒エンジンに替わり、V型6気筒直噴ガソリンエンジンを搭載し、スカイラインのエンブレムは日産のブランドロゴに変更になった。
国外では、日産の上級ブランドであるインフィニティの販売網によりインフィニティ・G35として販売された。
V36型の発表・発売によりセダンは2006年11月に、クーペは2007年10月に販売が終了した。

## 12代目 V36型（2006年-2016年）

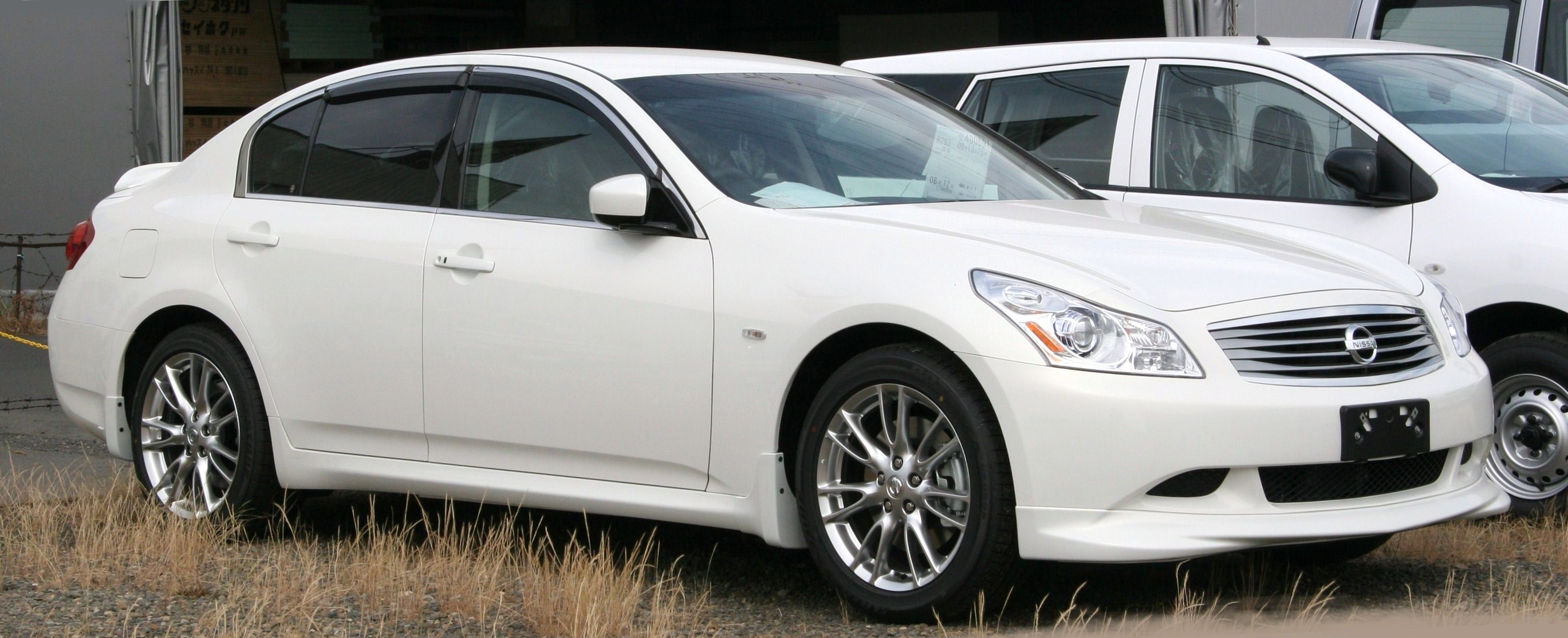
セダン前期型250GTタイプS

SHIFT ワード：SHIFT_passion ときめきをシフトする。
セダンは2006年11月20日に、クーペは2007年10月2日に発売された。また、スカイライン史上初のクロスオーバーSUVモデルとなる「スカイラインクロスオーバー」が2009年4月16日に発表され、7月13日に発売された。
日産のプレスリリース によると、V36型系の発売から約1か月間の年齢層別受注内訳は、中高年層が大半で、29歳以下の購入者は3%程度となっている。
V37型発表後もV36型は2.5L車3グレード（「250GT」・「250GT Type S」・「250GT FOUR」）に集約し、装備の追加や価格改定による車両本体価格の値下げを行った上で販売が継続された。併せて、日産ホームページのWebカタログにV36型スカイラインセダンのページが新設され、元々あるスカイラインセダンのWebカタログとは区別される。その後、V37型2.0Lターボ車の登場に伴い2014年度にて生産終了となった。

## 13代目 V37型（2014年 - ）

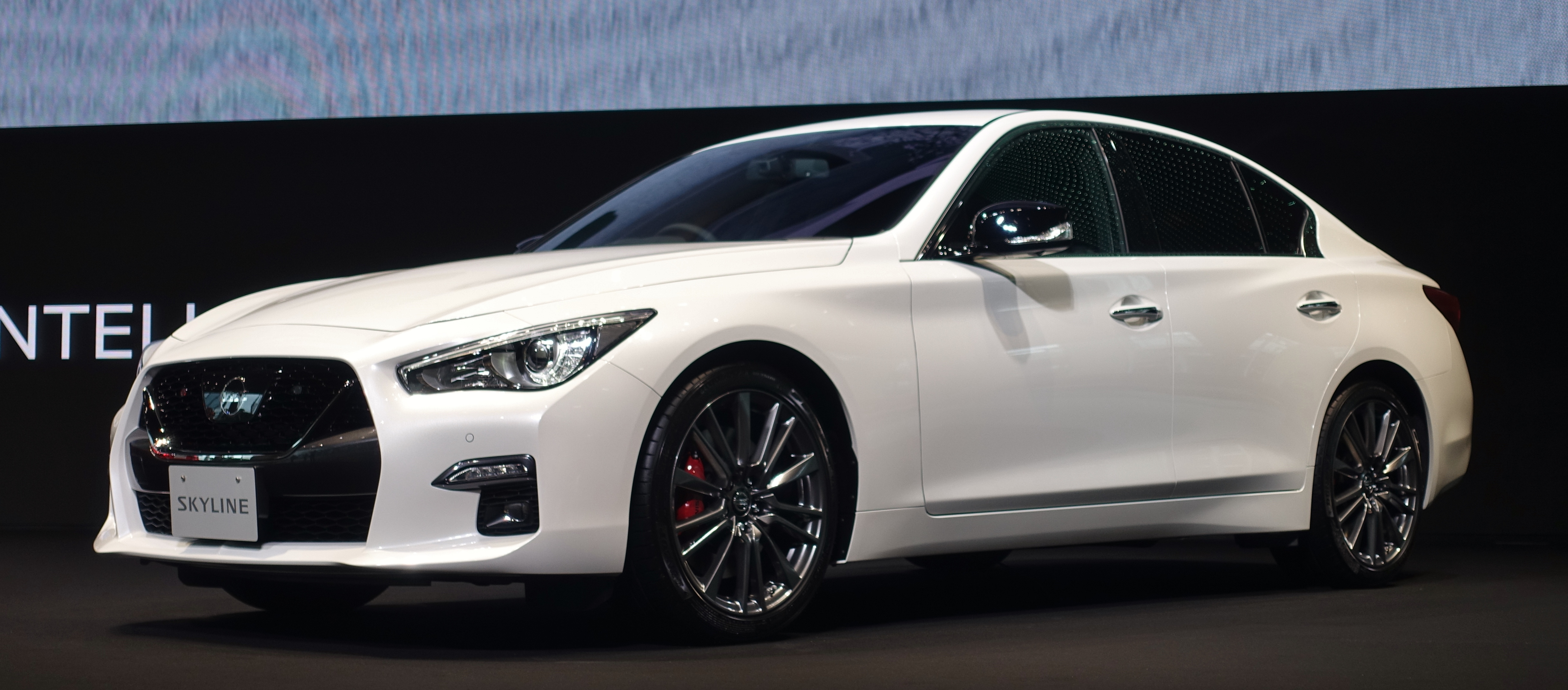
2019年9月改良型 400R

2013年9月に、北米で新型インフィニティ・Q50が発表された。日本では同年11月11日に13代目となるV37型スカイラインとして発表され、翌2014年2月26日に発売。スカイラインでは初となるハイブリッドモデルが新たに追加された。また、「インフィニティ」の開発によって培われた高い技術力やデザインの知見によるモデルのため、その証としてインフィニティのバッジが装着されている。
2014年5月には提携先のダイムラーから供給される直列4気筒2.0L・DOHC16バルブ・インタークーラーターボ・エンジンを搭載する200GT-tを追加発表し、翌月に販売を開始した。なお、4気筒エンジン搭載のスカイラインは8代目・R32型「GXi」以来となる。
2019年7月にビッグマイナーチェンジが行われ、日産・インテリジェントモビリティの思想に基づき5年8か月ぶりにインフィニティブランドのCIを模ったエンブレムから日産ブランドのCIを模ったエンブレムに回帰した。
国産車で初めて高速道路のルート走行で同一車線内ハンズオフ『手放し運転』が可能なナビ連動ルート走行を実現したプロパイロット2.0（ProPILOT2.0） を搭載したが、2022年8月31日に搭載グレードが生産中止となっている。

## GT-R
GT-R（ジーティーアール）は、サーキットでの使用を主眼にして開発されたスカイラインの高性能グレードで、3代目（C10型）と4代目（C110型）、および8代目（R32型）から10代目（R34型）まで設定されていた。
乗用車ベースでありながらレースで勝つことを使命とし、スカイラインの他のグレードとは明確に異なる装備や高性能エンジンを搭載していた。それゆえに熱狂的なファンが多く、エンジニアにも特別のこだわりがあり、そのためにGT-Rの名を冠することが許されなかったモデル（R30型2000RS、R31型GTS-Rなど）も存在するほどである。
R34型を最後にスカイラインとしてのGT-Rは廃止されるが、2001年の東京モーターショーにはスカイラインの名を冠さない「GT-Rコンセプト」が出展され、2007年に日産・GT-Rとして市販化された。

## スカイラインのモータースポーツ活動
スカイラインは初代モデルからモータースポーツに参戦しているが、本格的に参戦したのはS54型による第二回日本グランプリが最初。ホモロゲーションモデルであるGT、そしてGTのレーシング・バージョンの量産モデル2000GT（改称後は2000GT-B）から「スカG」の歴史が始まった。
3代目PGC10型/KPGC10型GT-Rは国内レースで、マツダのロータリー勢に苦しめられながらもクラス50勝を達成したほか、数々の伝説を残す。5代目（C210型）については排ガス規制の対策に追われたためモータースポーツ活動はないが、6代目（R30型）のシルエット・フォーミュラ、7代目（R31型）GTS-RでのグループA全日本ツーリングカー選手権参戦を経て、グループAの頂点を目指すべく、8代目（R32型）でGT-Rが復活。デビューからレース終焉まで29連勝の新たな伝説を築いた。

### 初代 （L型／20系）
1959年7月第1回「日本アルペンラリー」にスカイラインが参戦。
1963年5月 第1回日本グランプリB-IIクラスに「スカイライン・スポーツ」、C-IVクラスに「スカイライン」がそれぞれ参戦。「スカイライン・スポーツ」は7位、10位。「スカイライン」は8位。

### 2代目（50系／S5型）

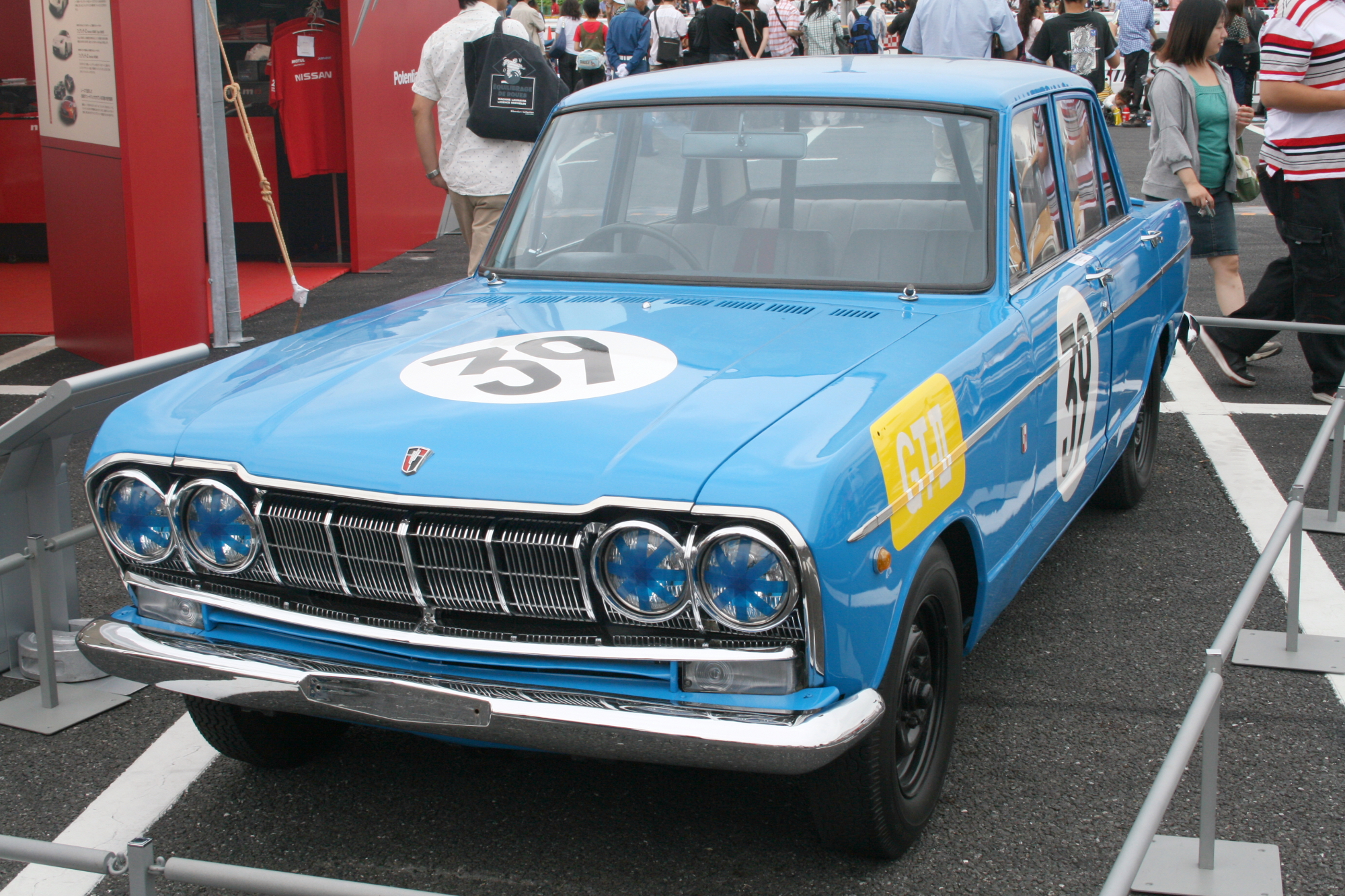
スカイラインGT（S54A-1型）

1964年5月、第2回日本グランプリGT-IIクラスにスカイラインGT（S54A-1型）出場。T-Vクラスにスカイライン1500（S50D-1型）出場。GT-IIクラスでは2 - 6位を独占し、ツーリングカーT-Vクラスでは1 - 8位を独占した。
決勝では生沢徹のスカイラインGTが、優勝候補と目されていた式場壮吉のポルシェ・904を1周だけ抜いて首位に躍り出るという一幕があり、「スカイラインがポルシェを抜いた」という事実は後年まで語り継がれていくことになる。

### 3代目（C10型）

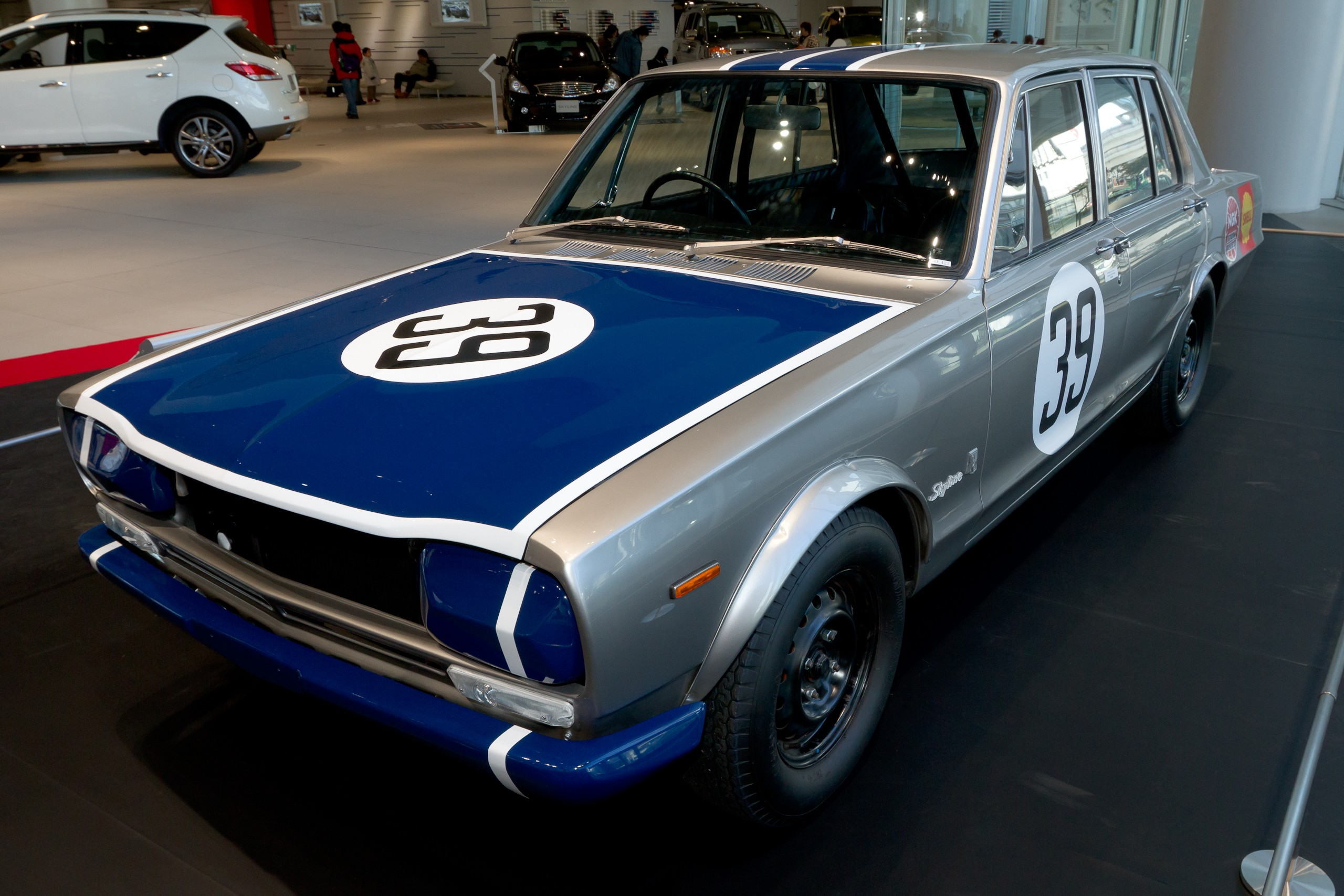
1969年JAFグランプリレース大会優勝車のレプリカ

1969年5月「JAF公認700キロ ノンストップラリー」にて「スポーティデラックス」が優勝を飾る。
日本ではGT-Rが各地のレースで猛威を振るっていたが、海外に於いても1972年、スパ・フランコルシャン24時間レースに地元ベルギーのディーラーによる支援を受けたシャルル・バン・ストールが4ドア2000GT（GC10）の輸出仕様「ニッサン2000GT」を3台ディビジョン2に出場させ、ガスケットトラブルによりリタイヤした61号車以外の2台が完走、60号車が総合20位、62号車が同じく28位に入るという健闘を見せた。なお、GT-Rは生産台数が少なく、国際公認はツーリングカー（連続12月間内に1,000台製造）の取得はできず、GTカー（連続12月間内に500台製造）の取得も困難であり、取得できるとすればスポーツカー（連続12月間内に25台）しかなかった。よって、国際公認は取得しておらず、国際レースに使うことができない機材であった。当時国内では公認に必要な製造台数を国際基準から大幅に緩和していたため、GT-Rも国内公認は取得できた。なお、同じレースの同クラスにはマツダスイスレーシングの手により2台のサバンナRX-3も出場しており、予選ではサバンナのほうが速かったものの決勝では65号車の25位という結果に終わった。

### 4代目（C110型）

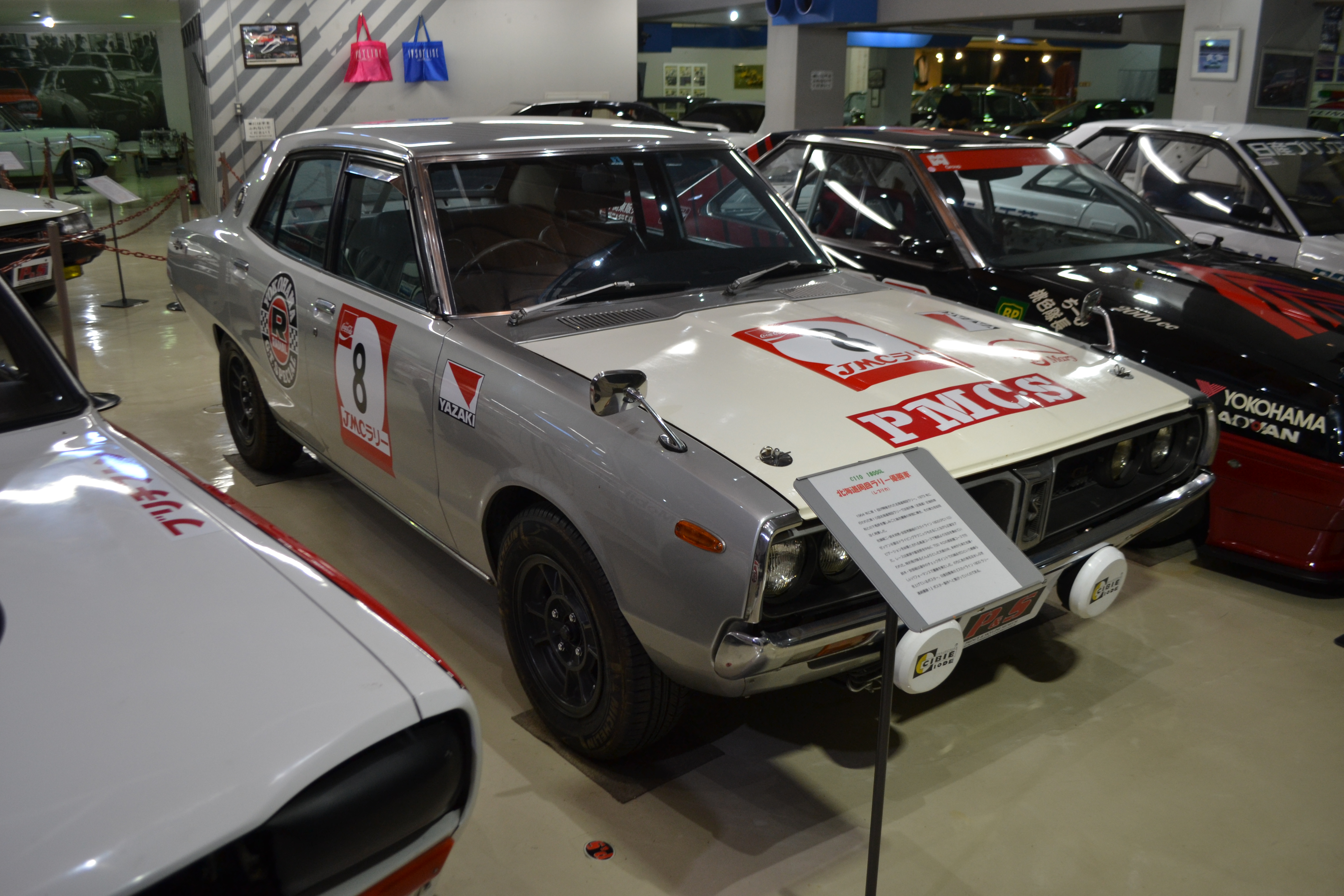
1973年北海道周回ノンストップラリー優勝車のレプリカ

ケンメリとなったGT-Rは大きく重くなり、ロータリーに勝てる見込みがなくなりサーキットから去った。
しかし4気筒登載車はノーズも短く頭も軽く回頭性がよく、ラリーで活躍した。
1973年6月 「JAF公認・JMC主催 第10回北海道周回ノンストップラリー」にて、「セダン1800（PC110型）ラリーバージョン」が総合優勝を飾る。
1975年6月 「北海道周回ラリー」にて「セダン1800」が総合優勝を飾る。
1975年7月 「第3回JMCオーバーナイトラリー」にて「セダン1800」が優勝を飾る。
1976年11月 「JMC中部ラリー」にて「セダン1800GL」が優勝を飾る。
この年、「オーストラリア トタル エコノミーラン」にオーストラリア向けスカイライン「ダットサン240K」が出場。優勝を飾っている。

### 6代目（R30型）
1982年5月 当時のグループ5規定に合わせたレーシングカー「スカイライン スーパーシルエット」が登場。「ハードトップ2000RS（KDR30型）」をベースに車体の一部をパイプフレームとするノバエンジニアリング製のシャシーに、大型のフロントスポイラー、およびリアウイングを備えるムーンクラフト製のカウルをまとい、「RS」のイメージカラーである赤/黒の2トーンカラーが特徴。ドライバーはかつてPGC10型GT-Rを操った長谷見昌弘。エンジンはサファリラリー等で使用された「バイオレット」に搭載されていた直列4気筒DOHC LZ20B型に、エアリサーチ製T05Bターボチャージャー、およびルーカス製メカニカルインジェクションシステムを組合わせ、 570PS/7,600rpm、55kgm/6,400rpmというパワーを誇った。トミーがメインスポンサーを務め、トミカのバリエーションとして玩具化もされたが、日本各地の日産プリンス販売会社からのカンパに大きく支えられた面もある。
1983年シーズンではR30型のマイナーチェンジに伴い、フロントマスクおよびテールランプが変更され、1984年度まで国内外のレースに参戦した。また、スプリント用とは別に1982年8月に耐久用マシンも追浜ワークスで製作され、南アフリカでのキャラミ9時間レースに参加した。翌年グループC規定にあわせたマシンに改造され（日産・スカイラインターボC）、富士ロングディスタンスシリーズ、および全日本耐久選手権に参戦した。

### 7代目（R31型）

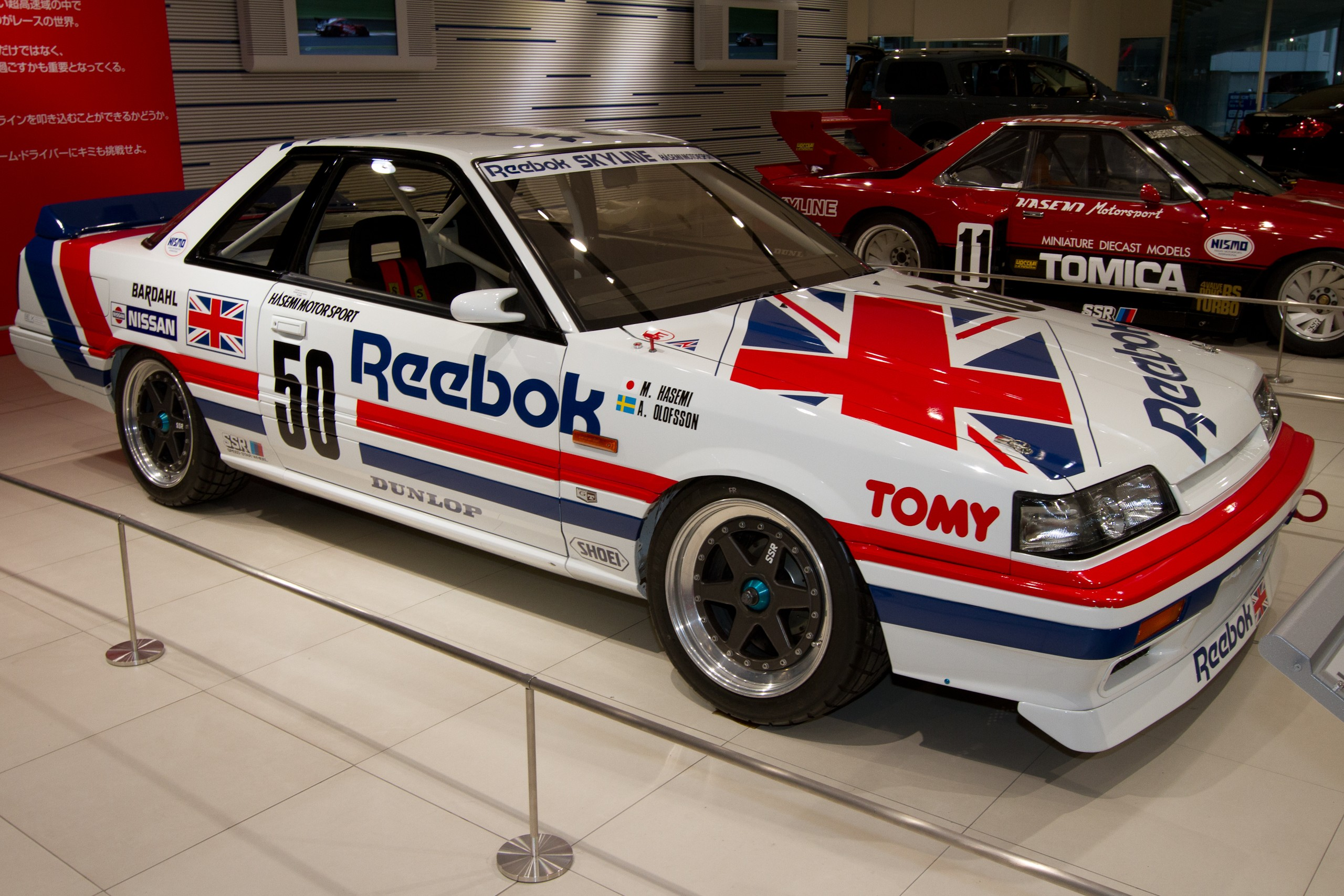
1989年の全日本ツーリングカー選手権Gr.Aシリーズチャンピオンマシン

1987年インターTECにGTS-Rがデビュー。
1988年度全日本ツーリングカー選手権にGTS-Rが参戦。主な戦績は以下の通り。
- 1月 第1戦「新春NRC鈴鹿300km自動車レース」 優勝
- 3月 第3戦 「西日本300kmレース」優勝

1989年度全日本ツーリングカー選手権にGTS-Rが参戦。主な戦績は以下の通り。
- 5月 「89ハイランドグループA300kmレース」 優勝
- 8月 「89レース・ド・ニッポン」 優勝
- 9月 「SUGOグループA 300kmレース」 優勝
- 9月 「グレード20ドライバーズレース」 優勝（※長谷見昌弘がドライバーズ・タイトル獲得）

### 8代目（R32型）以降

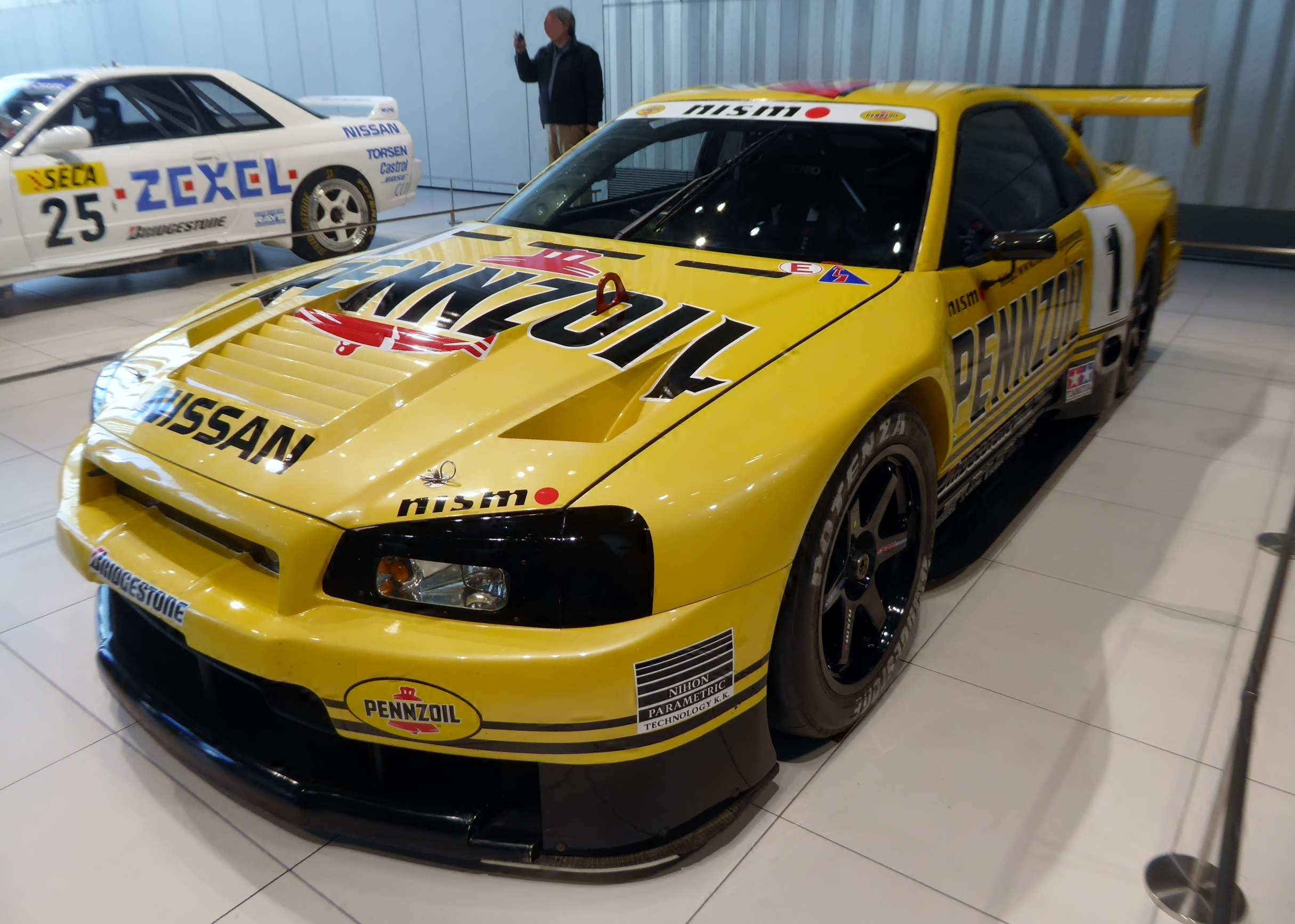
1999年 ペンズオイルニスモ 1号車

主に「スカイラインGT-R」での参戦が多くなった。
9代目（R33型）に関しては、1994年より始まったJTCCにも4ドアセダンが近藤レーシングガレージにより参戦していた。当初はR32型での参戦を予定していたが、日産がホモロゲーション申請をしていたのがBNR32型GT-Rのみであり、何とかR32で出場したいとの願いから関係各所を回ってみたものの「旧型車にはホモロゲーションを与えられない」との一点張りで渋々諦めたところ、日産がR33セダンのホモロゲーション申請を行い、車両を提供されて参戦を果たした。なお、R32型で参戦を予定していたレーシングカーは後輪駆動と四輪駆動の2台製作され、ほぼ完成状態まで来ていたが、先述のホモロゲーション問題により参戦が不可能となった時点で解体され、産業廃棄物として処理されたという。

## 車名の由来
「山並みと青空を区切る稜線」に由来する。
一説によるとこの名前を決定したのは、1957年当時の富士精密工業の会長であり、ブリヂストンの創業者としても知られる石橋正二郎だと伝えられている。彼は同社製品のゴルフボール「ブルースカイ」、「スカイウェイ」などと共通性のある「空」に因んだ言葉を指向していた。その中で社内に存在した命名案の中から、清冽なイメージを持つ「スカイライン」という名前を自動車に与えたことが、プリンス・スカイラインの始まりということである。
2007年3月21日、名付け親の桜井眞一郎がこの名を思いついた場所である群馬県草津町の山小屋「芳ヶ平ヒュッテ」に、誕生50周年を記念して「スカイライン命名の地」のプレートが設置された。
2020年12月2日、一般社団法人日本ネーミング協会が主催する「日本ネーミング大賞2020」において、優秀賞を受賞した。当時の執行役副社長である星野朝子は次のように語った。